# Église Saint-Denis de Ver-sur-Launette
L'église Saint-Denis est une église catholique paroissiale située à Ver-sur-Launette, dans l'Oise. Son architecture fait preuve d'un certain raffinement, qui témoigne de l'influence du chantier de la cathédrale Notre-Dame de Senlis et de l'inspiration de la cathédrale Notre-Dame de Paris, et reflète les principaux jalons du développement du style gothique. L'édifice se compose d'un vaisseau central de cinq travées, se terminant par un chevet plat éclairé par un triplet, et de deux bas-côtés, qui laissent libre la dernière travée du chœur. Le clocher s'élève au-dessus de l'avant-dernière travée du bas-côté sud, qui abrite de remarquables chapiteaux. Cette travée, ainsi que celle qui lui fait suite à l'est, représentent les parties les plus anciennes de l'église, et datent des années 1160 / 1170. Elles constituaient vraisemblablement le chœur de l'église qui existe à cette époque. Vers 1220, l'église est en grande partie reconstruite, et c'est de cette époque que datent le vaisseau central et les trois premières travées du bas-côté sud. Le chœur montre des frappantes similitudes avec Borest et Ermenonville. Au début du XVIe siècle, le bas-côté nord est remanié, la base du clocher est renforcée, et ses parties hautes sont entièrement reconstruites. Ces travaux s'effectuent dans le style gothique flamboyant. Déjà en 1894, Eugène Müller écrit que « Ver est un édifice qui ne me paraît point suffisamment apprécié pour son élégance et l’originalité de certains de ses détails ». Elle n'est toujours pas protégée au titre des monuments historiques. L'église Saint-Denis est aujourd'hui affiliée à la paroisse Notre-Dame de la Visitation du Haudouin, et accueille des messes dominicales anticipées deux fois par an.

## Localisation
L'église Saint-Denis est située en France, en région Hauts-de-France et dans le département de l'Oise, dans le parc naturel régional Oise-Pays de France, sur la commune de Ver-sur-Launette, place de la Croix. C'est la principale place du village. La façade occidentale de l'église donne directement sur cette place. Le chevet et l'élévation septentrionale sont enclavées dans des propriétés privées, et ne sont que partiellement visibles depuis le domaine public. L'élévation méridionale donne sur la côte de l'Orme, qui relie la place à la rue des Bons-Voisins (RD 64). Cette élévation est bien mise en valeur et bordée par un espace vert publique, qui s'élargit successivement vers l'est à mesure que la rue s'éloigne de l'édifice. L'abbé Eugène Müller écrit en 1894 : « L'église qu'un orme magnifique précède selon l'antique usage, invitant, ce semble, « ung chascun a assoupir soubz l'ombre de ses rameaux ses discors et procès », offre des pièces d'architecture d’époques très diverses ». Il ne reste plus trace de cet arbre, mais la côte de l'Orme conserve son souvenir.

## Histoire
Sous le titre de Palatium Vernum, Ver-sur-Launette est une maison royale sous les Mérovingiens et Carolingiens, et le concile de Ver s'y tient en 754. Un autre concile a lieu en 844. L'on ignore à quelle période la couronne aliéna le domaine, mais il paraît certain qu'aucun roi ne séjourne à Ver à partir du Xe siècle, que ce ne soit pour un bref passage. La paroisse est donc probablement de fondation ancienne, comme le donne également à penser son vocable, saint Denis de Paris, Apôtre et premier évêque de Paris, martyrisé vers 272 au plus tard à Montmartre. Le collateur de la cure n'est toutefois pas de l'abbaye Saint-Denis, mais le chapitre de la cathédrale Notre-Dame de Senlis. Sous l'Ancien Régime, Ver-sur-Launette relève du diocèse de Senlis et du doyenné de Senlis. La Révolution française apporte le rattachement du diocèse de Senlis à celui de Beauvais, sauf Othis et Survilliers. — Ver-sur-Launette n'est, depuis plusieurs décennies, plus une paroisse indépendante, et est intégré depuis 1996 dans la nouvelle paroisse Notre-Dame de la Visitation du Haudouin, qui s'étend sur quinze communes, et dont le lieu de culte principal est l'église Saint-Pierre de Nanteuil-le-Haudouin. À l'instar de l'église voisine d'Ève, l'église Saint-Denis n'accueille plus de messes régulières pendant plusieurs années, et est utilisée exclusivement pour les célébrations particulières (messes, baptêmes, obsèques). Les messes dominicales anticipées ne reprennent qu'au mois de juin 2016.
Les différentes campagnes de construction ne sont pas attestées par des sources d'archives, ni par des inscriptions, mais peuvent être déduites de l'analyse stylistique. L'on peut distinguer trois campagnes de construction, qui reflètent les principaux jalons du développement du style gothique. Les parties les plus anciennes sont la base du clocher et la travée qui lui fait suite à l'est. Elles datent des années 1160 / 1170, et appartiennent au style gothique primitif, avec des chapiteaux encore proches du style roman. L'inspiration par le rond-point de l'abside et le déambulatoire la cathédrale de Senlis ne fait guère de doute. Sachant que le clocher central est la règle dans la région au XIIe siècle, Dominique Vermand n'exclut pas qu'il s'agisse du chœur primitif, et estime que le mur gouttereau du bas-côté sud subsisterait également de l'église précédente. Dans ce cas, l'église de cette époque aurait été de dimensions inhabituellement restreintes. Selon le même auteur, la deuxième campagne de construction porte sur la nef, le chœur et le reste des bas-côtés, et se situerait au début du XIIIe siècle. Eugène Müller propose de distinguer deux phases au sein de cette campagne : dans un premier temps, l'on aurait bâti la nef et les bas-côtés sans les voûtes, et dans un deuxième temps, l'on aurait entrepris la construction du chœur et entrepris le voûtement de la nef et des bas-côtés. La date d'achèvement se situerait alors vers 1220. Indépendamment de cette question, l'on peut retenir que l'ordonnancement des piliers témoigne de l'influence du chantier de la cathédrale Notre-Dame de Paris. La même observation s'applique à deux douzaines d'autres églises du nord de l'Île-de-France. Enfin, la troisième et dernière campagne de construction s'inscrit dans le cadre du mouvement de reconstruction après la guerre de Cent Ans. Au début du XVIe siècle, le bas-côté nord est rebâti dans le style gothique flamboyant, sans toutefois toucher aux grandes arcades, et les élévations extérieures des deux travées les plus anciennes sont réappareillées et pourvues d'un décor sculpté assez abouti. Le clocher est reconstruit à partir du deuxième étage, et reçoit une cage d'escalier hors-œuvre,.
En 1987, l'abbé Jules Gérin écrit « Donc, l'église de Ver est digne de tout intérêt, et son jeune curé, qui semble bien s'attacher à ses antiques beautés, pourrait sans doute, à l'aide de quelques restaurations bien comprises, conserver un précieux monument et bien mériter de l'art national ». En 1894, l'abbé Eugène Müller estime que « Ver est un édifice qui ne me paraît point suffisamment apprécié pour son élégance et l'originalité de certains de ses détails ». Il a apparemment vu juste, et l'église Saint-Denis n'est toujours pas protégée au titre des monuments historiques, ce qui n'a pas dissuadé la commune d'en refaire les toitures et d'en engager une restauration en 2015.

## Description

### Aperçu général

Plan de l'église.

Orientée à peu près régulièrement, avec une légère déviation de l'axe vers le sud-est du côté du chevet, l'église se compose d'une nef de trois travées barlongues accompagnée de deux bas-côtés ; d'un chœur d'une travée carrée et d'une travée barlongue se terminant par un chevet plat ; de deux travées de bas-côté de chaque côté de la première travée du chœur ; et d'une sacristie dans l'angle entre bas-côté sud et deuxième travée du chœur. La première travée du bas-côté sud du chœur est la base du clocher ; la deuxième est la chapelle Saint-Joseph. Le bas-côté nord du chœur est la chapelle de la Vierge. Le vaisseau central est à deux niveaux d'élévation jusqu'à la première travée du chœur, avec l'étage des grandes arcades et un étage de murs aveugles. L'ensemble de l'église est voûté d'ogives. Le portail occidental de la nef constitue l'unique accès à l'église. Nef et bas-côtés sont recouverts ensemble par une large toiture à deux rampants. Le clocher est coiffé d'une flèche en charpente recouverte d'ardoise.

### Intérieur

#### Nef

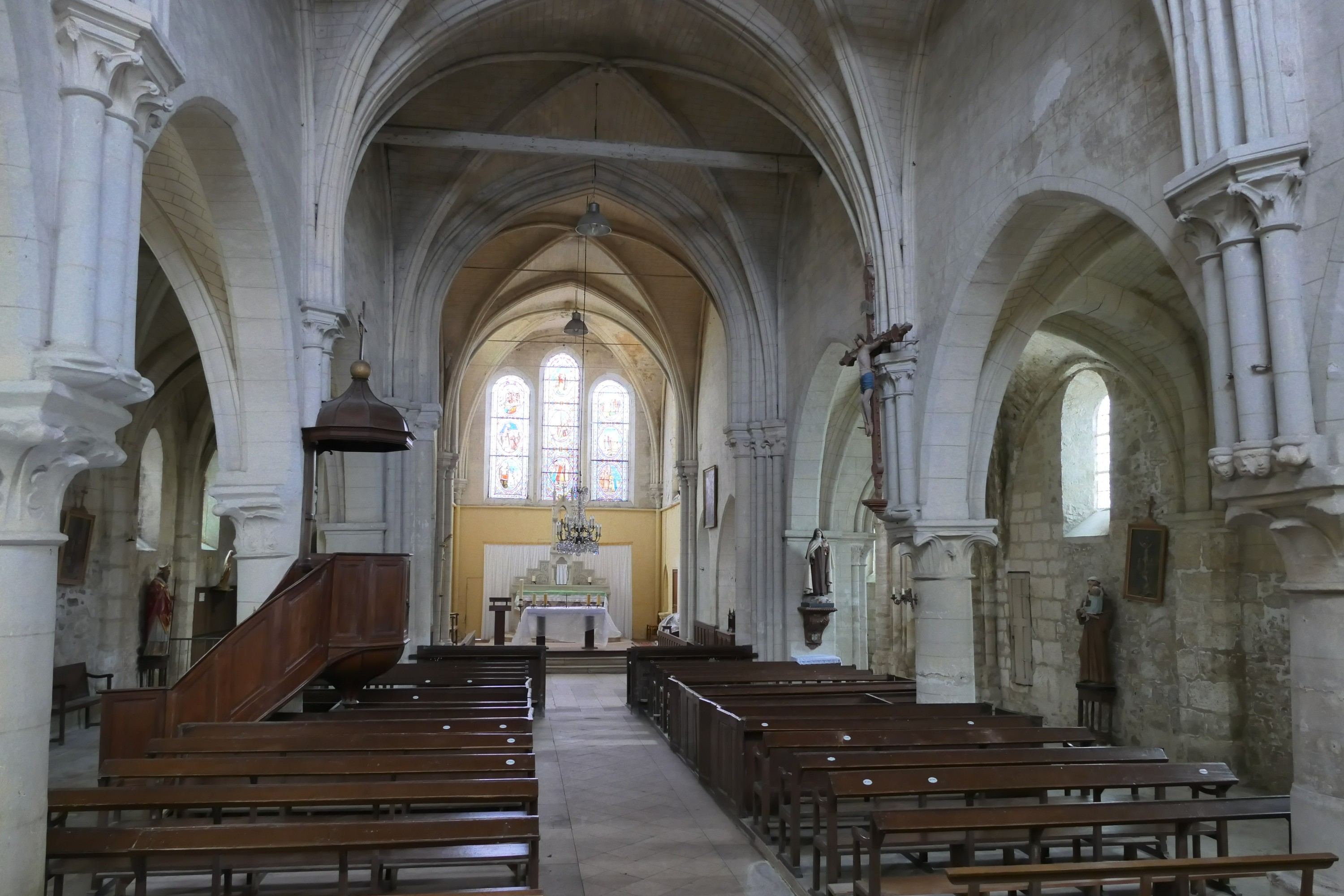
Nef, vue vers l'est.

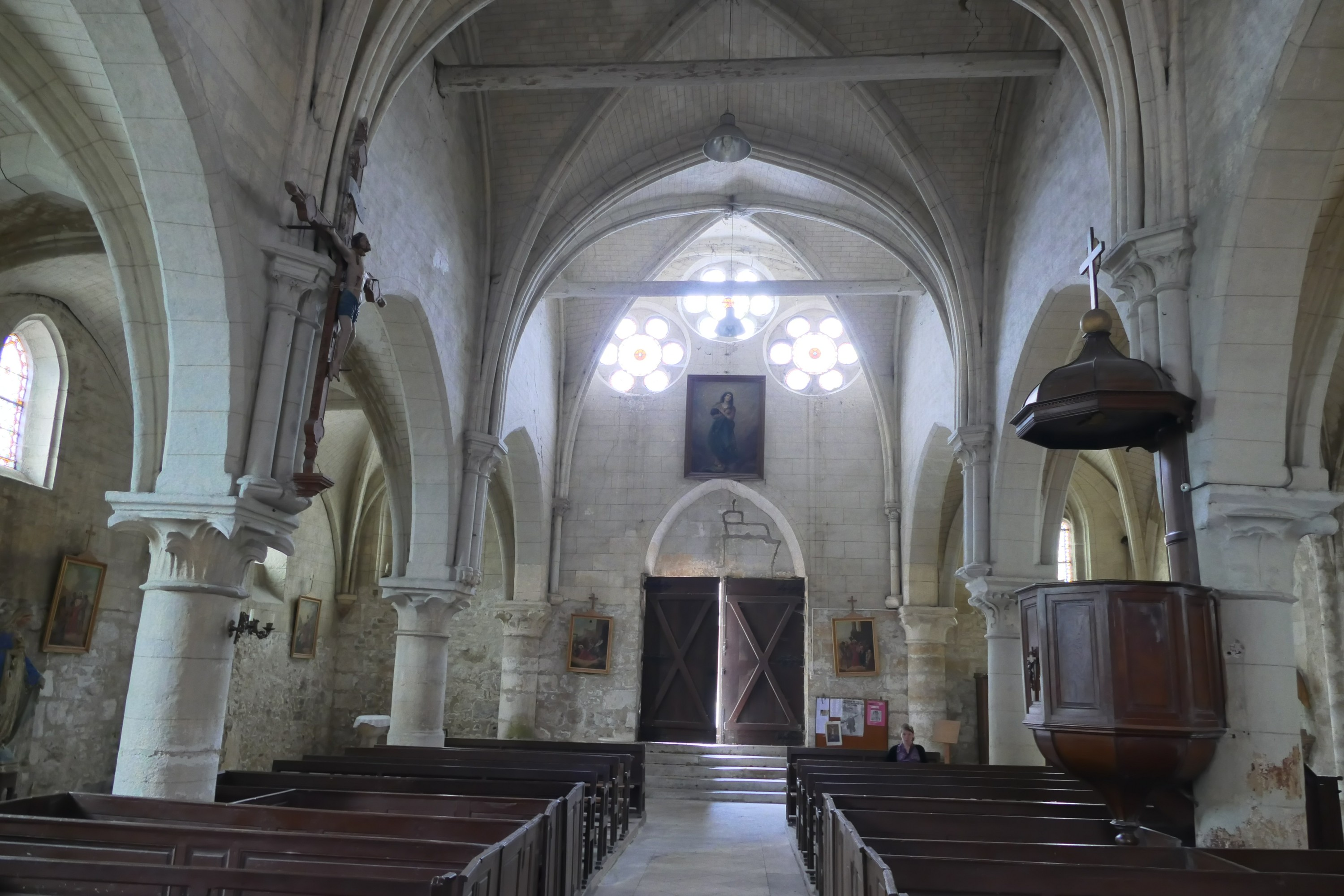
Nef, vue vers l'ouest.

Comme l'annonce déjà la façade, la nef est assez large. Elle est un peu plus élevée qu'il ne paraît à l'extérieur : une fois franchi le portail, il faut descendre six marches d'escalier pour entrer dans la nef. Cependant, la nef est loin de présenter l'élancement habituel aux églises gothiques, même petites : elle est à peine une fois et demi plus élevée que large, comme le sont souvent les nefs flamboyantes, et les chapiteaux des hautes-voûtes se situent plus bas que les sommets des grandes arcades, à mi-hauteur entre leurs tailloirs et leurs clés d'arc. L'étage de murs aveugles est donc relativement important. On note aussi que les grandes arcades sont à simple rouleau, et non moulurées, mais ont seulement les angles chanfreinés, ce qui n'est plus guère d'usage au début du XIIIe siècle. Elles paraissent bien légères et sont plus larges qu'à l'accoutumée. En plus, les tailloirs des grandes arcades accusent un profil rudimentaire, une tablette biseautée, et ne débordent guère devant les murs hauts. Ces différentes observations amènent Eugène Müller à formuler l'hypothèse que les grandes arcades sont plus anciennes que les voûtes de la nef et leurs supports, et que la nef n'était donc primitivement pas voûtée et éclairée directement par des fenêtres hautes, comme à Trumilly. Il n'a pas cherché les traces de ces éventuelles fenêtres dans les combles des bas-côtés, mais leur présence semble quelque part trahie par les poutres de bois tenant lieu d'étrésillons, qui ont été passées par les anciennes baies avant qu'elles ne soient murées, comme à Cormeilles-en-Vexin.
Des grandes arcades en arc brisé aussi rustiques se trouvent aussi à Asnières-sur-Oise, Béthancourt-en-Valois, Bruyères-sur-Oise, Champlieu, Fontenay-en-Parisis, Fosses, Orrouy, Plailly, etc.; dans certains cas, elles retombent sur de simples impostes, comme à Béthancourt et Orrouy. À Ver, c'est aussi le cas à la fin des grandes arcades. Ailleurs, les tailloirs sont portés par de gros chapiteaux sculptés d'un rang de crochets ou de divers feuillages, qui sont bien découpés et vigoureusement taillés, mais d'une facture grossière. Ils reposent sur des piliers monocylindriques appareillés en tambour, dont les bases sont formées par un petit tore et d'un gros tore aplatis, séparés par une scotie. Les angles ne sont pas flanqués de griffes. Les socles octogonaux comportent un ressaut. C'est le parti des piliers isolés aux chapiteaux de crochets qui est dérivé de Notre-Dame de Paris. Afin d'accueillir les colonnettes des hautes-voûtes, trois consoles sont engagés dans les piliers, tout en prenant appui sur les tailloirs des chapiteaux, et accueillent trois fûts assemblés de trois ou quatre tambours en délit. En général, les consoles sont d'épaisses tablettes évasées vers le bas, mais au-dessus du premier pilier isolé du sud, celle du centre est sculptée de trois têtes accolées, et les deux autres, d'un homme en buste accroupi. Pour Jules Gérin, les trois têtes symboliseraient la Sainte-Trinité. Les trois fûts portent trois chapiteaux, tous sculptés de crochets. À l'intersection entre deux chapiteaux, les crochets aux angles sont partagés pars les deux chapiteaux, tandis que les corbeilles restent bien distinctes. Dans un groupe de trois, la première et la troisième sont implantés à 45° face aux ogives. Les tailloirs fusionnent également au niveau des strates de modénature supérieures, et forment ici un ensemble de plan trapézoïdal, ce qui évoque Champagne-sur-Oise, Grisy-les-Plâtres, et surtout le chœur de Précy-sur-Oise. Le profil des tailloirs est plus élaboré qu'au niveau des grandes arcades, et se compose, du haut vers le bas, d'une plate-bande, d'un filet, d'un cavet, d'une baguette et d'une plate-bande. Les arcs-doubleaux affichent un filet entre deux tores, et les ogives, une fine arête entre deux tores, ce qui sont des profils très répandus sous toute la première période gothique. Il y a des formerets monotoriques tout autour, ce qui est rare pour les voûtes réalisées après coup,,.

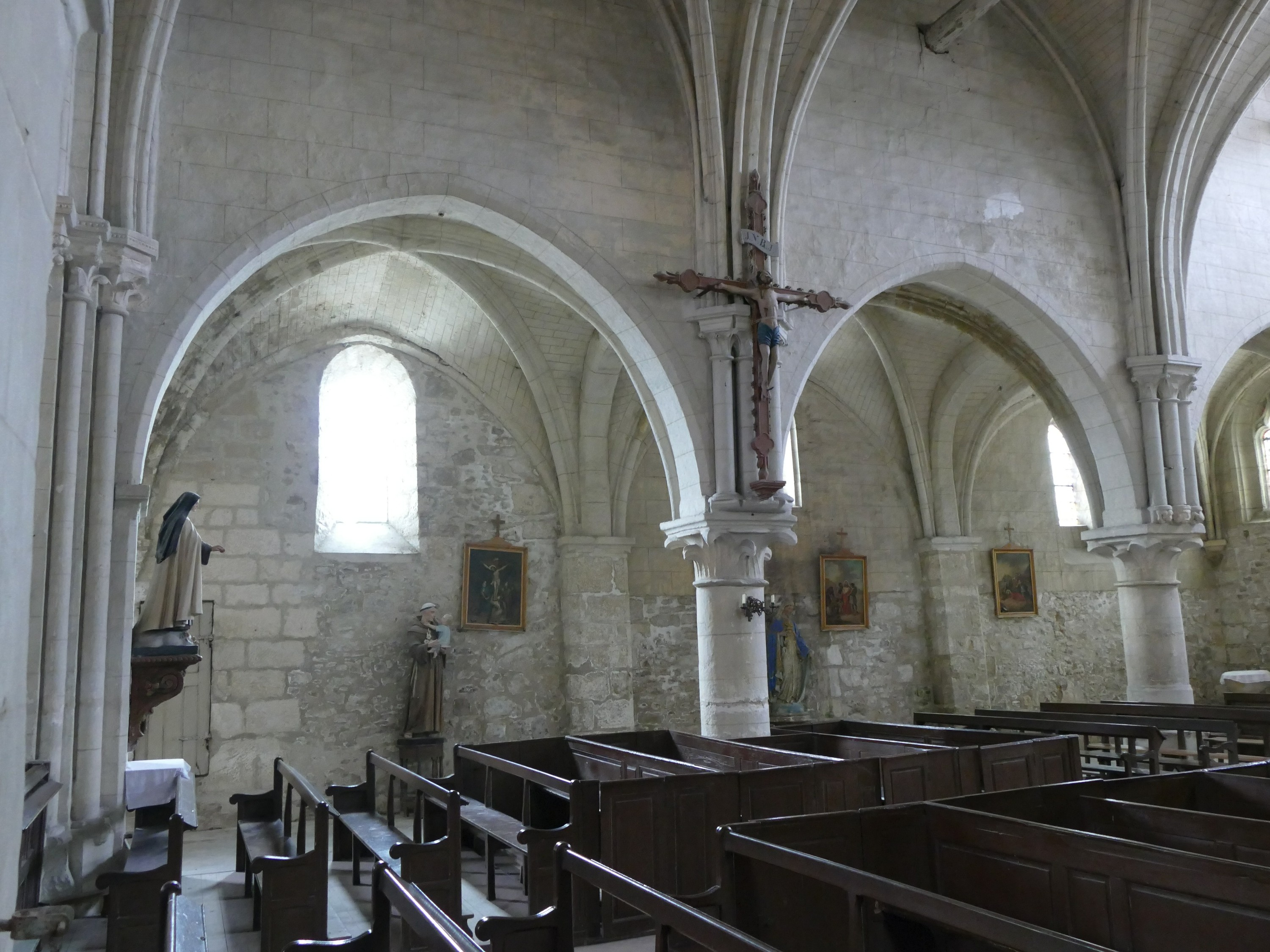
Grandes arcades du sud.
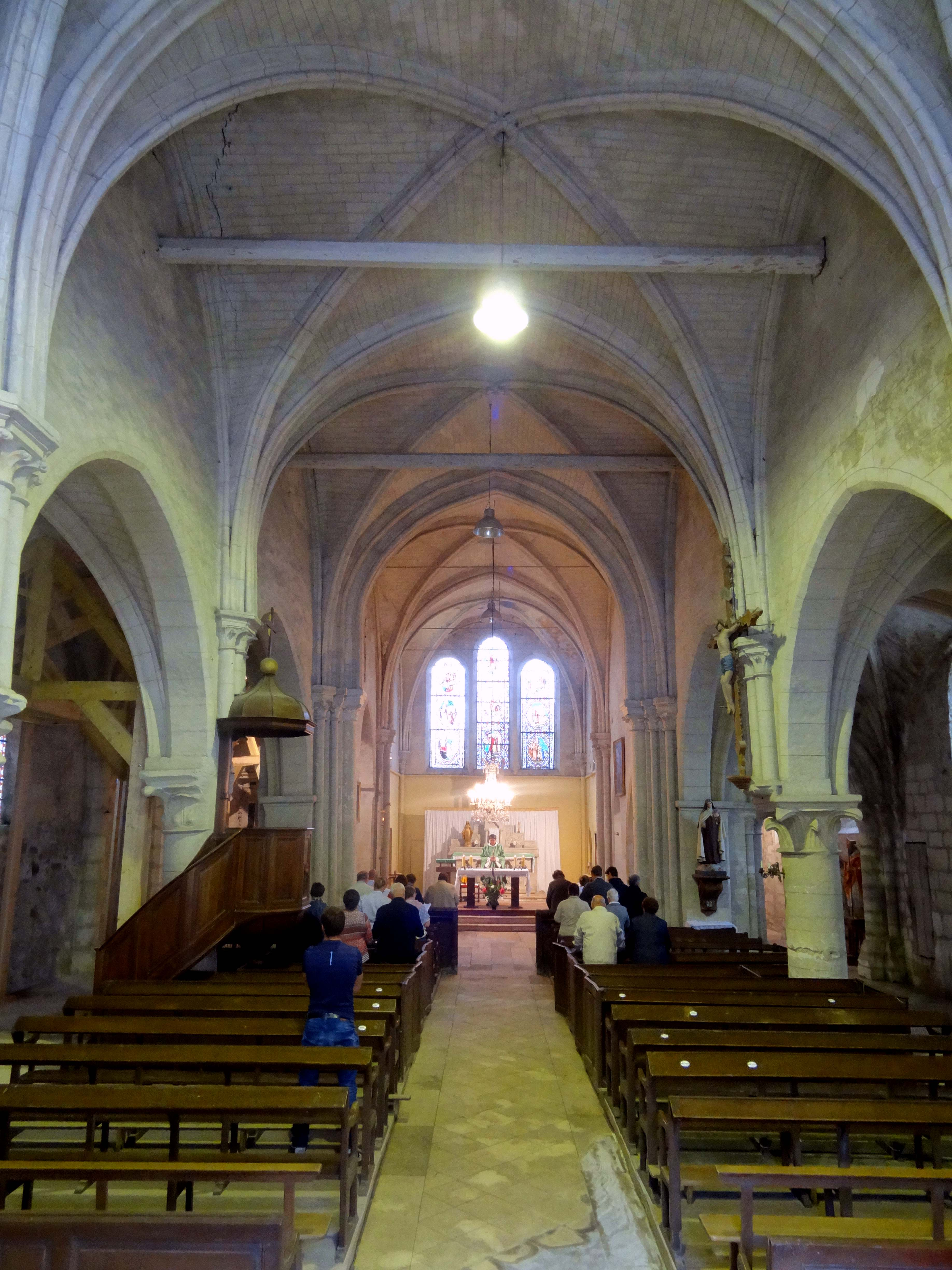
Vue vers l'est.
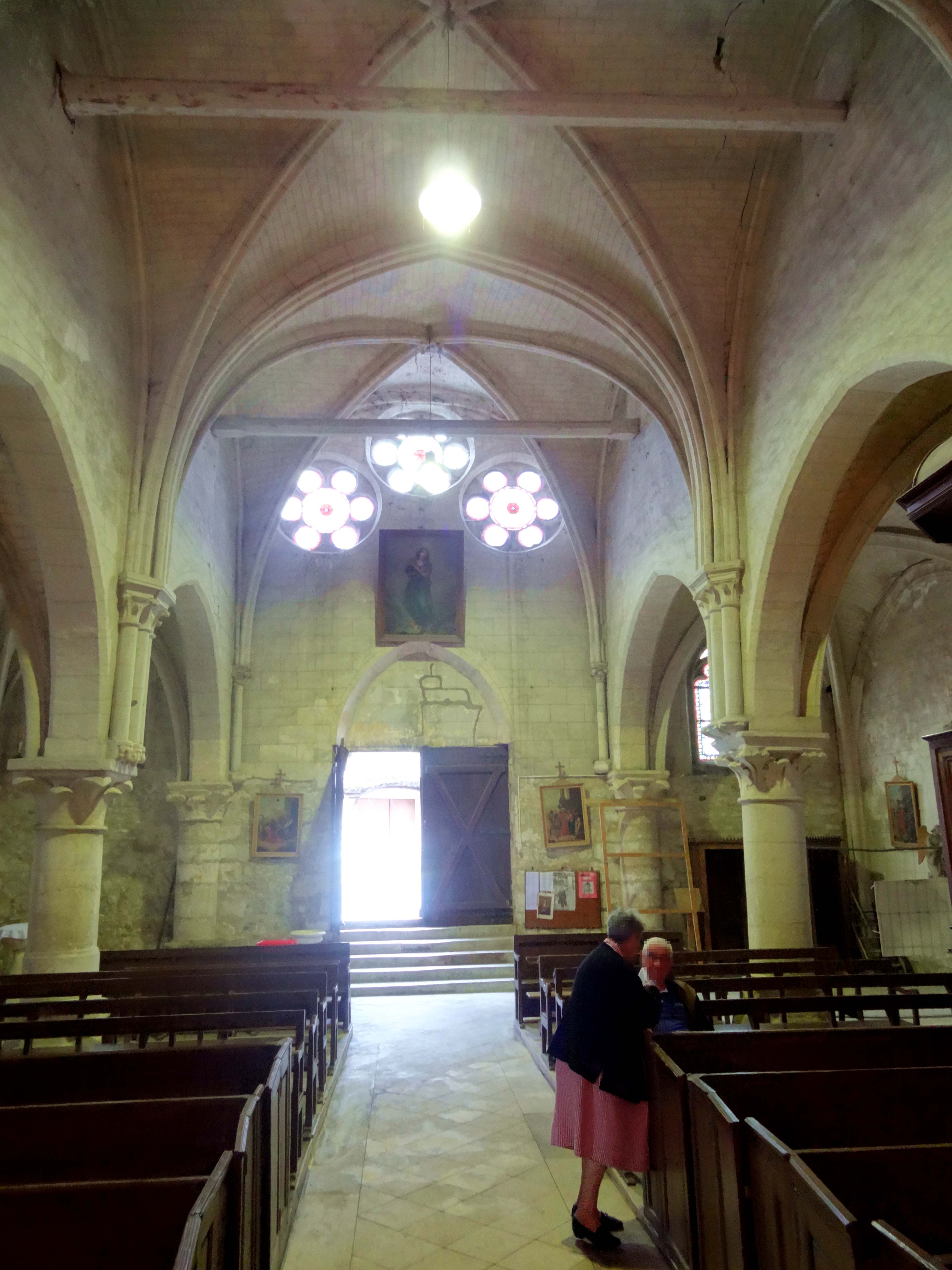
Vue vers l'ouest.
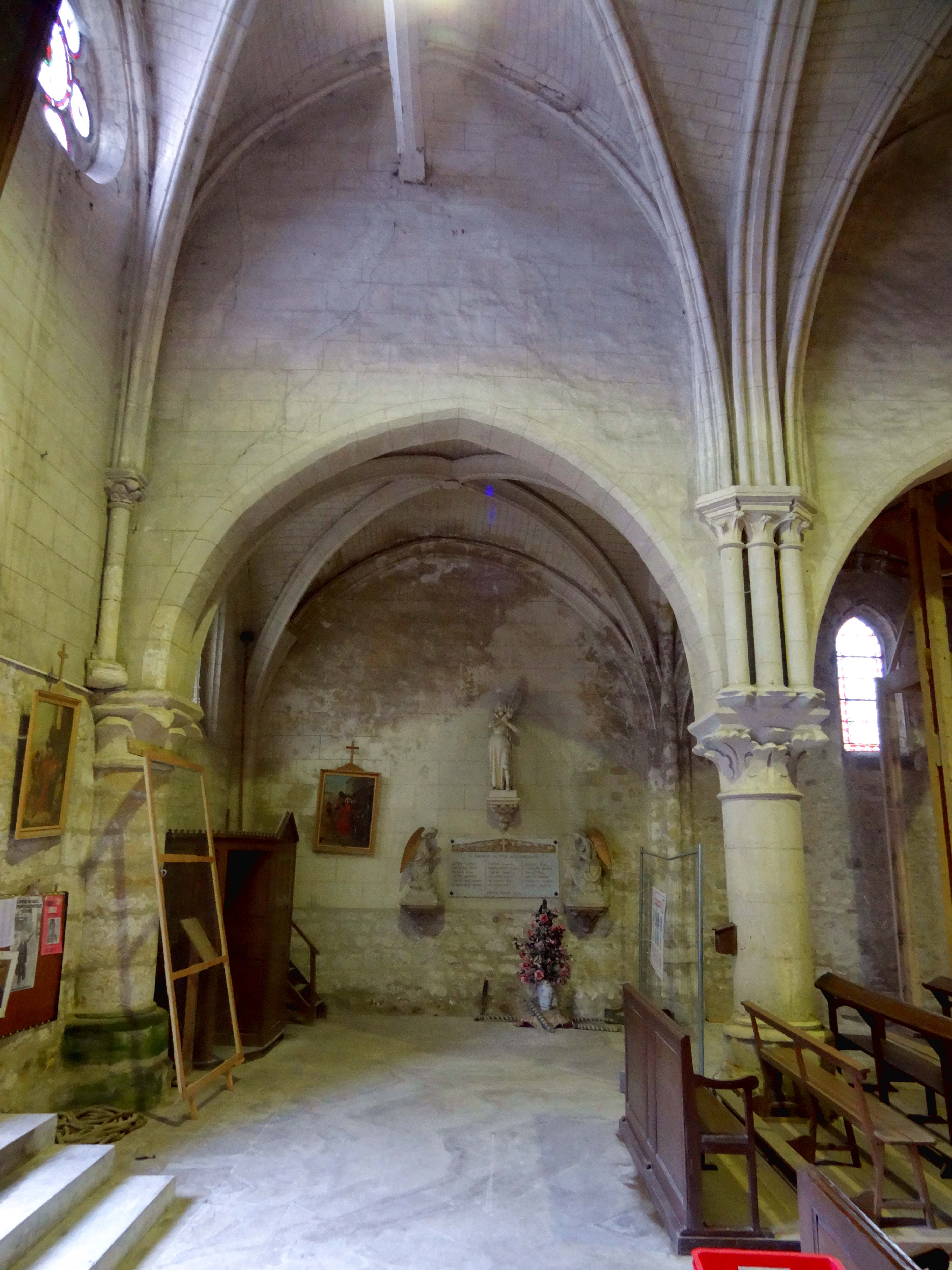
1re travée, élévation nord.
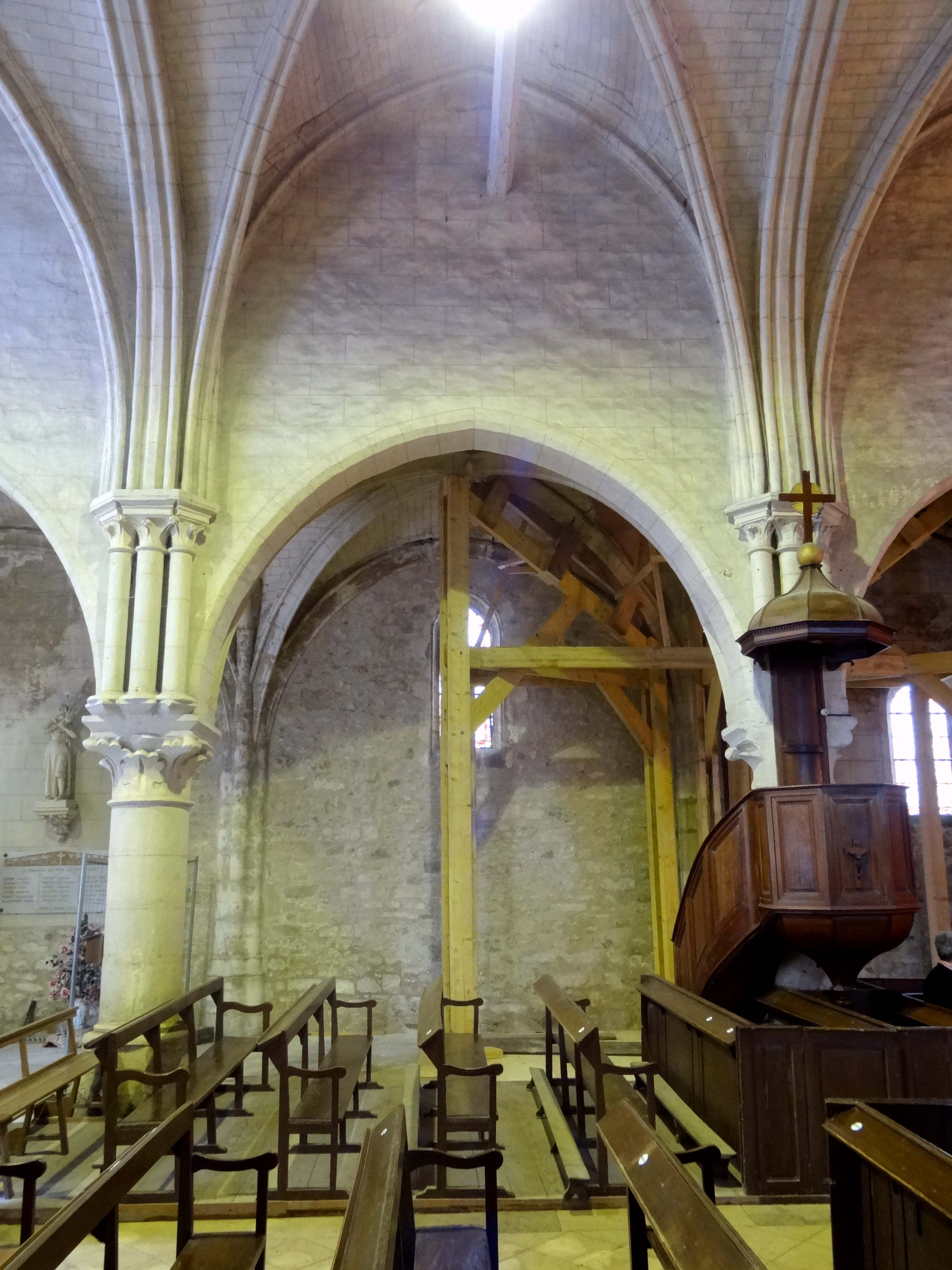
2e travée, élévation nord.
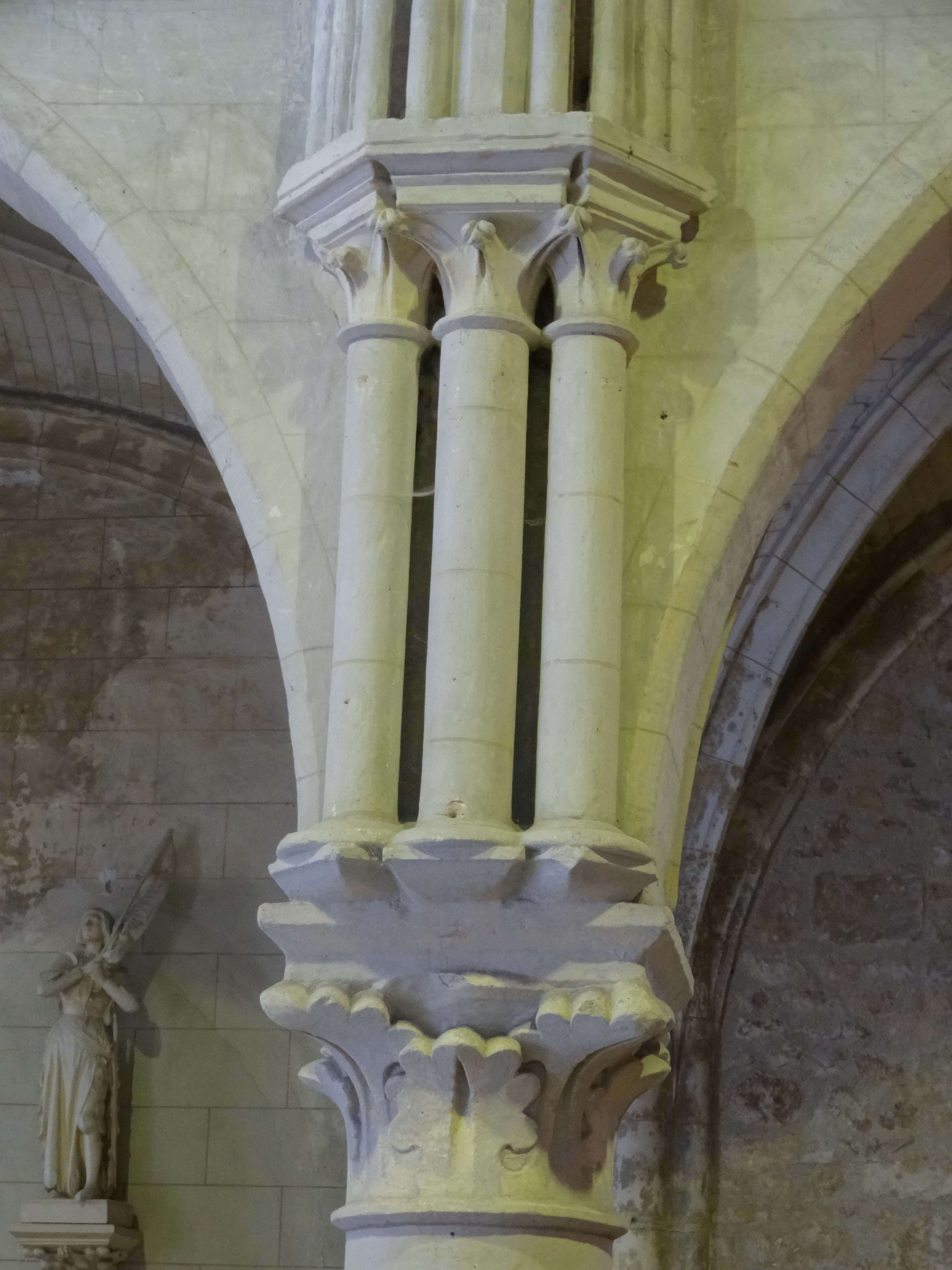
Colonnettes des voûtes.

#### Bas-côtés

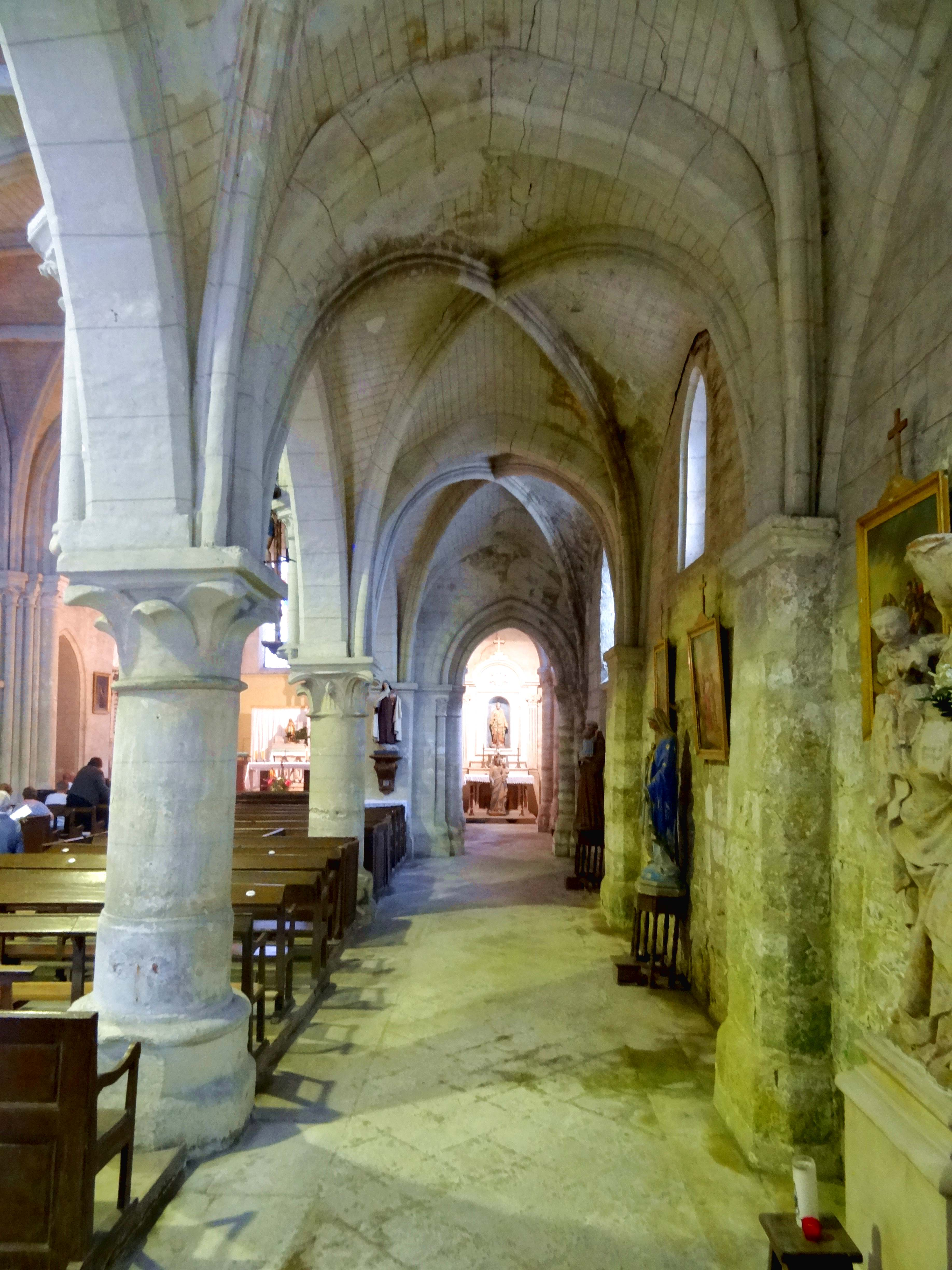
Bas-côté sud, vue vers l'est.

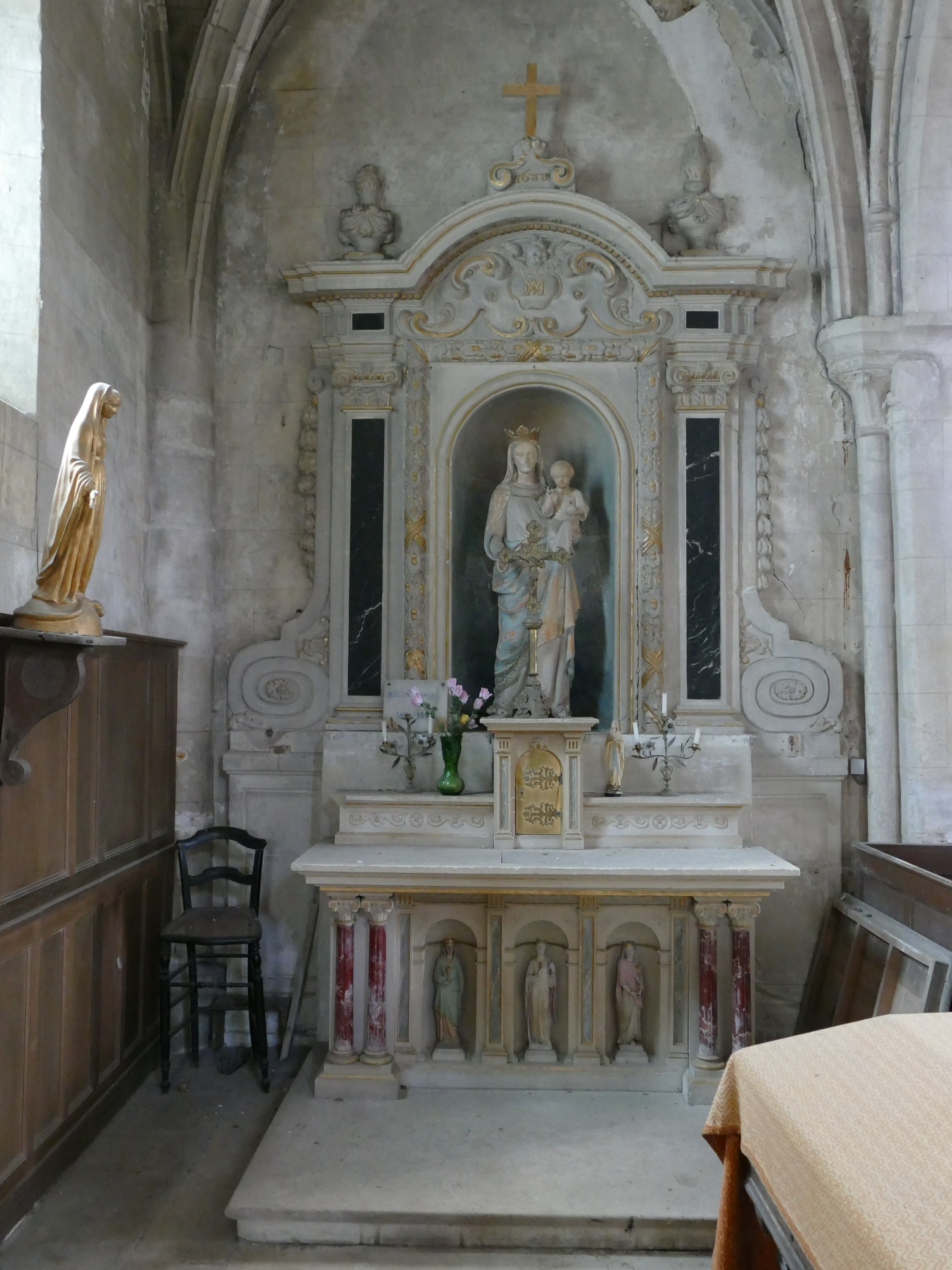
Bas-côté nord, chevet - autel de la Vierge.

Il convient de distinguer entre le bas-côté sud de la nef, qui est homogène avec celle-ci ; le bas-côté nord de la nef et du chœur, qui est à peu près homogène sur toute sa longueur mais de style flamboyant contrairement aux autres parties de l'église ; et le bas-côté sud du chœur des années 1160-1170, soit la base du clocher et la chapelle Saint-Joseph, qui feront l'objet du chapitre suivant. Le bas-côté sud est de proportions plus élancées que la nef, et deux fois plus élevé que large. Sa hauteur correspond à celle des grandes arcades de la nef, et sa largeur à la moitié de celle de la nef. Les proportions sont donc bien plus caractéristiques de la période gothique que celles de la nef. L'architecture est assez simple. Les ogives sont monotoriques, et les clés de voûte ne sont pas décorées. Les trois voûtes sont séparées par deux arcs-doubleaux analogues aux grandes arcades, qui affectent cependant un tracé surhaussé et aigu en raison de leur étroitesse. Ils comportent des sections verticales au-dessus des tailloirs. Le long du mur gouttereau, les tailloirs ou impostes sont portés par des massifs de maçonnerie de plan rectangulaire, aux angles abattus. Dans les angles sud-ouest et sud-est, la retombée des voûtes s'effectue sur un cul-de-lampe. Il n'y a donc pas de faisceaux de colonnettes.
Ces caractéristiques confortent l'hypothèse de l'abbé Müller, que la nef et les bas-côtés ne furent primitivement pas voûtés. Les massifs de maçonnerie auraient donc supporté les entraits de la charpente, et le plafond aurait été le revers du toit en appentis laissant libres les supposées fenêtres hautes de la nef. On y peut seulement opposer que dans les églises non voûtées de la région, il n'y a généralement pas de piliers engagés dans les murs des bas-côtés, et que les voûtes sont munies de formerets, ce qui est loin de toujours être le cas des voûtes réalisées après coup. Cependant, le caractère archaïque du mur extérieur, avec ses petites fenêtres en arc brisé (dans les deux premières travées), de même que la sculpture grossière des chapiteaux des grandes arcades, concordent avec l'idée de l'antériorité des murs et des grandes arcades aux voûtes. Dominique Vermand souligne bien la plus grande ancienneté du mur gouttereau sud, mais n'en dit pas de même des grandes arcades. Or, la construction des voûtes par une seconde main explique bien mieux la présence de ce mur antérieur que l'éventuel passé du bas-côté sud comme ancienne nef, supposé par Dominique Vermand,. En effet, la base du clocher n'est pas du tout située dans l'axe du bas-côté, tandis que son mur gouttereau sud est établi en continuité avec celui du bas-côté. Si l'on admet que la base du clocher et la chapelle Saint-Joseph représentent l'ancien chœur, le bas-côté est bien trop étroit pour représenter l'ancienne nef. Le même cas de figure se pose à Fontenay-en-Parisis, où le clocher occupe le même emplacement, et où le mur du bas-côté est également plus ancien que la nef.
Le bas-côté nord est de proportions analogues à son homologue au sud, et il n'a apparemment pas été entièrement rebâti à la période flamboyante. Un chapiteau gothique subsiste dans l'angle sud-est, à droite du chevet. Le deuxième et le troisième doubleau intermédiaire retombent sur des massifs de maçonnerie semblables à ceux du bas-côté sud, mais sans tailloirs. Le profil des doubleaux diffère seulement par une moulure concave en lieu et place du chanfrein, ce qui donne à penser qu'ils ont été retaillés selon le goût de l'époque. Les deux autres doubleaux affichent tout au contraire un boudin en forme de double doucine, et se fondent, avec les ogives et formerets, dans de petits piliers ondulés à trois renflements engagés dans les murs. Ce profil est très répandu à la période flamboyante pour les grandes arcades, plutôt que pour les doubleaux, et se trouve par exemple à Armancourt, de Boran-sur-Oise, Jagny-sous-Bois, Le Mesnil-en-Thelle Survilliers, Vauréal, Vineuil-Saint-Firmin, généralement accompagné de moulures supplémentaires. Des piliers ondulés sont engagés dans les murs des bas-côtés de Borest, Ève, Montagny-Sainte-Félicité, Raray, et certaines des églises déjà citées. Comme souvent, le maître d'œuvre s'est contenté d'un seul renflement dans l'angle nord-ouest, et d'un fût cylindrique aux trois quarts engagé dans l'angle nord-est. Quel que soit le type de supports, les ogives et formerets sont toujours pénétrants et se fondent directement dans les piliers, sans interposition de tailloirs ou chapiteaux. Le profil des ogives est aigu et typiquement flamboyant. Elles affichent un listel entre deux fines moulures concaves de face, et un cavet faiblement incurvé sur les côtés, qu'une arête saillante dégagé du voûtain. Le profil des formerets correspond à la moitié de ce profil. Les clés de voûte sont ornées de découpages flamboyants et d'autres motifs, mais sont malheureusement mutilées. Il y a des fenêtres à l'ouest et au nord de la seconde à la dernière travée. Sauf la baie occidentale, aucune n'est munie d'un remplage. Dans la seconde travée uniquement, le pourtour est mouluré d'une fine moulure concave et d'une large gorge, comme dans la plupart des édifices flamboyants de la région. Actuellement, les voûtes de la deuxième, de la troisième et de la cinquième travée sont étaiées par des structures en charpente.

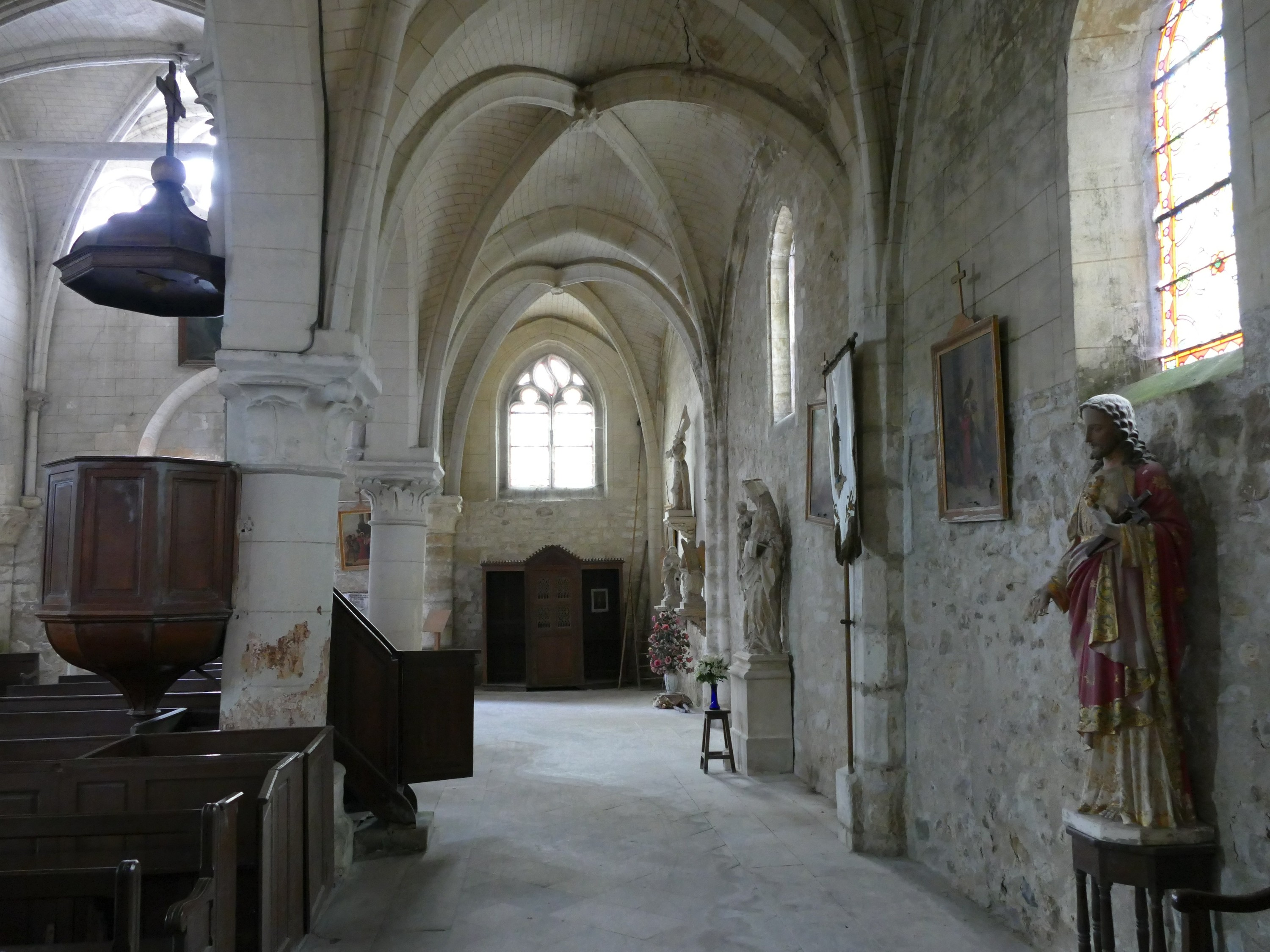
Bas-côté nord, 3e travée, vue vers l'ouest.
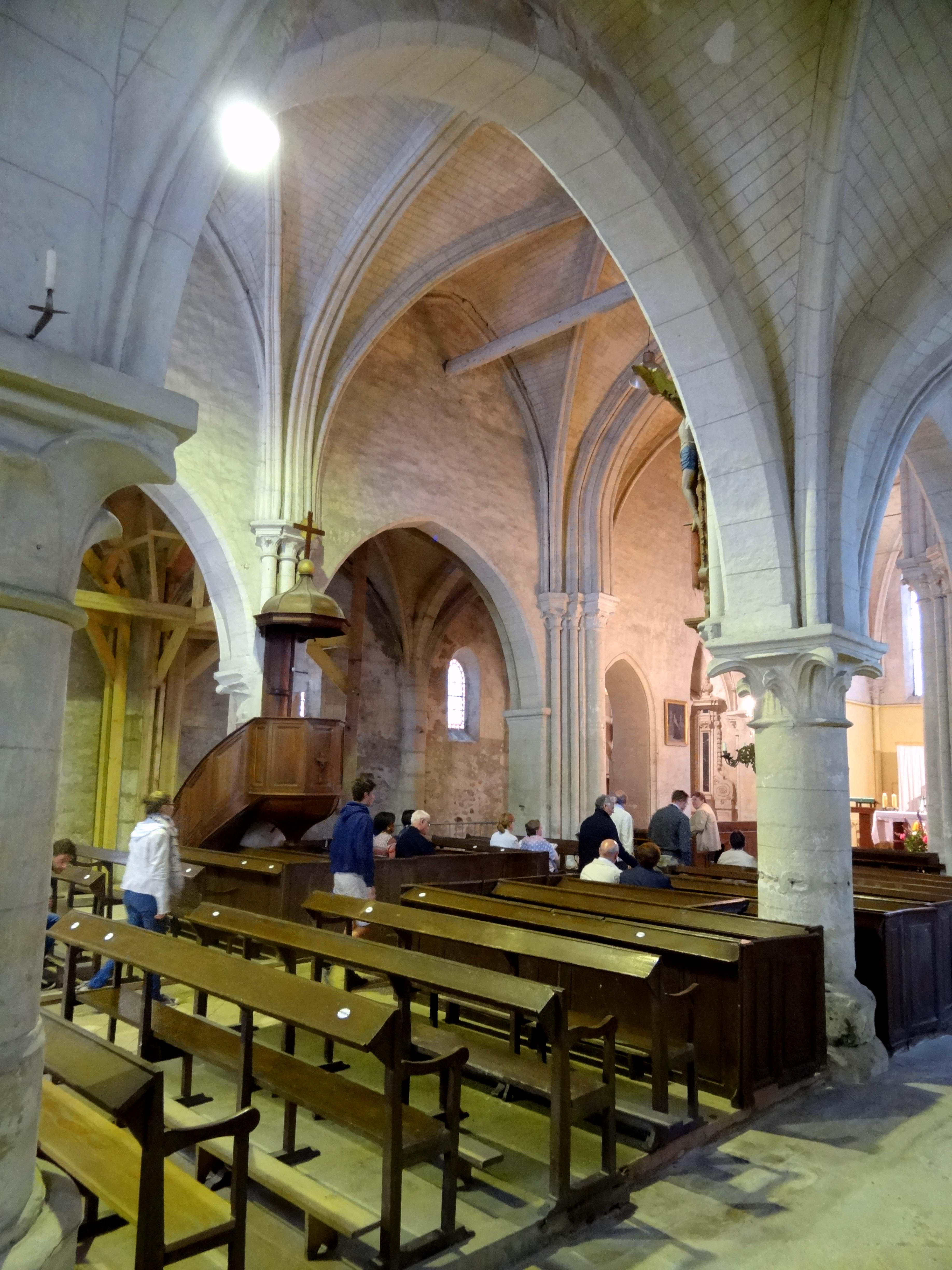
Bas-côté sud, vue par la 2e grande arcade.
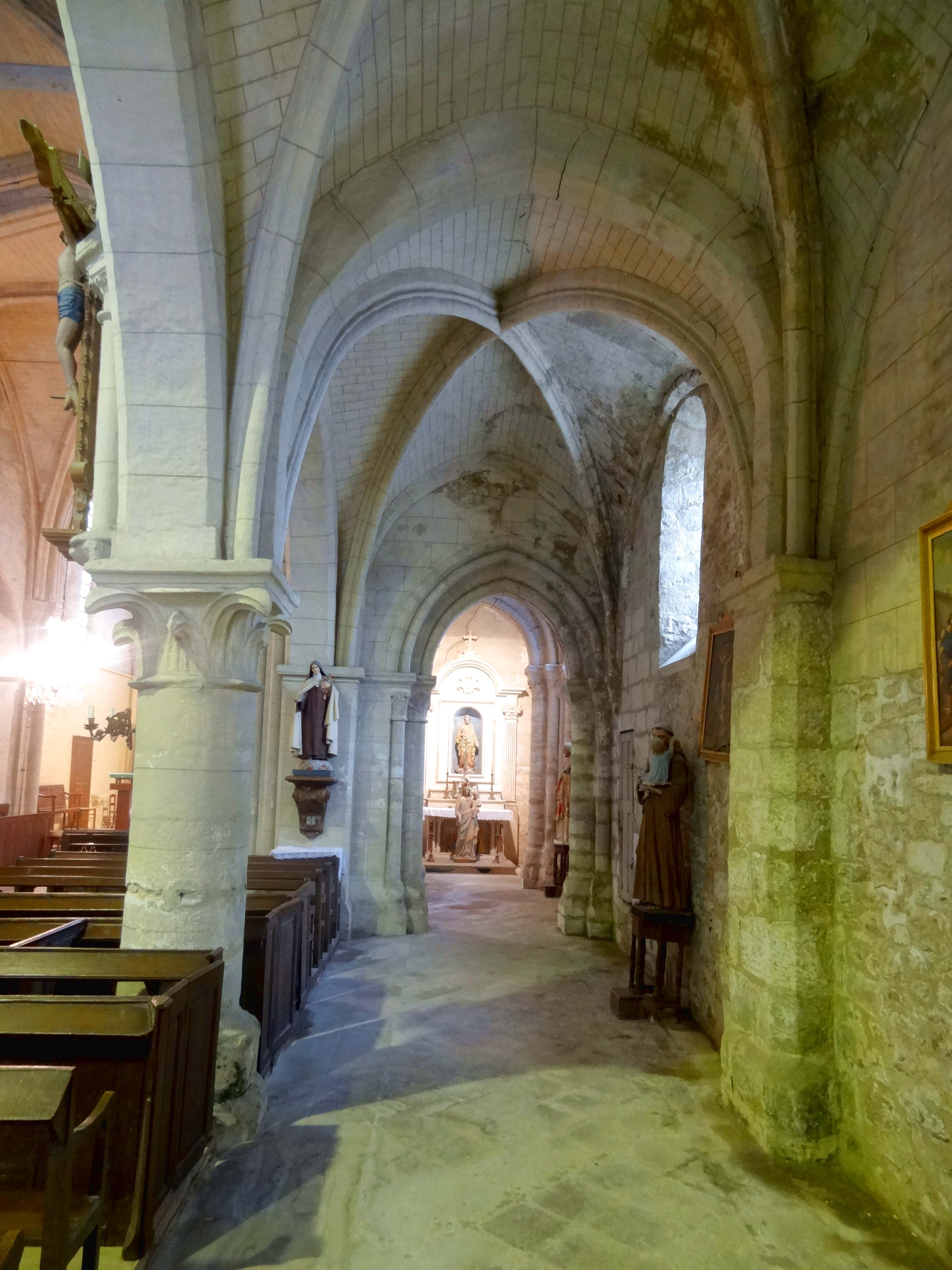
Bas-côté sud, vue vers l'est.
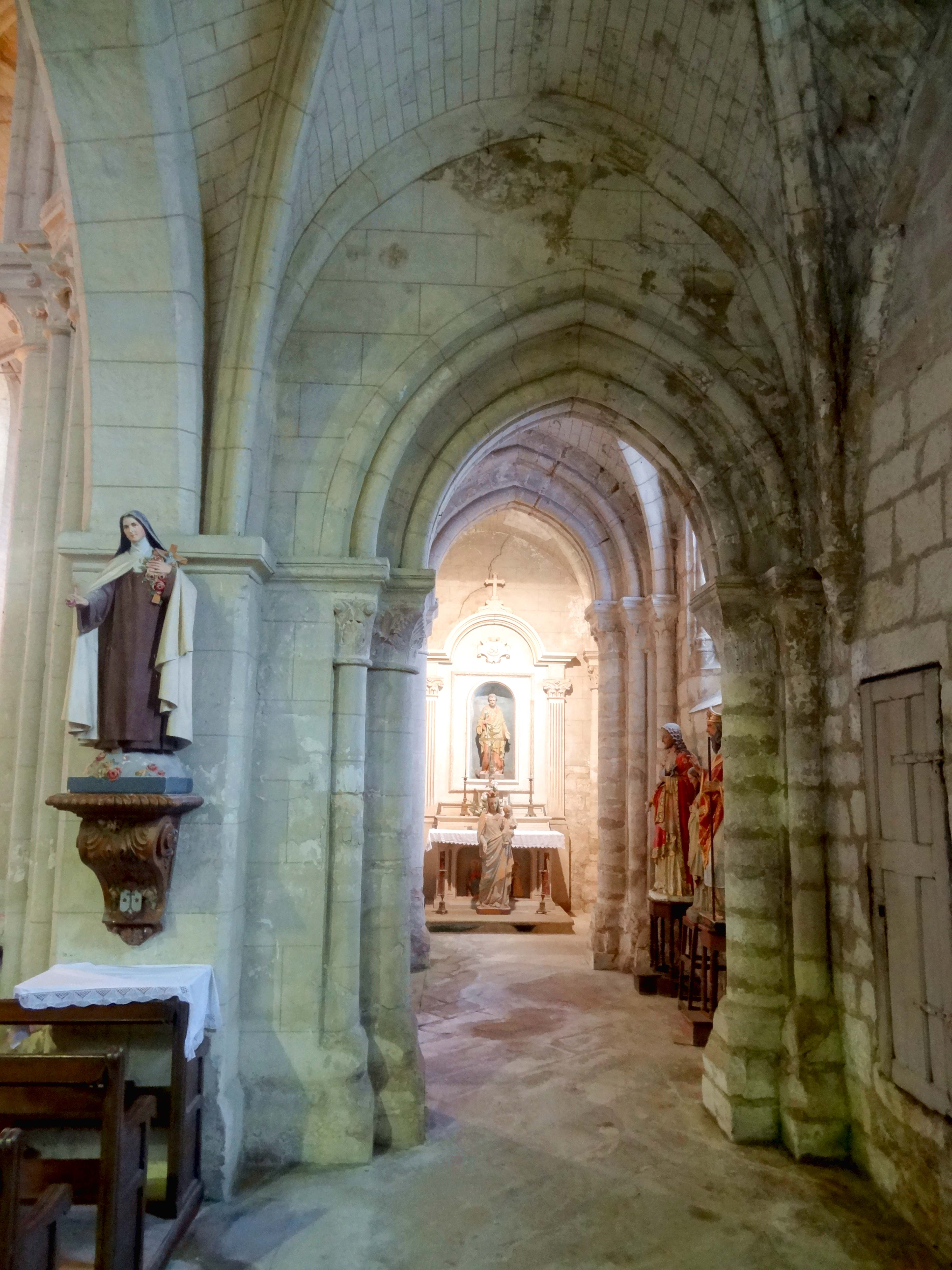
Bas-côté sud, vue vers l'est.
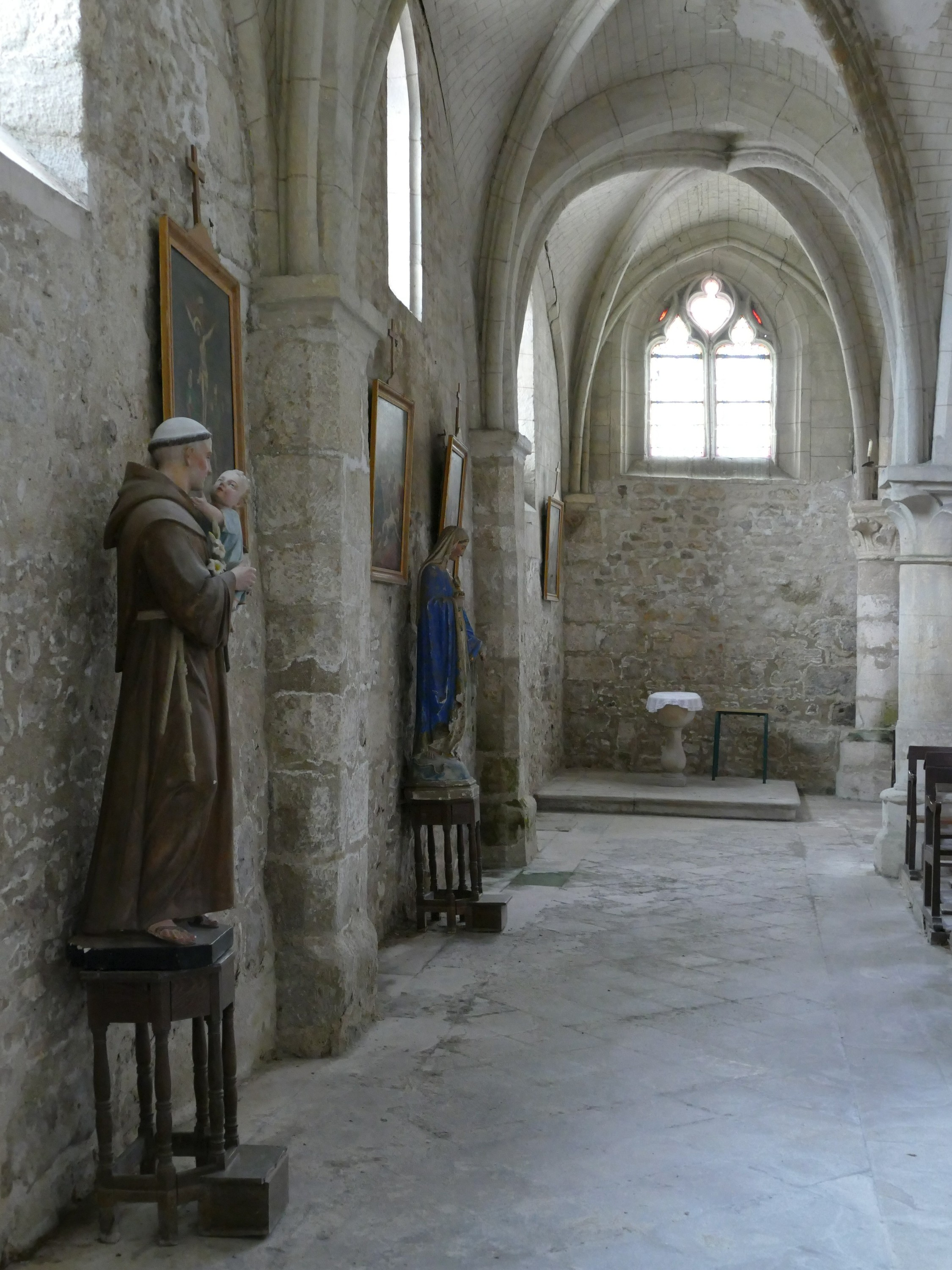
Bas-côté sud, vue vers l'ouest.
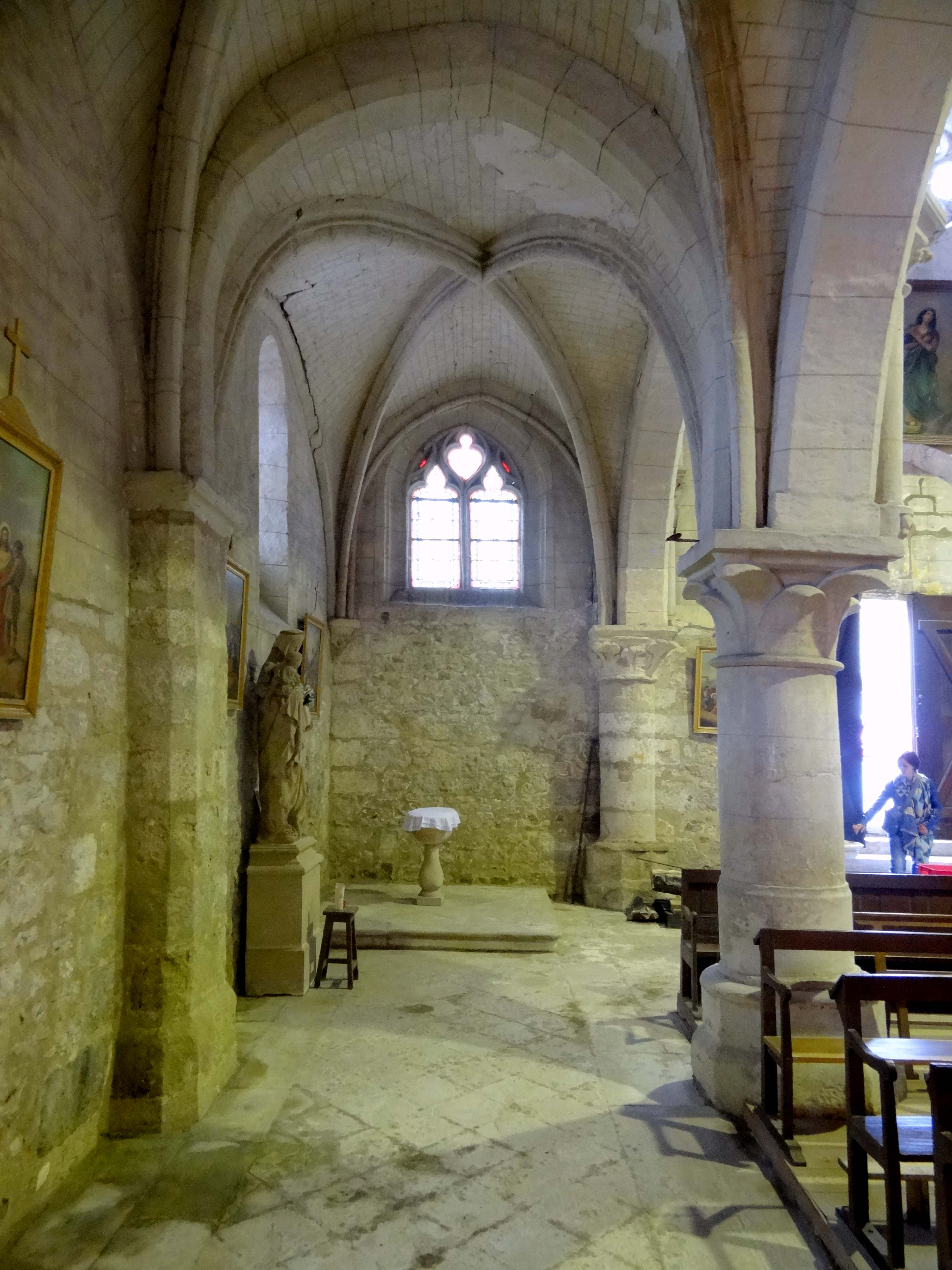
Bas-côté sud, vue vers l'ouest.

#### Base du clocher et chapelle Saint-Joseph

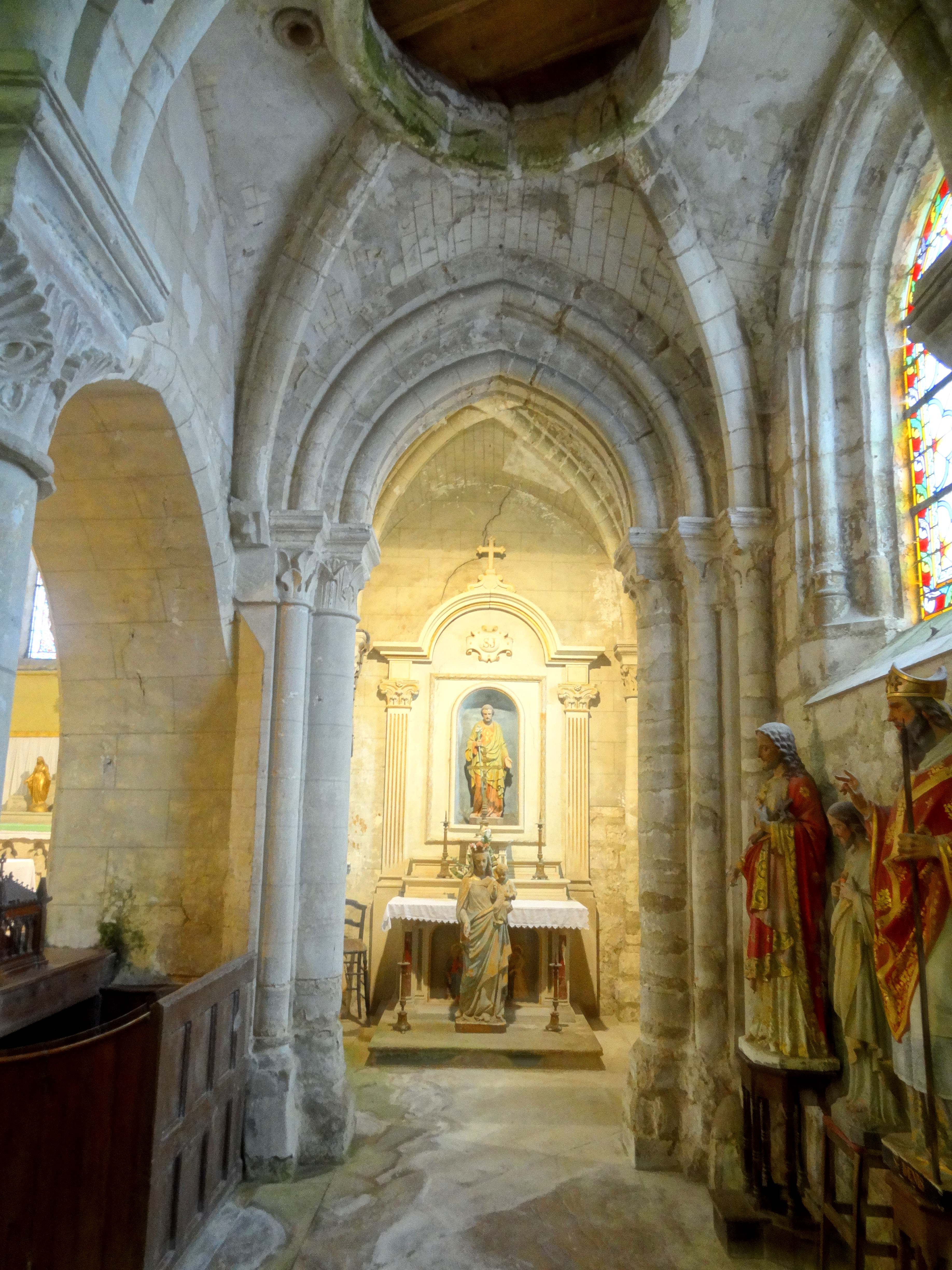
Base du clocher, vue vers l'est.

La base du clocher est moins large que le bas-côté sud, ce qui ne se voit ni à l'extérieur de l'église, ni depuis le vaisseau central, mais est clairement mis en évidence par le désaxement vers le sud (vers la droite) de l'arcade ouvrant sur la travée depuis le bas-côté. La différence de largeur est compensée par l'épaisseur de l'arcade par laquelle la base du clocher communique avec le chœur. Elle est en arc brisé, et totalement fruste ; ses angles sont taillés en biseau. La liaison avec le bas-côté sud et la chapelle à l'est et tout au contraire réalisée par des arcs-doubleaux à double rouleau très soignés. Le rang de claveaux supérieur est mouluré d'un gros tore de chaque côté, et le rang de claveaux inférieur, d'un méplat entre deux gros tores. Malgré l'aspect archaïque de ces épaisses moulures, le tracé est déjà en tiers-point, et le profil est globalement déjà le même que cinquante ans plus tard dans le vaisseau central, abstraction faite des proportions. La retombée s'effectue sur les tailloirs carrés des chapiteaux d'une colonne engagée et de deux fines colonnettes appareillées logées dans des angles rentrants. Les tailloirs sont profilés d'une plate-bande, d'un tore et d'un cavet en forme de doucine. Les corbeilles des chapiteaux sont sculptées de feuilles d'acanthe, comme dans les cathédrales de Senlis et Noyon, mais aussi dans les églises rurales de Béthisy-Saint-Pierre, Foulangues, Lavilletertre, Noël-Saint-Martin (commune de Villeneuve-sur-Verberie), etc. L'on observe des traces de polychromie ancienne en ocre rouge.
Les deux doubleaux sont curieusement moins élevés que la voûte, qui s'élève à la même hauteur que les voûtes des bas-côtés. La voûte, qui est dépourvue de formerets comme fréquemment encore aux débuts de la période gothique, repose sur des colonnettes à chapiteaux analogues à celles des rangs de claveaux supérieur. Ces colonnettes entrent dans la composition des faisceaux, mais sont plus élevées. Dans l'angle nord-est, la colonnette a été substituée à un cul-de-lampe pour ne pas encombrer l'arcade vers le chœur. Ce détail donne à penser que l'arcade ait été percée après coup, et incite Dominique Vermand à supposer que la base du clocher représente la première travée du chœur de l'église précédente. Les ogives sont au profil d'un tore unique en forme d'amande. Le centre de la voûte a été percé d'un trou pour le passage des clochers, et la clé de voûte ne subsiste plus. La décoration de la fenêtre mérite également l'attention : elle est entourée d'une large gorge entre deux fines moulures concaves. La gorge accueille un gros tore muni de bases, mais non de chapiteaux. L'on peut supposer que ceux-ci ont été supprimés à la période flamboyante, et que les moulures concaves se substituent à de simples biseaux, comme sur les doubleaux du bas-côté nord. En effet, l'élévation extérieure de la base du clocher est de pure style gothique flamboyant. Également flamboyante est la fenêtre de la chapelle Saint-Joseph. Elle est du même type que celle de la deuxième travée du bas-côté nord, déjà signalée. Sinon, cette chapelle n'appelle guère de remarques : avec l'exception qu'elle ne se termine pas par un doubleau à l'est, mais un chevet aveugle, elle est analogue à la base du clocher. La clé de voûte n'est pas davantage décorée que dans le bas-côté sud : les ogives s'y croisent simplement.

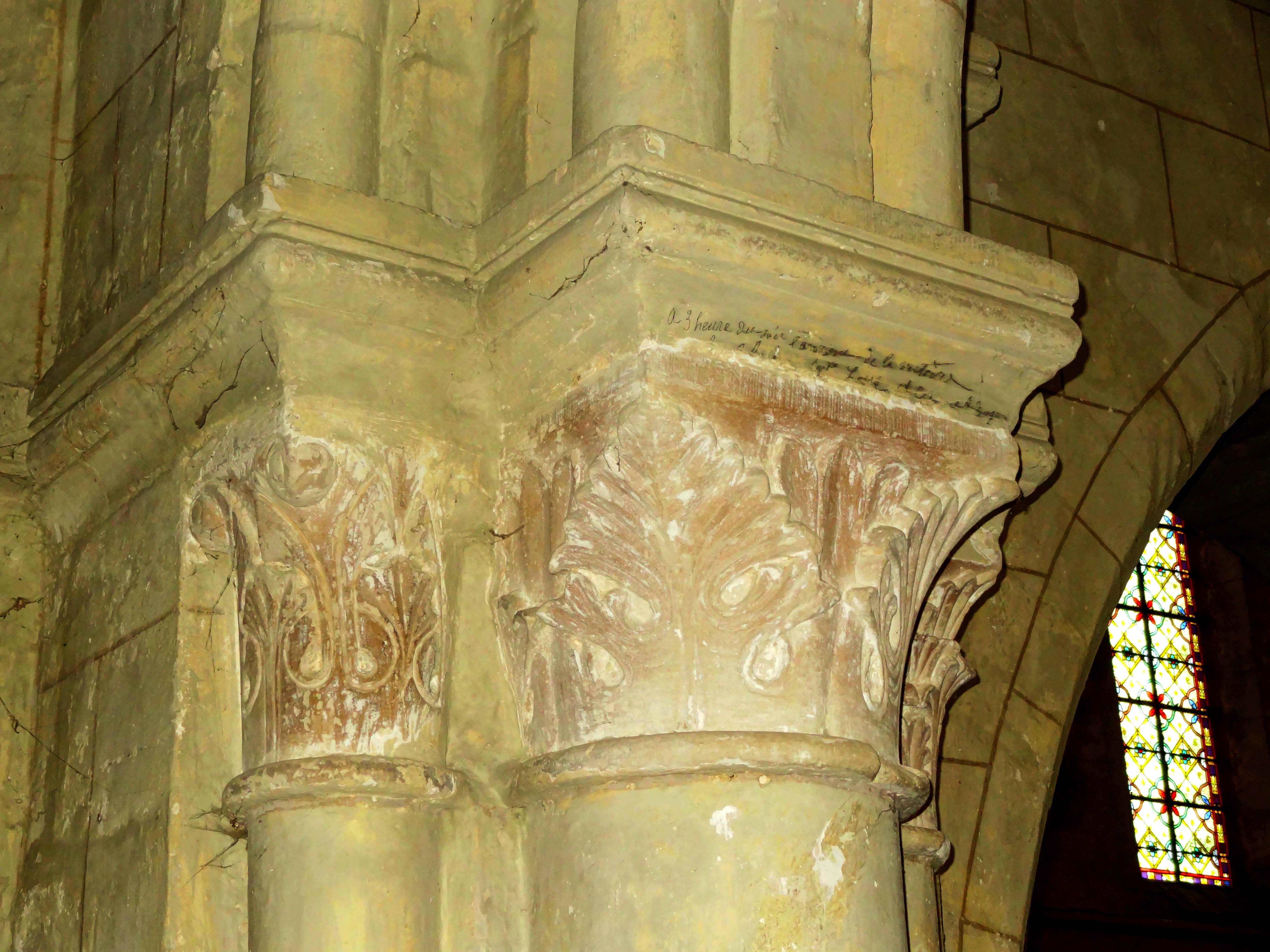
Chapiteaux du doubleau vers le bas-côté.
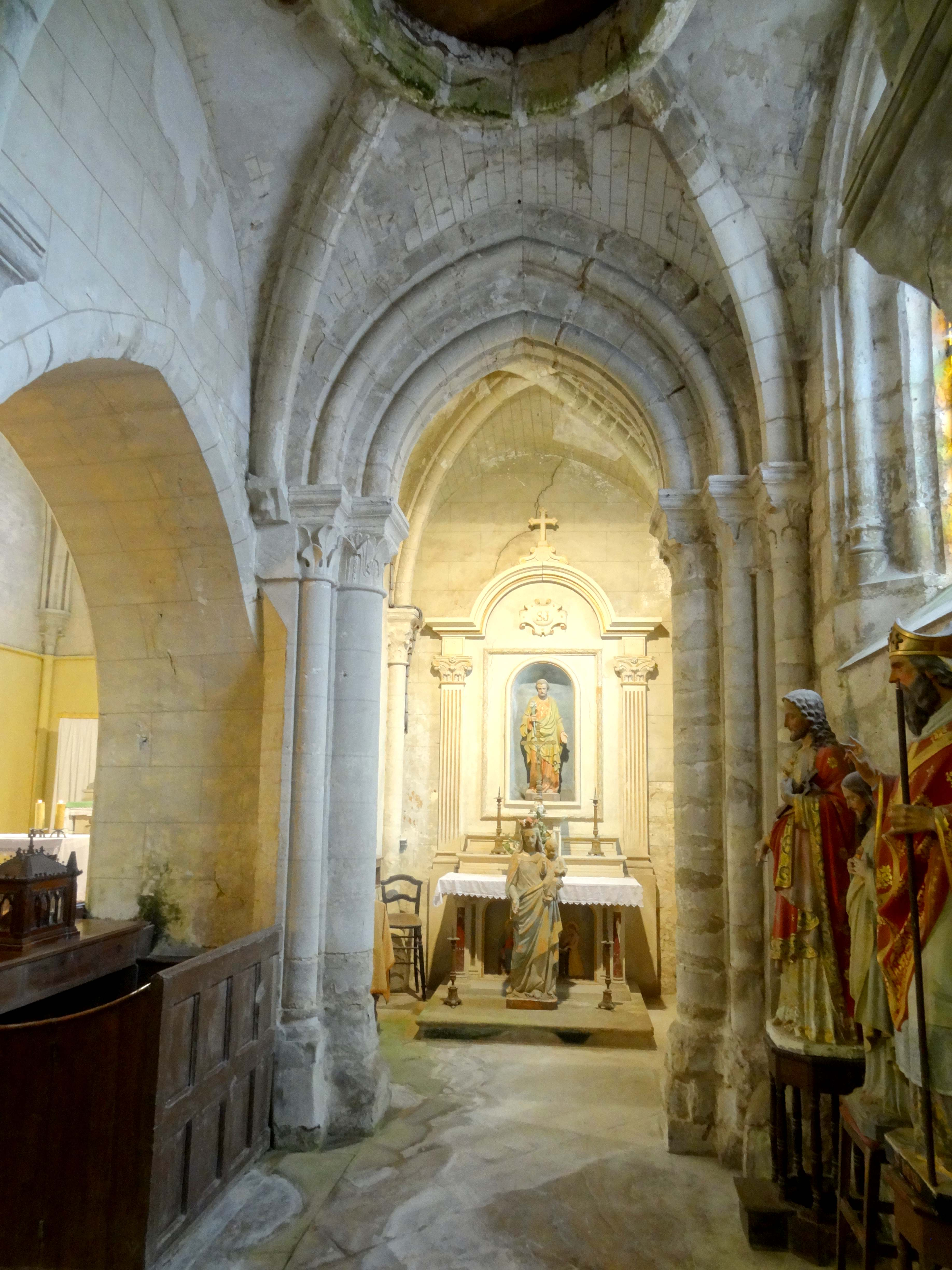
Base du clocher, vue vers l'est.
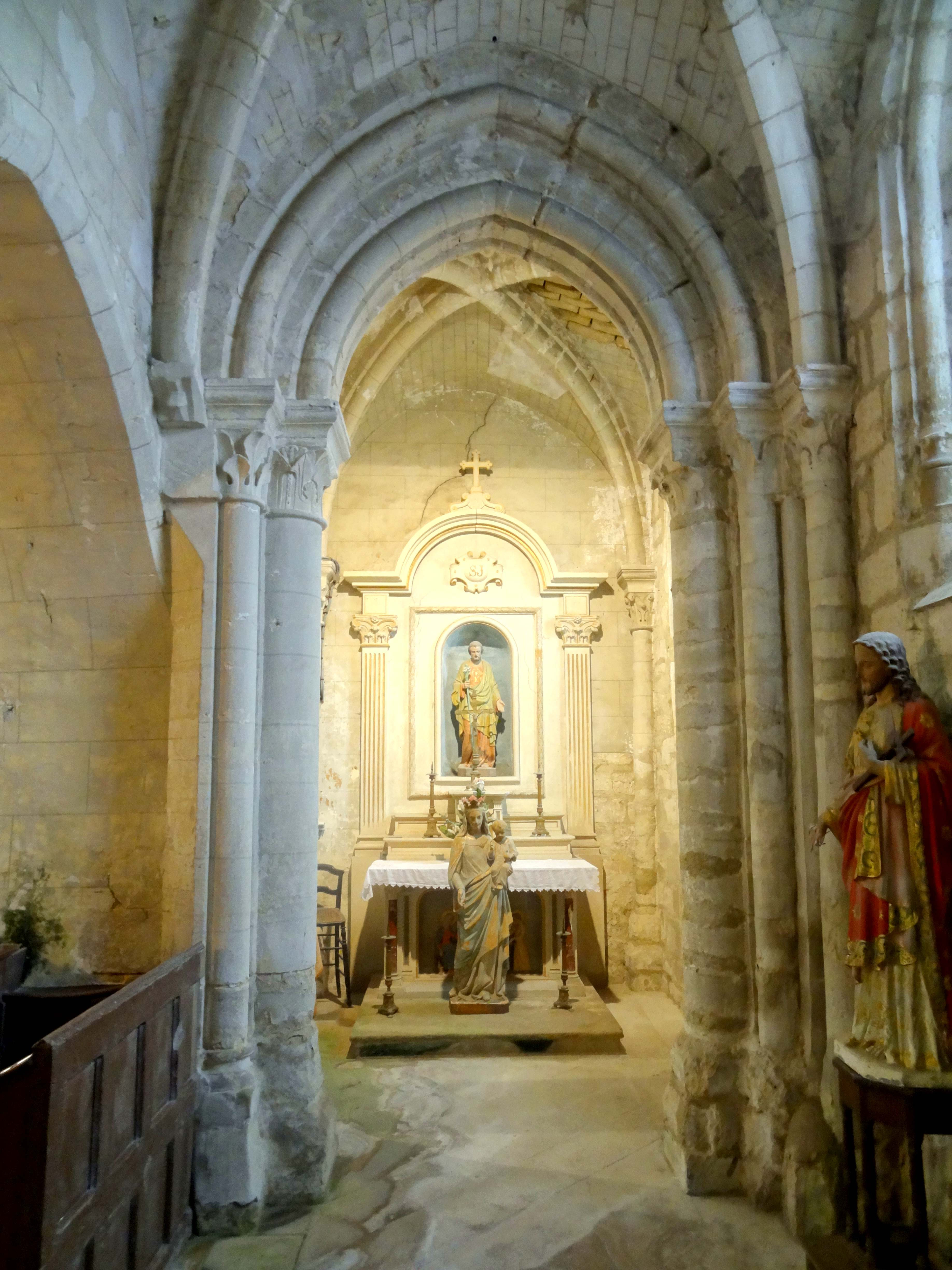
Base du clocher, vue vers l'est.
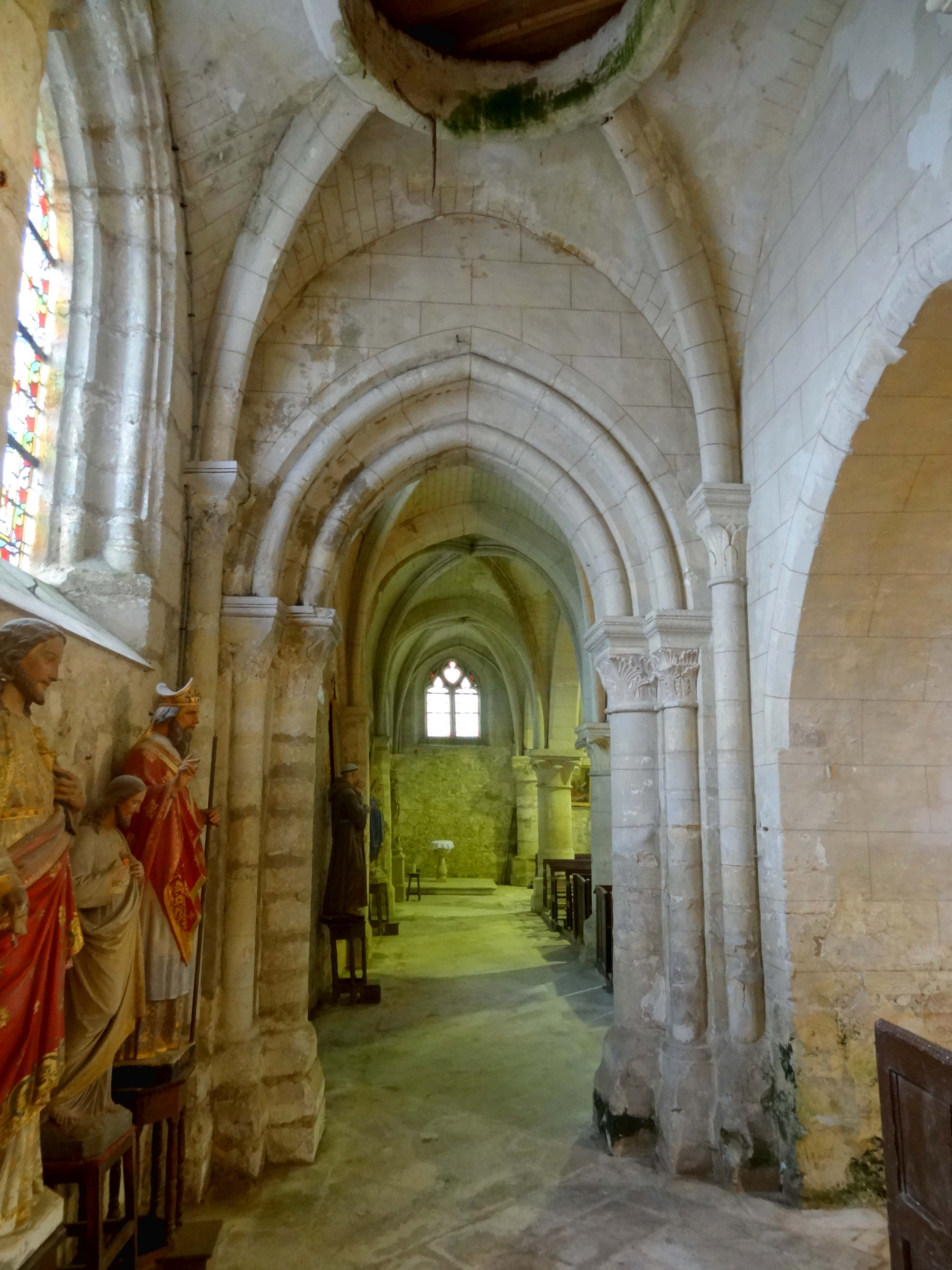
Base du clocher, vue vers l'ouest.
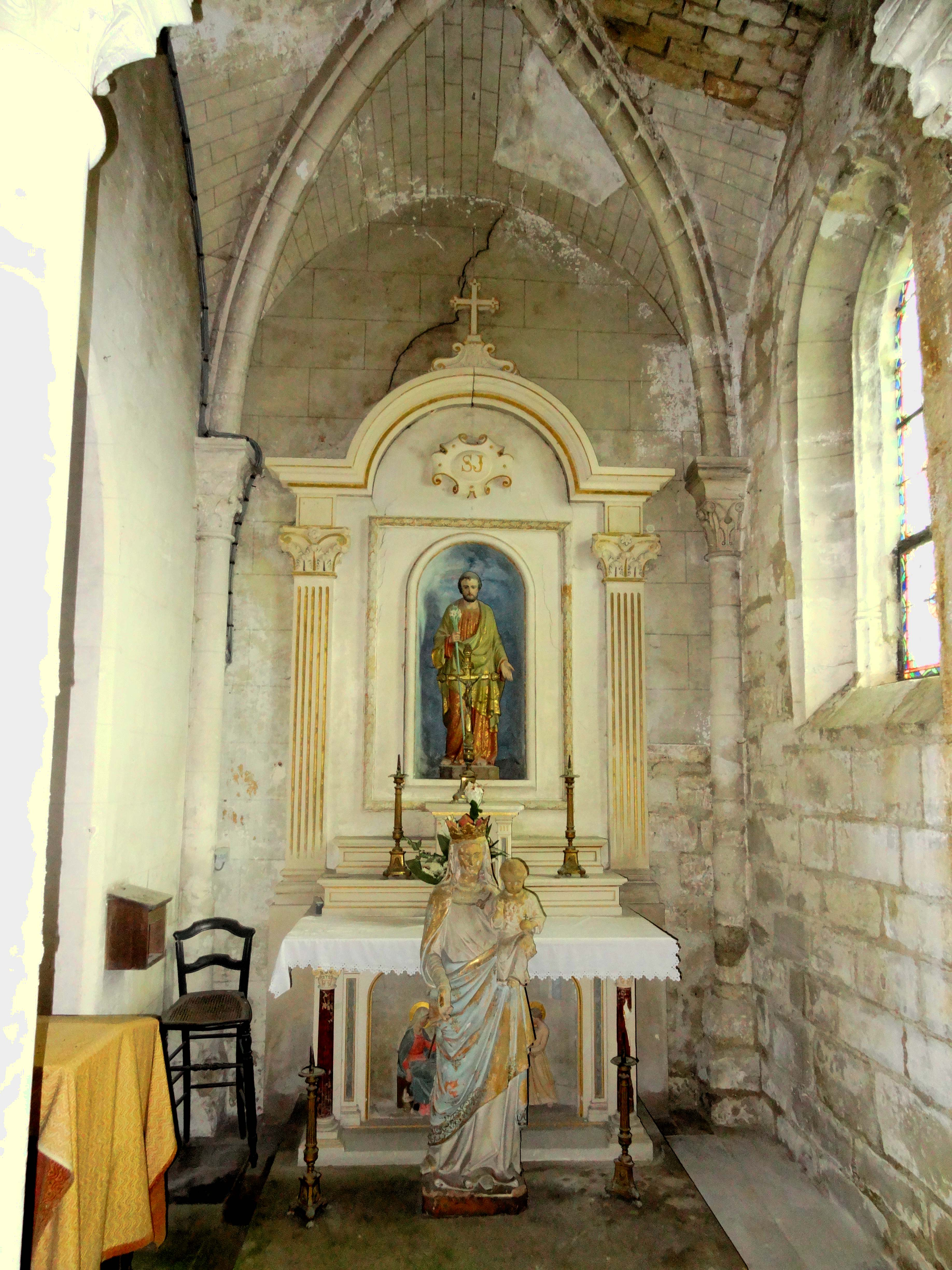
Chapelle Saint-Joseph, vue vers l'est.
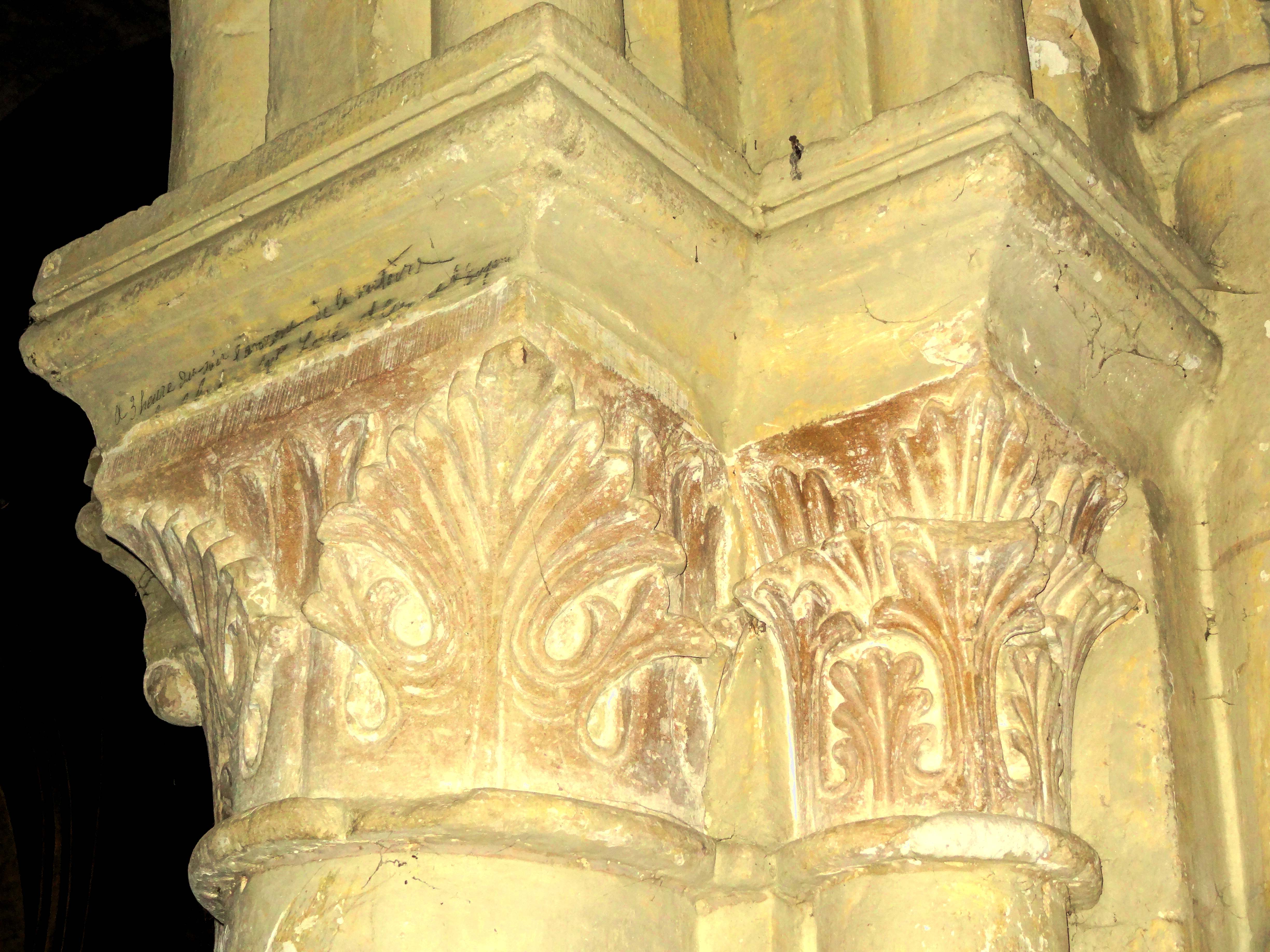
Chapiteaux du doubleau vers le bas-côté.

#### Chœur

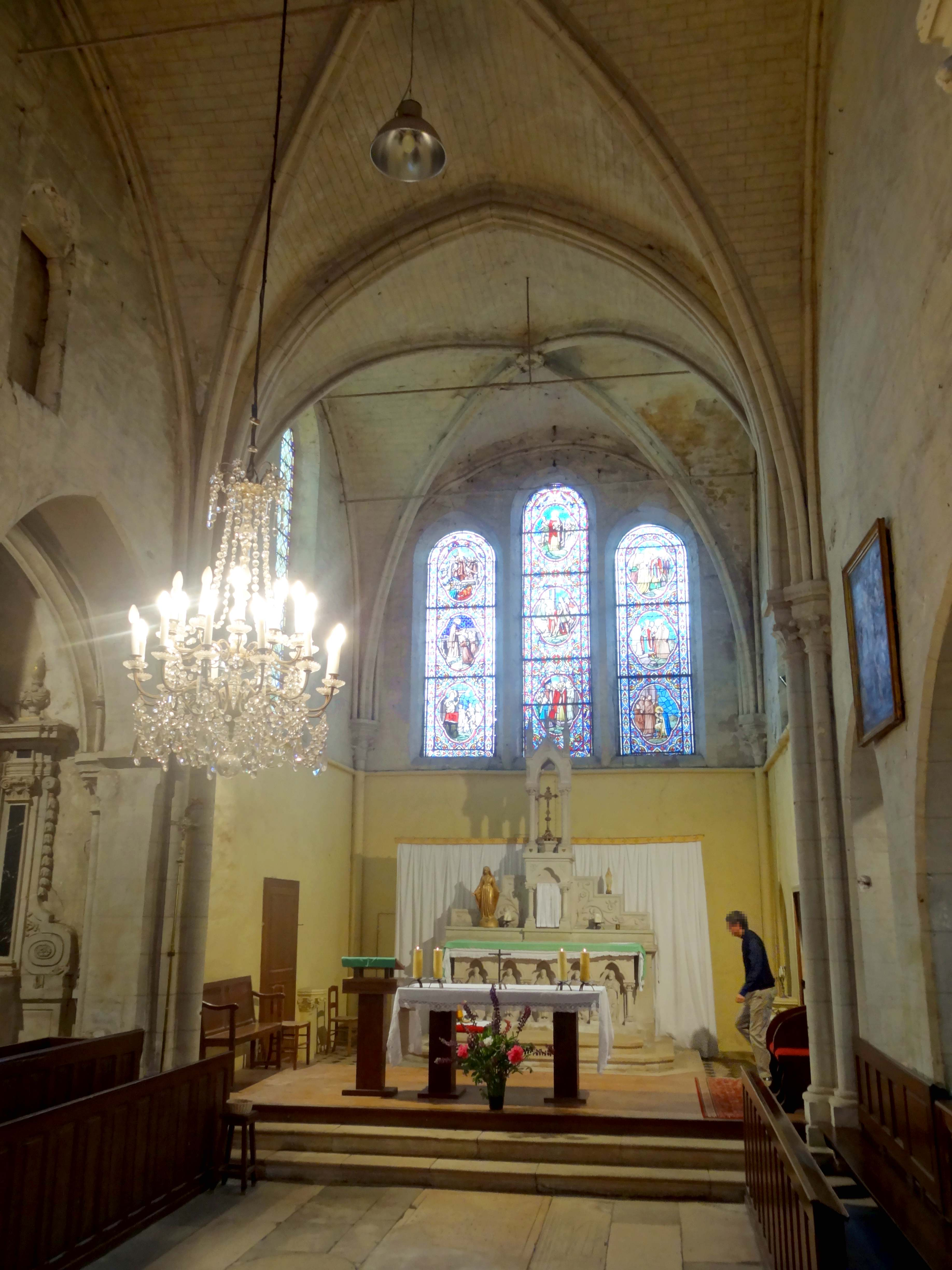
Chœur, vue vers l'est.

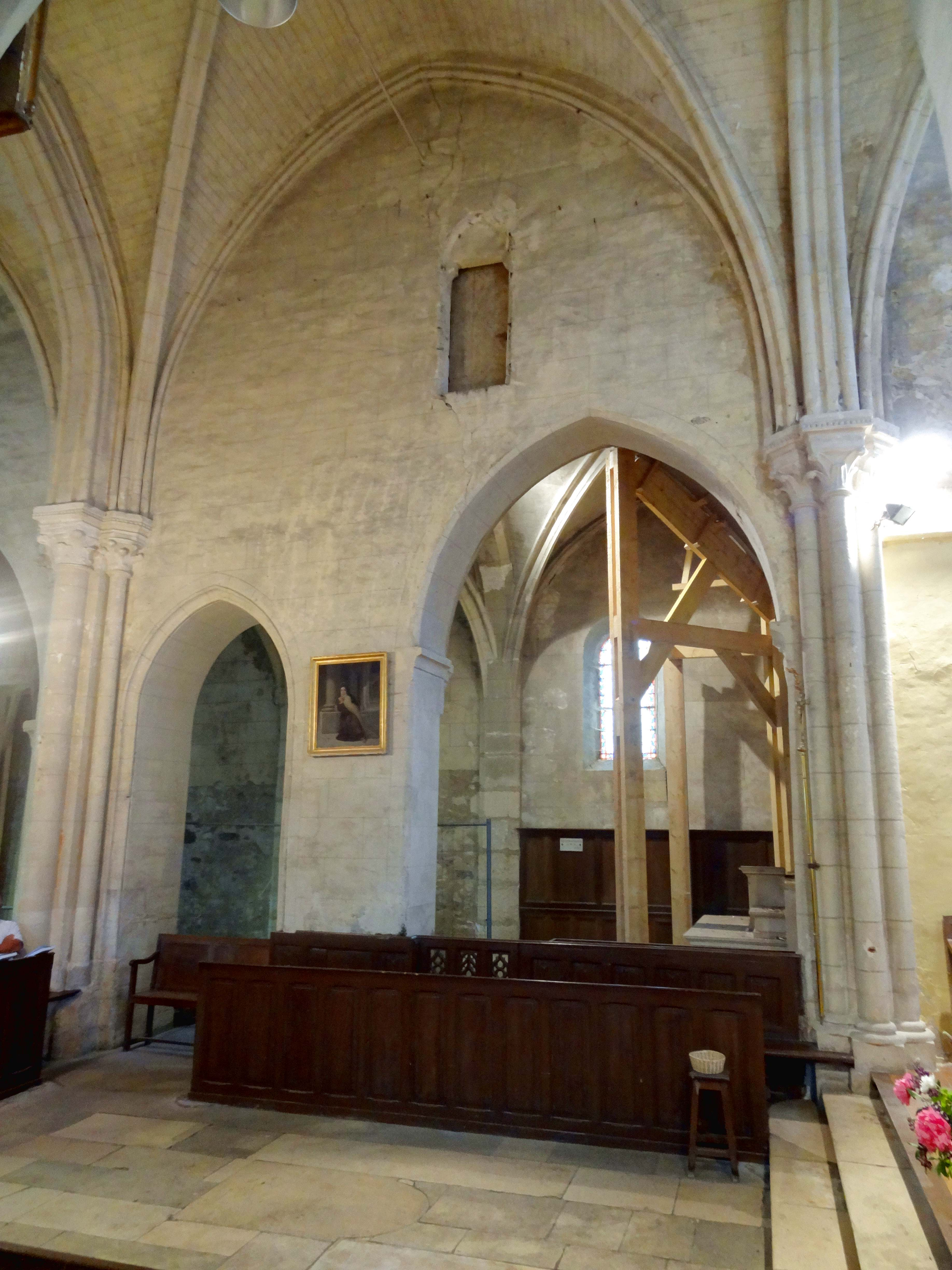
1re travée, élévation nord.

Bien que n'ayant jamais servi de base à un clocher, la première travée du chœur est néanmoins de plan carré. Avec la hauteur donnée, qui est celle de la nef, il n'était pas concevable de donner aux grandes arcades une largeur équivalente à la profondeur de la travée, à moins de prévoir un transept et rendre ces arcades aussi grandes que l'arc triomphal ouvrant sur le chœur depuis la nef. Puisqu'un transept paraissait apparemment trop onéreux, comme à Borest, Ermenonville, Éve, Le Mesnil-Amelot, Othis, Survilliers, etc., l'on a donc opté pour deux grandes arcades de chaque côté du chœur. Il est vrai que ce choix est quelque part dicté par l'existence de la base du clocher et de la chapelle qui lui fait suite, du côté sud. Ces travées sont antérieures à tout le reste de l'église. Ceci n'explique pas pourquoi les arcades sont inégales, et dénuées de supports, à l'exception de la deuxième grande arcade du nord, qui possède des impostes moulurées d'une plate-bande et d'un cavet. C'est l'arcade la plus grande. La première arcade du sud est nettement plus petite, et son pourtour est agrémenté de moulures, tandis que l'intrados reste méplat. L'arcade vers la base du clocher est de dimensions voisines, mais la deuxième grande arcade du sud est plus petite. Ces arcades ont les angles chanfreinés. Dans la première travée de la nef de Bémont, l'on note par ailleurs également l'existence de deux arcades de chaque côté d'une travée carrée recouverte d'une voûte d'ogives ordinaire.
À Borest, le même problème qu'à Ver s'est posé. La solution fut ici de se faire arrêter les bas-côtés avant la fin de la première travée du chœur. L'on y trouve donc une unique arcade de chaque côté, qui est désaxée vers l'ouest. À Ermenonville, l'on a recouvert le chœur de voûtes sexpartites, ce qui apporte une scansion verticale des élévations latérales par des colonnettes, et fournit le prétexte pour deux arcades de chaque côté. Comme à Ver, elles sont inégales. La première arcade du sud est également la base du clocher. Primitivement, ce fut apparemment son homologue au nord. Avec Borest et Ermenonville, le chœur de Borest partage également la particularité de se terminer par un chevet plat éclairé par un triplet, dont les trois lancettes sont proches du plein cintre, et non décorées. Au nord et au sud, le jour entre par une lancette simple, ce qui est aussi le cas des deux églises citées (ces lancettes sont désaxées à Ermenonville). Un tore court à la limite des allèges. Les triplets concordent fréquemment avec un chevet plat, comme par exemple à d'Avrechy, Francastel, Saint-Rieul de Louvres, Noël-Saint-Martin (commune de Villeneuve-sur-Verberie) et Rocquemont et Saint-Vincent de Senlis à la période romane, et Cauffry, Ormoy-Villers, Précy-sur-Oise et Saint-Christophe-en-Halatte pendant la seconde moitié du XIIe siècle. Mais il n'est certes pas fortuit que la seconde travée du chœur de Ver-sur-Launette soit identique avec Borest en ce qui concerne son plan, l'ordonnancement des élévations et la disposition des piliers. Seulement la modénature et la sculpture diffèrent. Les trois églises dépendent effectivement du chapitre de la cathédrale de Senlis.
Les élévations latérales sont ainsi décrites. Reste à évoquer les voûtes et leurs supports. Les nervures des voûtes accusent les mêmes profils que dans la nef, et la largeur des deux parties du vaisseau est du reste identique. L'arc triomphal est toutefois renforcé par un rouleau supérieur, analogue aux formerets, du côté ouest. Les clés de voûte sont de délicates couronnes de feuillage avec un trou au milieu. Il y a des colonnettes à chapiteaux dédiées pour les doubleaux (y compris le rouleau supérieur de l'arc triomphal) et les ogives, mais pas pour les formerets. L'on dénombre donc quatre colonnettes à chapiteaux de part et d'autre de l'arc triomphal ; trois colonnettes à gauche et à droite du doubleau intermédiaire ; et une seule colonnette dans les angles du chevet. Les tailloirs des doubleaux sont carrés ; ceux des ogives sont carrés à angles abattus. Les fûts des doubleaux (sauf ceux du rouleau supérieur de l'arc triomphal) sont engagés dans les piliers ; les autres sont logés dans des angles rentrants, sauf au chevet. Les tailloirs sont particulièrement soignés, et différents de ceux de la nef. Ils se composent, du haut vers le bas, d'une plate-bande ; d'un rang de têtes de clous entre deux filets saillants ; et d'une plate-bande. Les chapiteaux sont également de bon niveau, plus encore que les chapiteaux du second ordre de la nef. Ils sont sculptés de feuilles nervurées aux extrémités recourbées en crochets, ou de grasses feuilles polylobées complétées parfois par des fruits d'arum. Au nord, le chapiteau de l'arc triomphal présente un anneau en haut de la corbeille, conformément à un parti qui s'impose à partir des années 1220 environ.

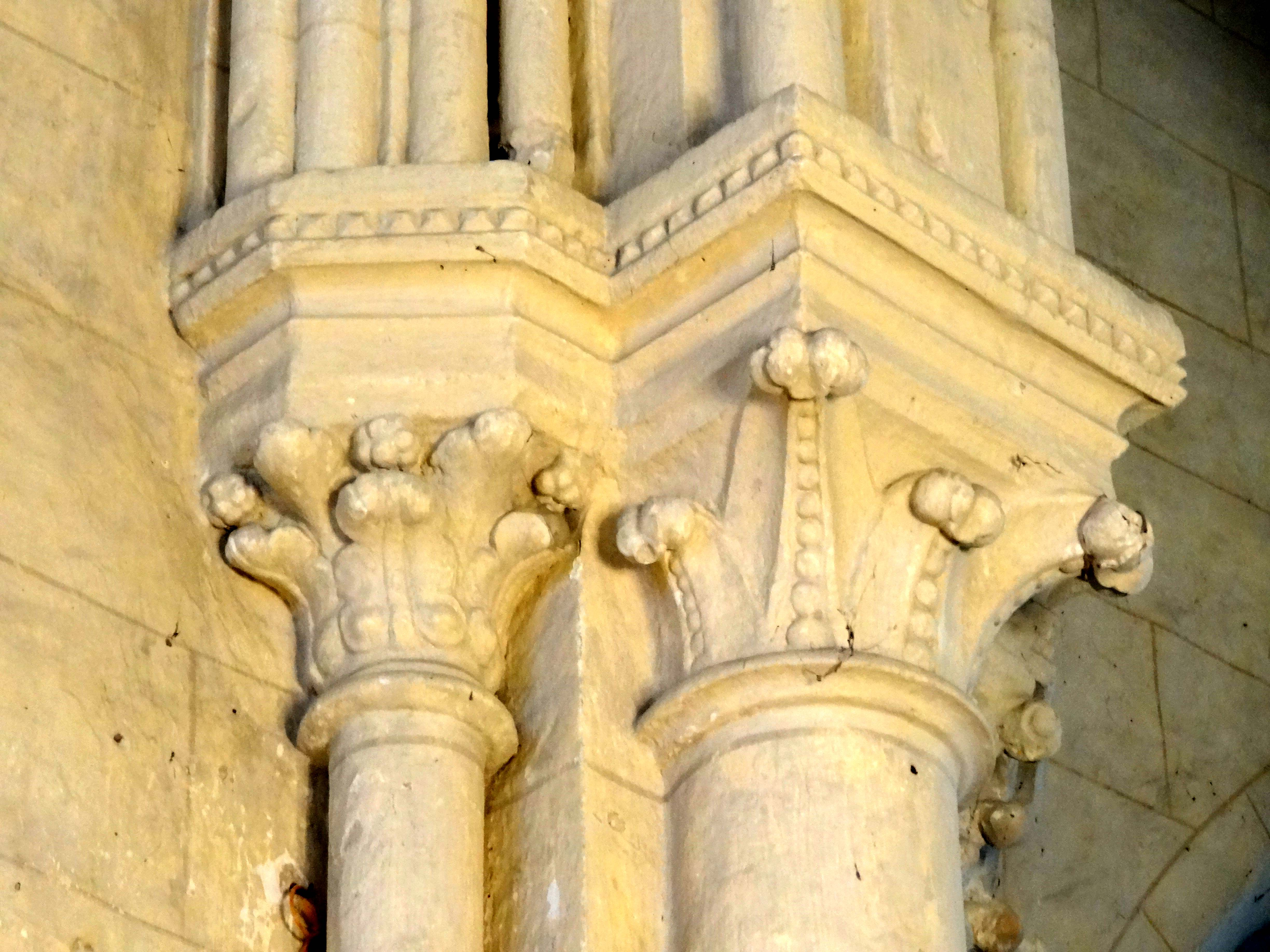
Chapiteaux de l'arc triomphal, côté sud.
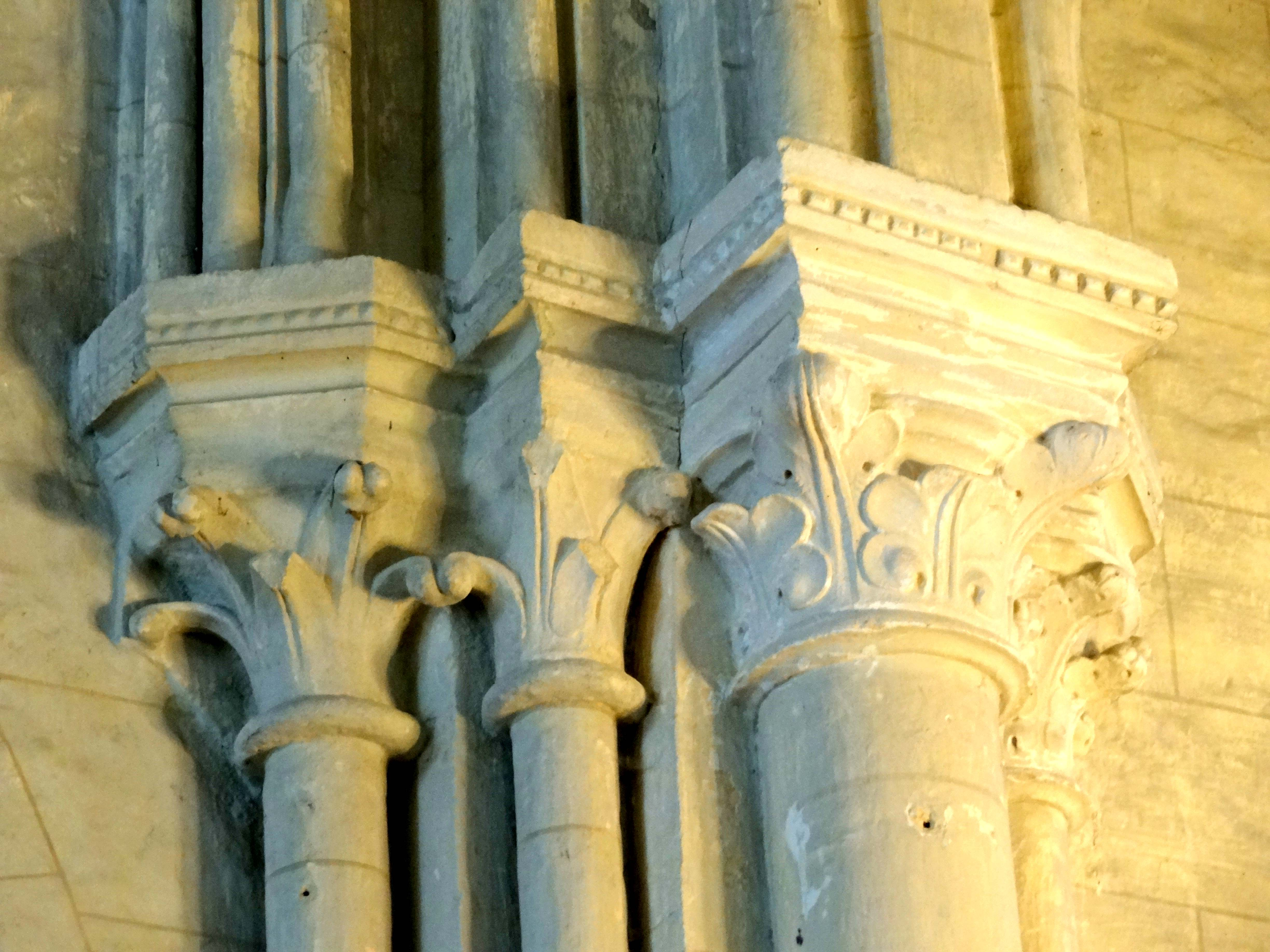
Chapiteaux de l'arc triomphal, côté nord.
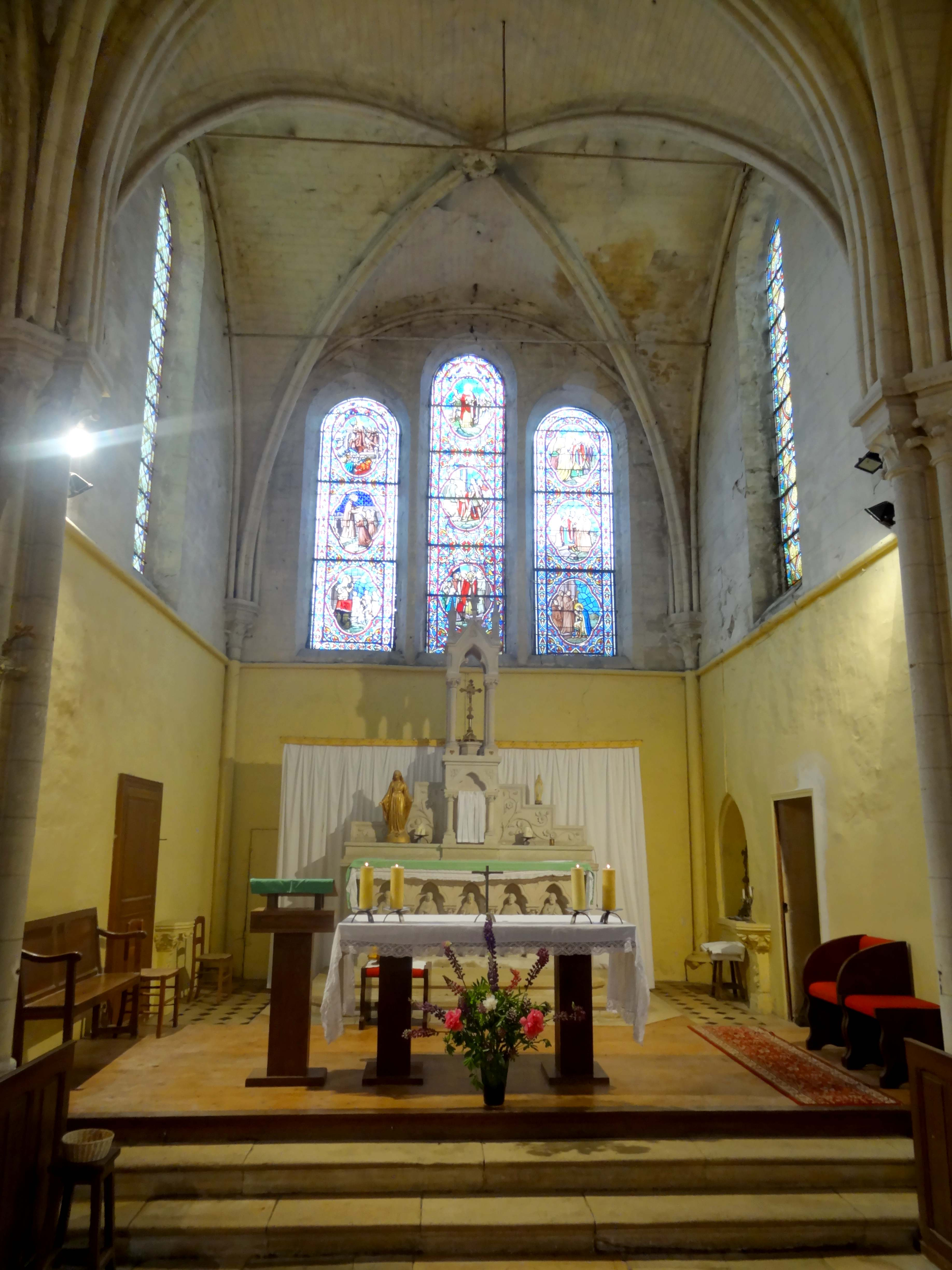
2e travée, vue vers l'est.
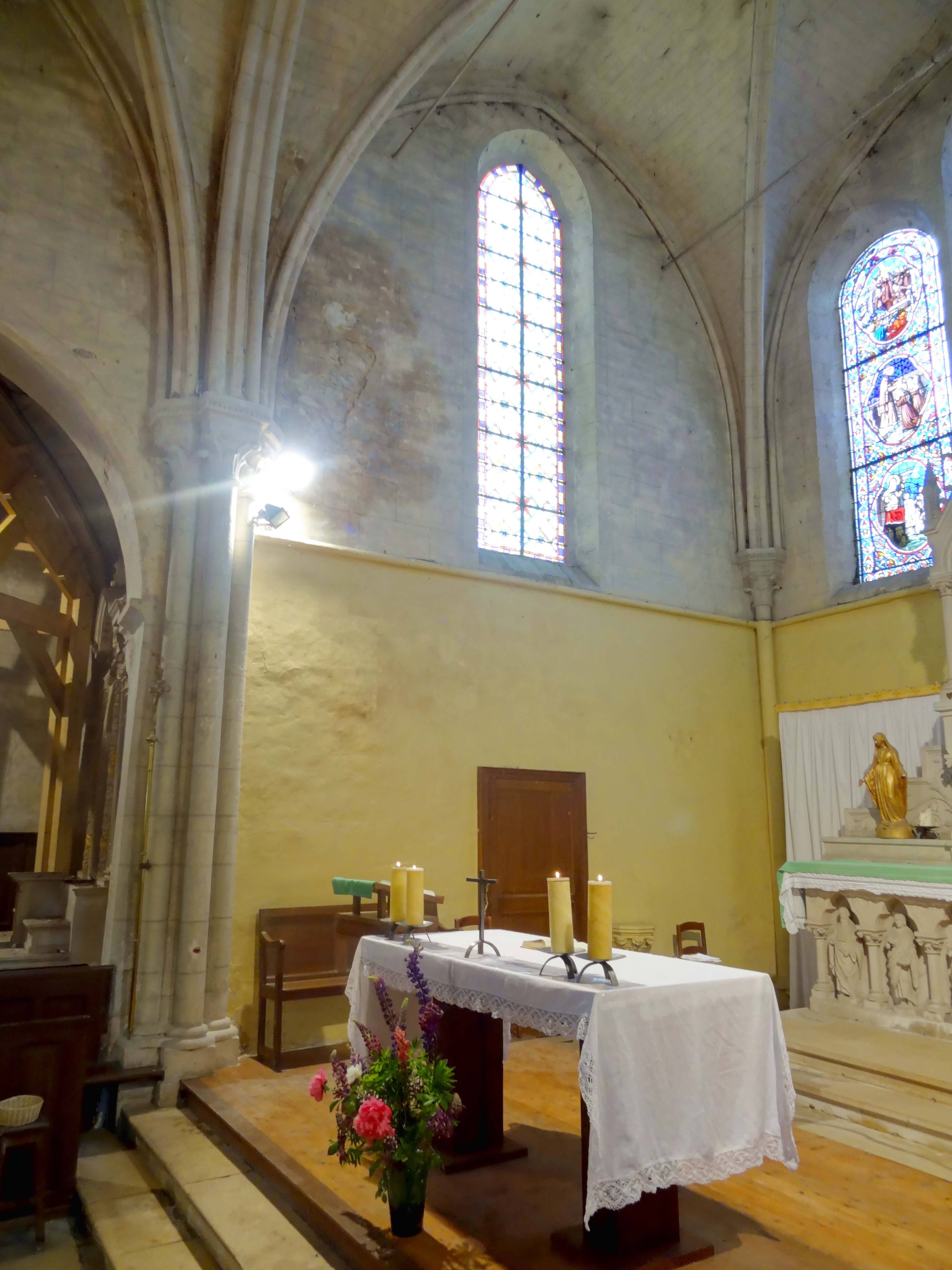
2e travée, élévation nord.
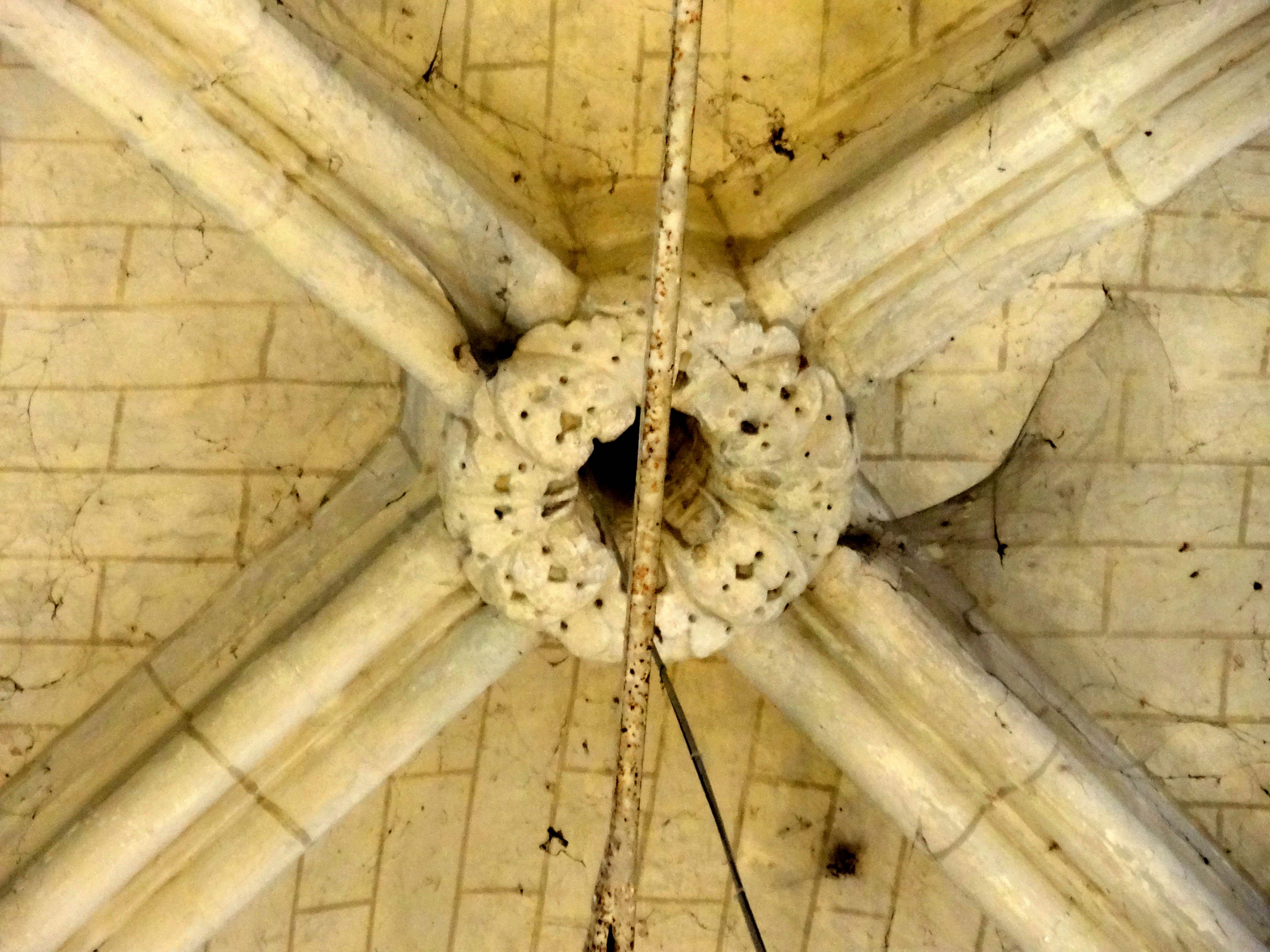
Clé de voûte de la première travée.
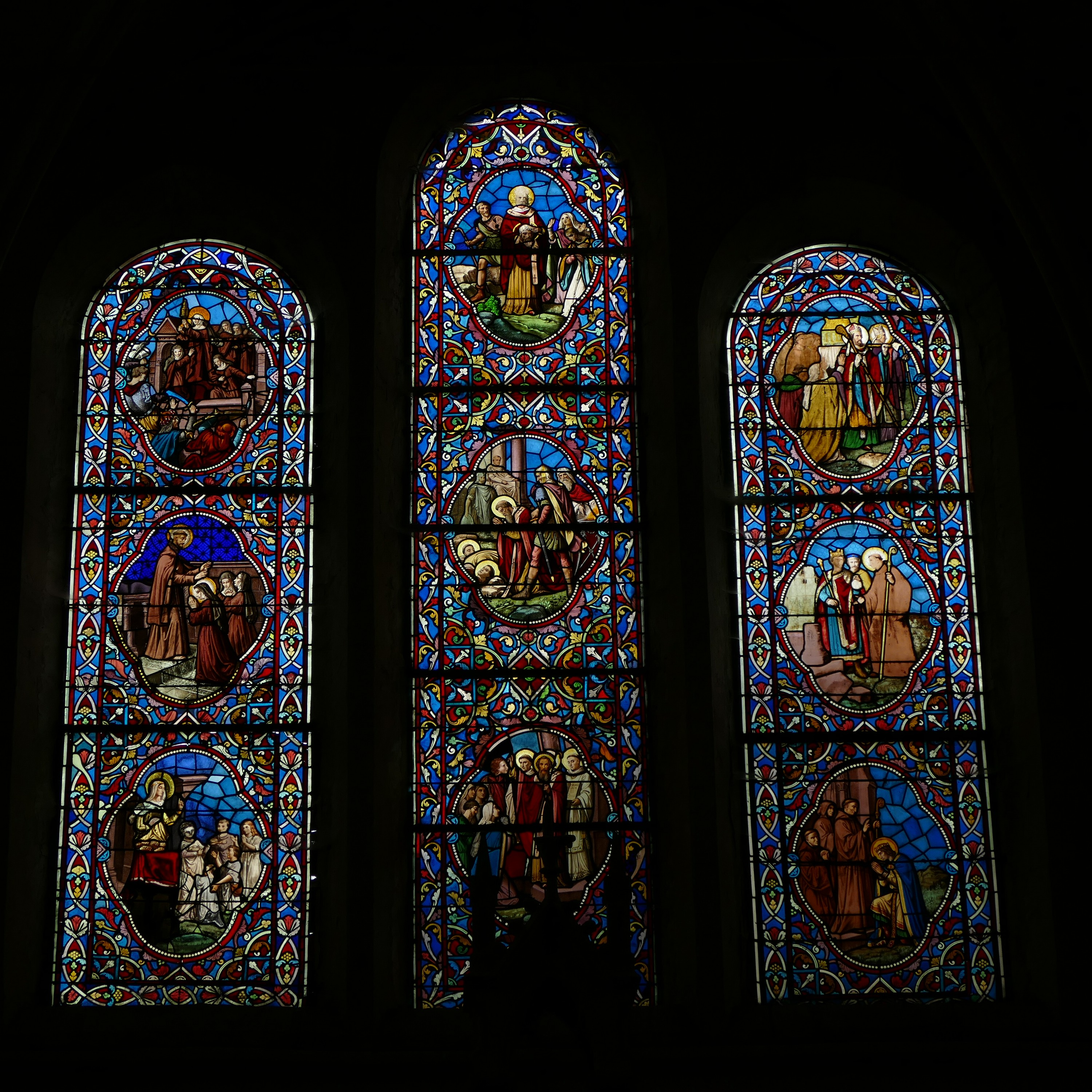
Vitraux du triplet (XIXe).

### Extérieur

#### Façade occidentale et bas-côtés

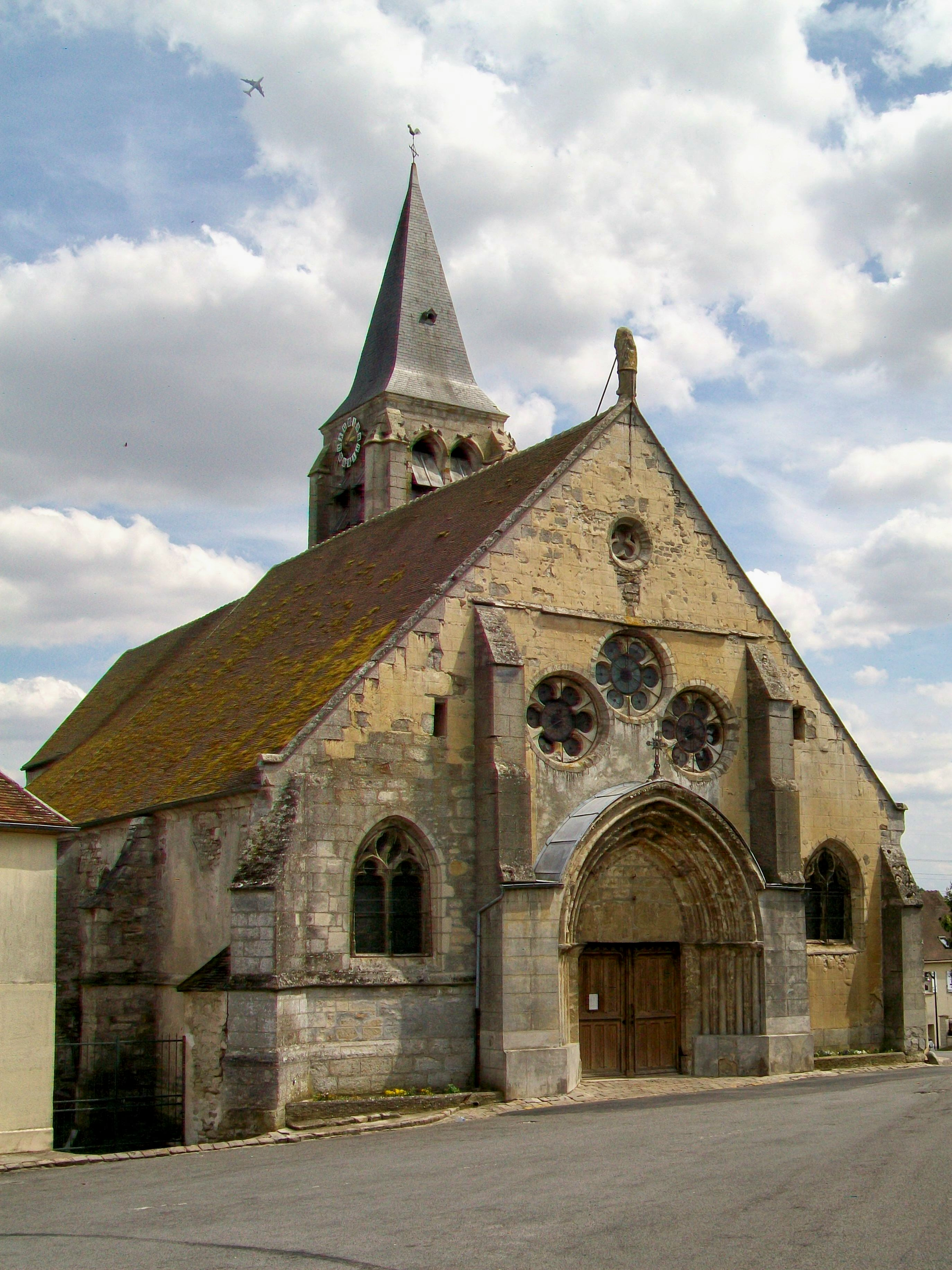
La façade occidentale en 2011, encore avec la statue de saint Denis.

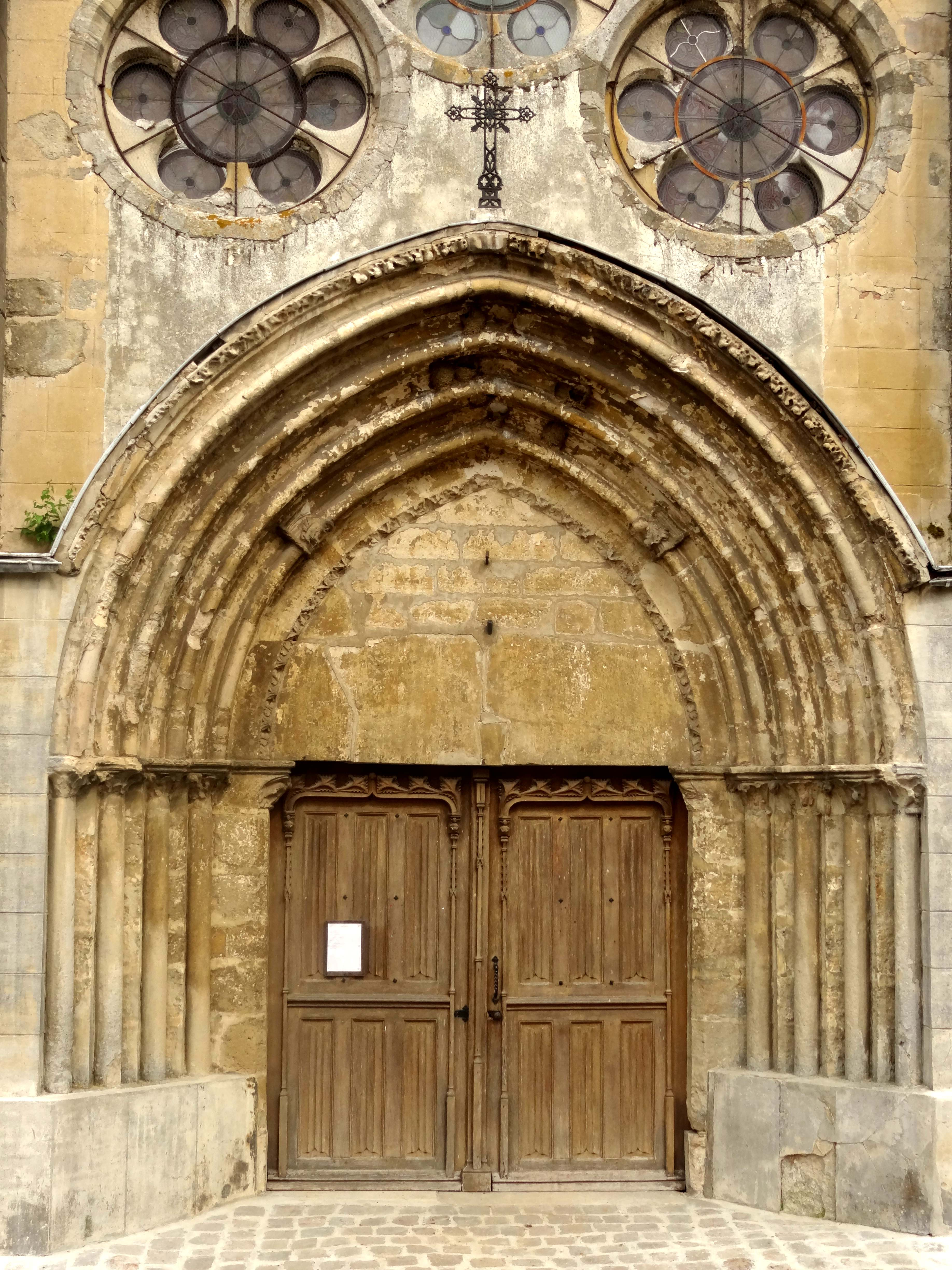
Portail occidental.

Dans les environs, la façade occidentale de la nef est l'un des rares représentants de son genre du XIIIe siècle, avec Fosses, Marly-la-Ville, Plailly et Nanteuil-le-Haudouin, mais l'église du chef-lieu de la paroisse de la Visitation occupe une place à part en raison de son clocher-porche. La plupart des autres églises possèdent des façades romanes remaniées ou flamboyantes. Cette partie de la façade, datée des alentours de 1220 par Eugène Müller, est délimitée par deux contreforts, qui sont scandés par un larmier au niveau de la retombée de l'extrados du portail, puis se retraitent par un fruit plus haut, et s'amortissent par un glacis pentu formant larmier. Le portail occupe toute la partie inférieure de la façade. Ses nombreuses colonnettes lui donnent une profondeur importante, qui concorde avec la saillie des contreforts. Ainsi, l'avant-corps formé par le portail a pu être racheté par une liaison des maçonneries avec les contreforts. Le portail est à double vantail. Comme l'observe Jules Gérin, « les vantaux offrent quatre figurines d'un travail fini et d'un tour élégant ». Ce sont des anges, pratiquement identiques, qui servent de culs-de-lampe aux frises de feuillages qui règnent en hauteur, et couronnent en même temps de grêles pinacles plaqués très effilés. Ils délimitent latéralement deux registres de panneaux à fenestrages sculptés de plis de serviette. Ces vantaux reflètent le style gothique flamboyant. Les piédroits sont sommés de tas de charge sculptés d'anges, aux têtes mutilées, qui supportent le linteau. Celui-ci et le tympan ne sont pas décorés, mais son arc brisé est souligné par un rang de fleurs de violette alternant avec des feuilles polylobées. L'archivolte se compose de quatre minces tores et d'autant de gorges, ainsi que d'une frise de feuilles de vigne mutilée. Deux anges chevauchent le tore inférieur, ce qui est un trait assez original de ce portail. Les quatre voussures retombent sur les minces tailloirs carrés de chapiteaux sculptés de grandes et de petites feuilles polylobées en alternance. Ils sont d'une très belle facture, et reposent sur de fines colonnettes monolithiques, qui ajoutent à l'élégance de la composition qu'Eugène Müller qualifie de « sobre et distinguée »,.
La partie haute de la façade, qui n'est pas séparée de la partie basse par un moyen de scansion quelconque, et ajouré de trois petites rosaces accolées. Celle du milieu domine les deux autres. Chacune est pourvue d'un remplage formant six lobes ouverts sur l'oculus central. Plus haut, un larmier court à la naissance du pignon. Celui-ci est ajouré d'un petit oculus inscrivant un trilobe, aux écoinçons ajourés. En 2011 encore, le pignon était couronné d'une statue de saint Denis, dont l'on ne voit plus que l'arrachement. Il convient maintenant de regarder les parties latérales de la façade, qui correspondent aux bas-côtés, et se terminent par des demi-pignons prenant appui contre les contreforts de la nef. Le mur occidental du bas-côté sud est épaulé, à son angle, par deux contreforts orthogonaux contemporains de la façade de la nef (celui du sud a été restauré). Ils se terminent par un glacis formant larmier. Le premier contrefort intermédiaire du bas-côté sud est analogue ; le contrefort suivant a été supprimé. La baie occidentale du bas-côté est munie d'un réseau flamboyant, qui se compose de deux lancettes inscrivant des têtes trilobées, qui sont surmontées d'un soufflet entre deux étroites mouchettes, tous les écoinçons étant ajourés. Les meneaux, munis de bases, affectent une modénature aigu, et le pourtour est mouluré d'une fine moulure concave et d'une gorge, comme déjà signalé pour la première fenêtre latérale du bas-côté sud, et celle de la chapelle à l'est du clocher. Hormis cette fenêtre, et une porte bouchée surmontée d'une accolade toute simple dans la deuxième travée, le bas-côté sud n'a rien de flamboyant, et demeure inchangé depuis les années 1220. Le bas-côté nord a tout au contraire été largement reconstruit, ce qui est souligne par le contrefort biais qui flanque l'angle nord-ouest de l'église ; la plinthe moulurée après la deuxième assise ; et le larmier qui court à la limite des allèges, en passant autour du contrefort. L'on remarque surtout le réseau flamboyant de la fenêtre occidentale, qui ressemble assez à son voisin à droite de la façade, mais arbore, en lieu et place du soufflet ordinaire, deux soufflets dissymétriques accolés. L'élévation septentrionale possède des contreforts de deux types. Le premier est identique au contrefort biais en façade. Les suivants sont des massifs de maçonnerie difformes, dont les glacis terminaux sont protégés par des tuiles,.

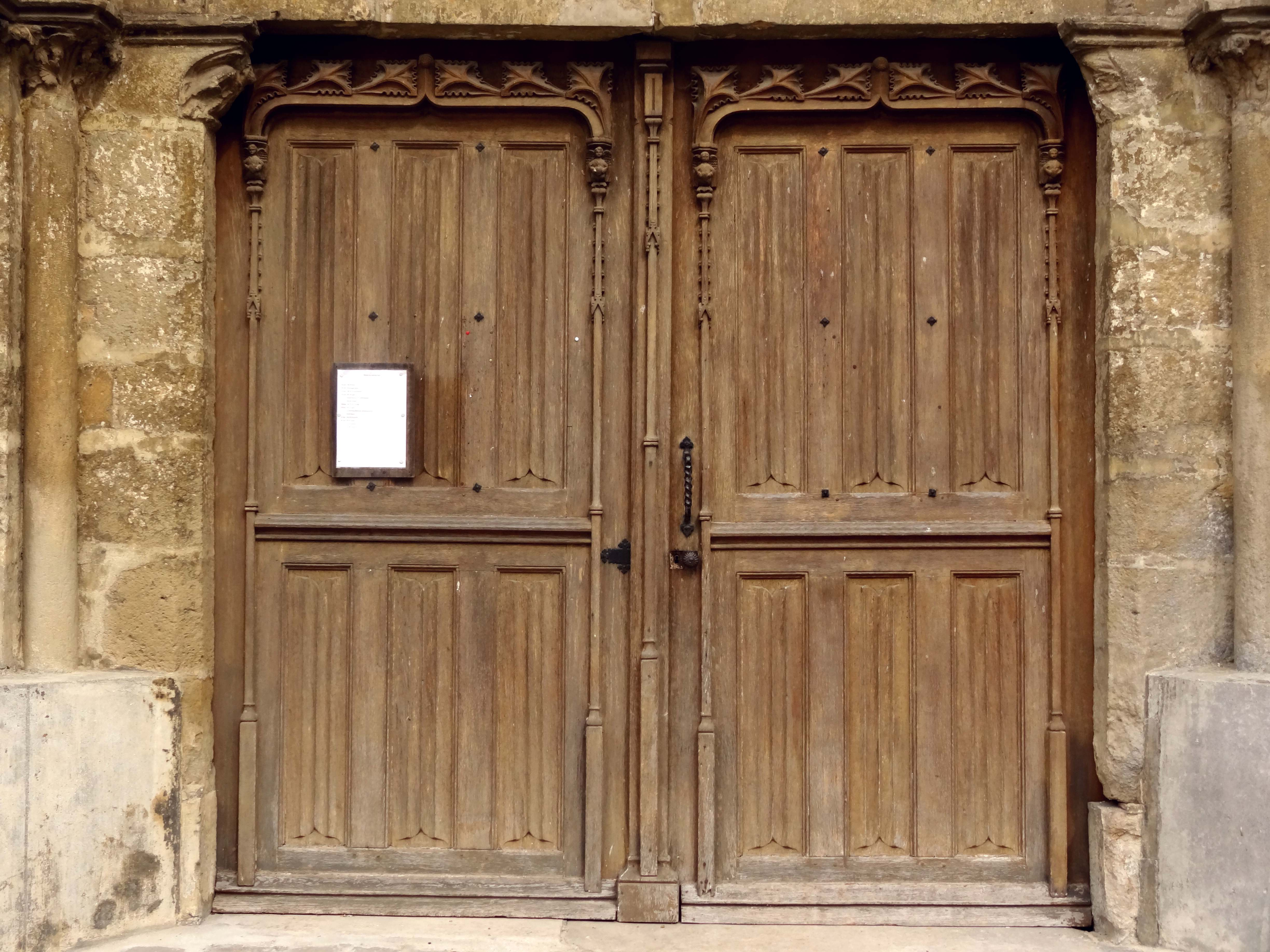
Vantaux flamboyants du portail.
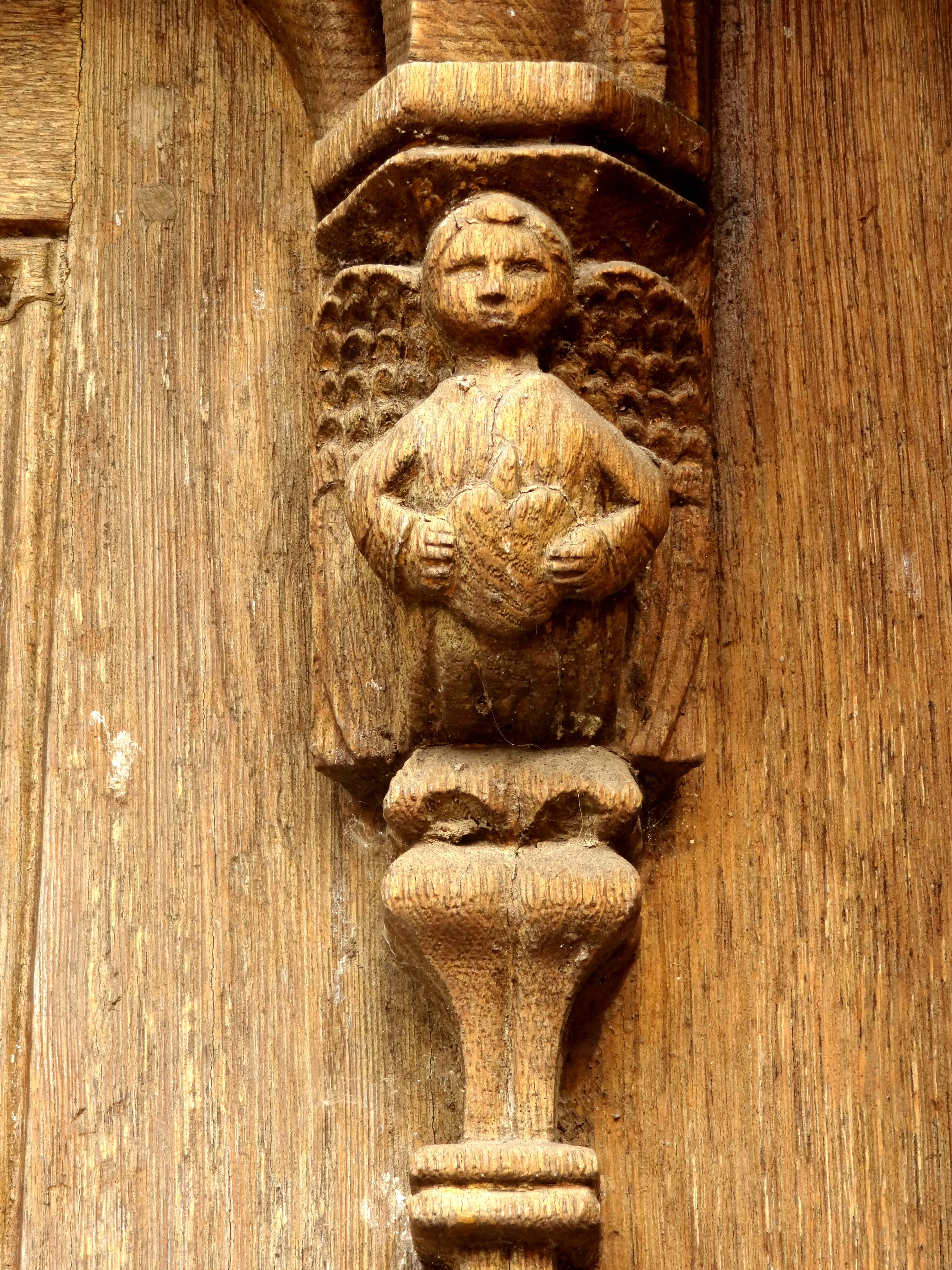
L'un des anges sculptés en haut des vantaux.
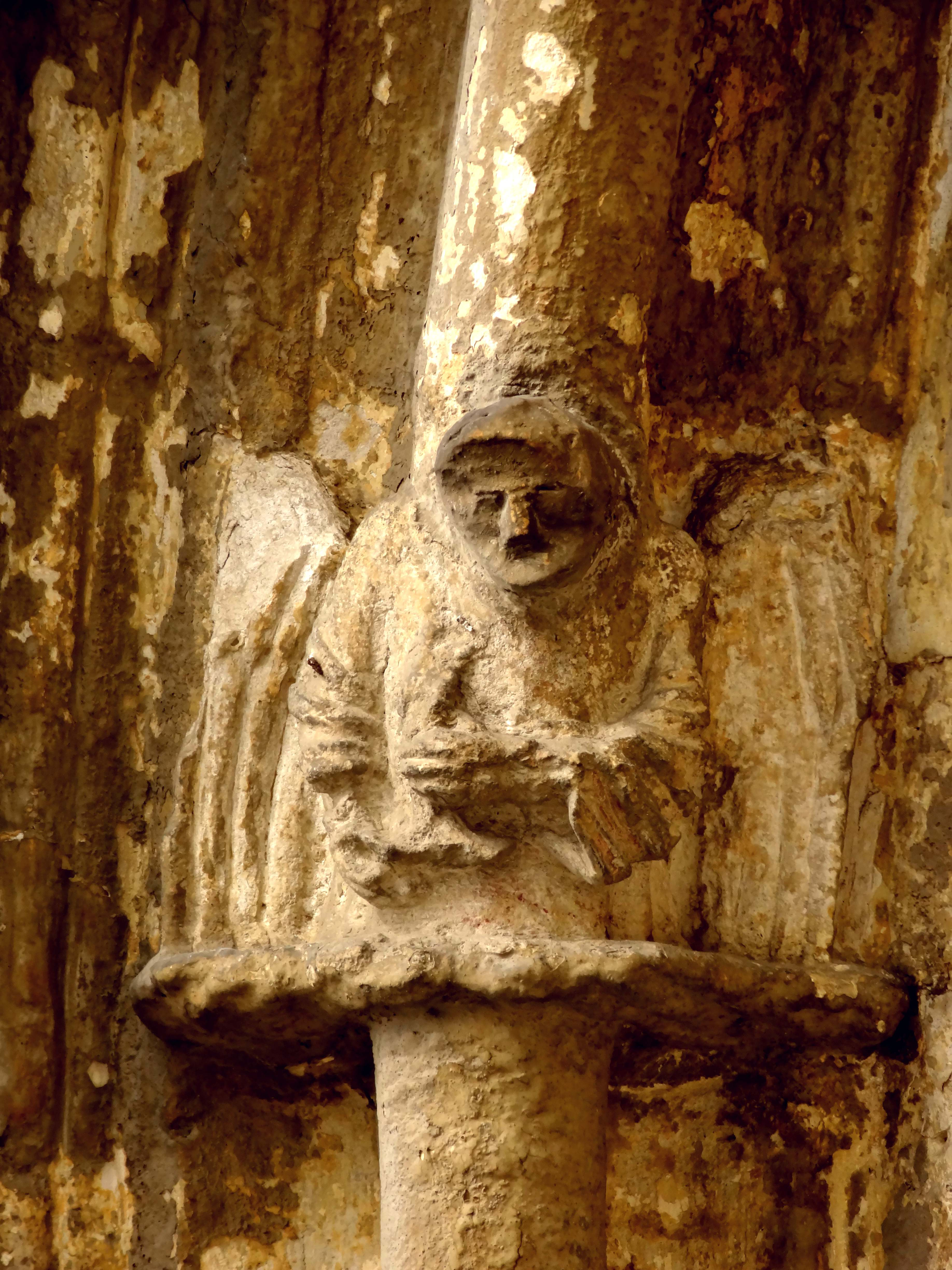
Ange sur le tore inférieur de l'archivolte.
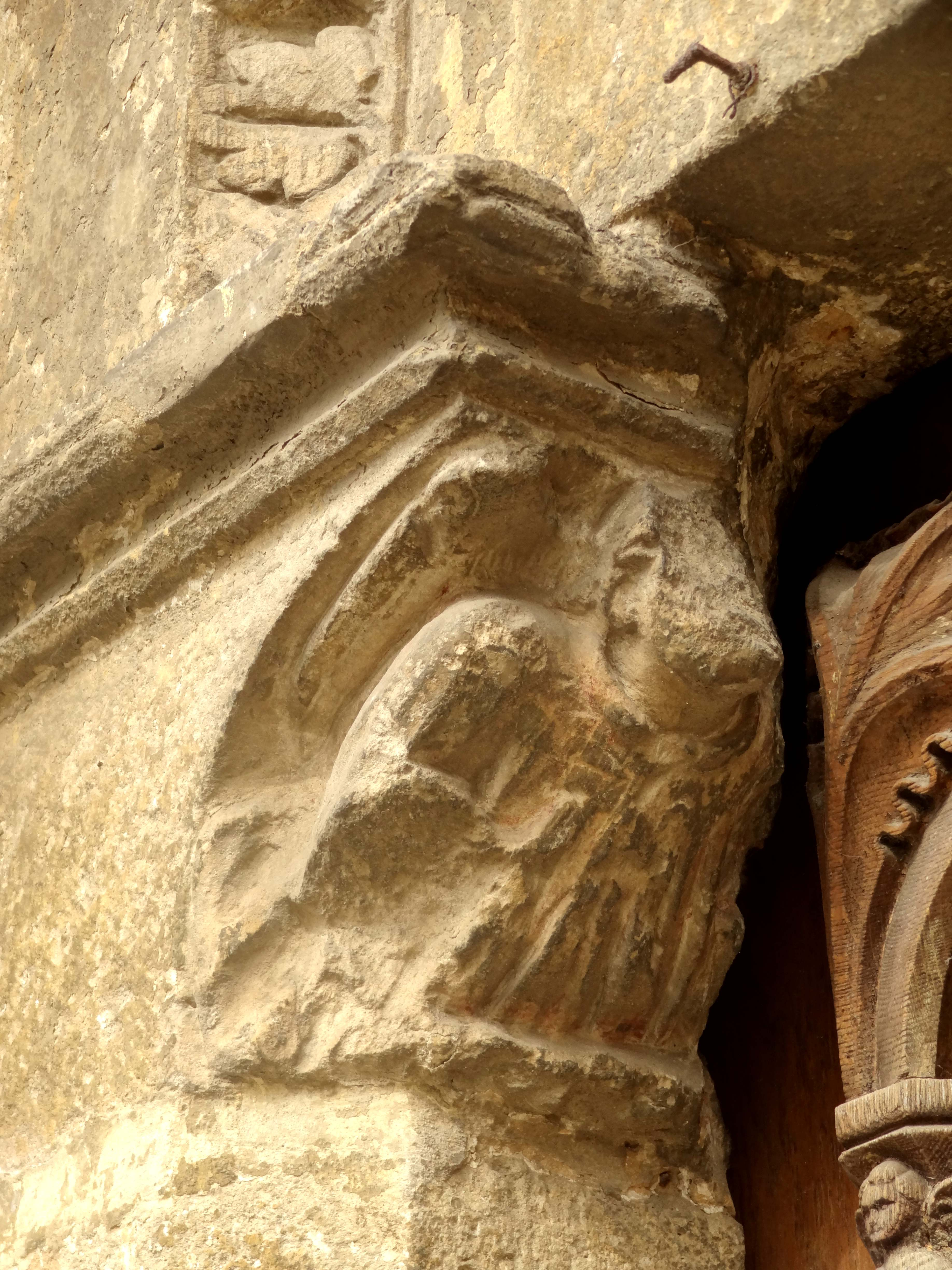
Tas de charge du piédroit gauche.
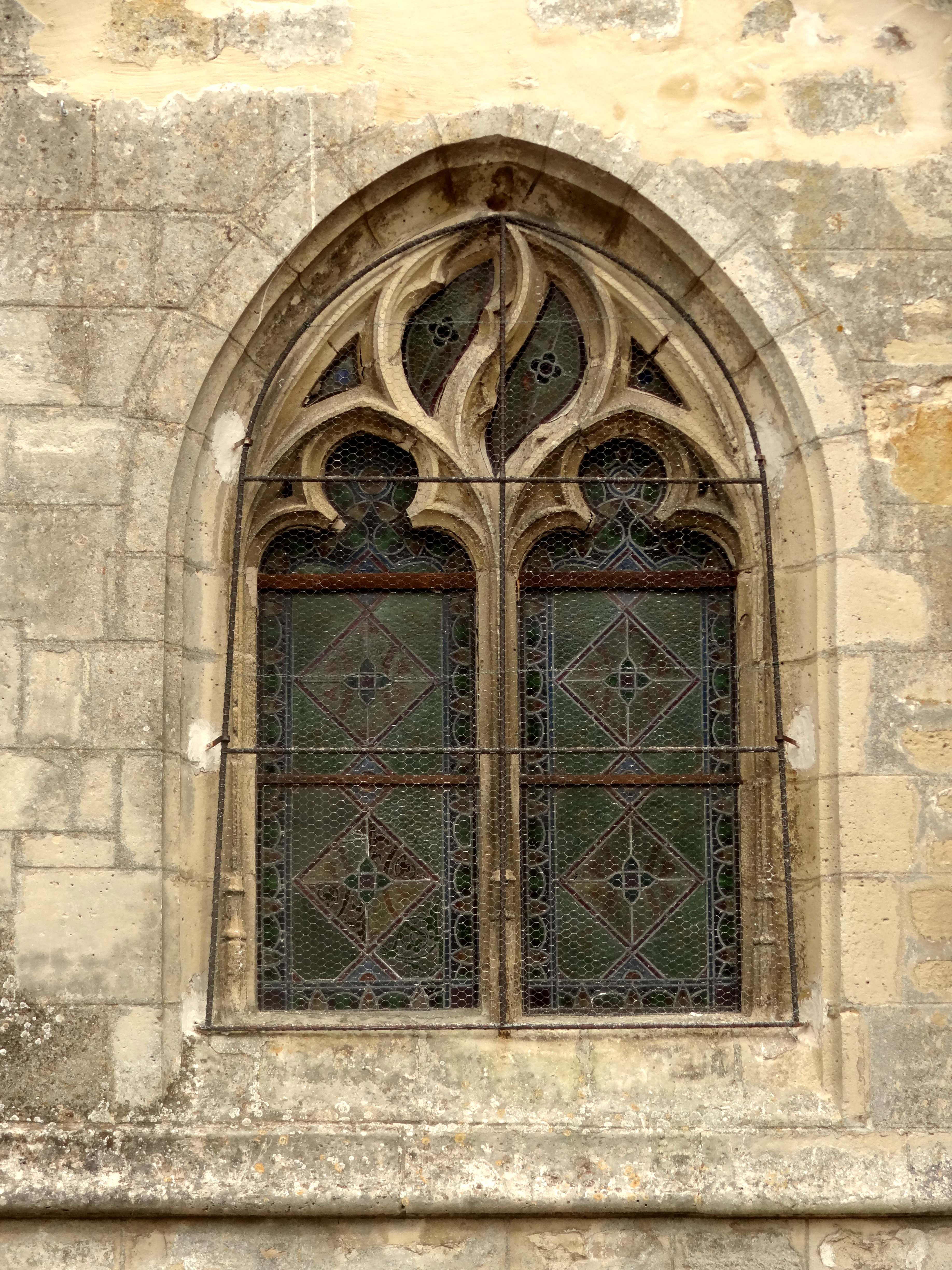
Fenêtre occidentale du bas-côté nord.
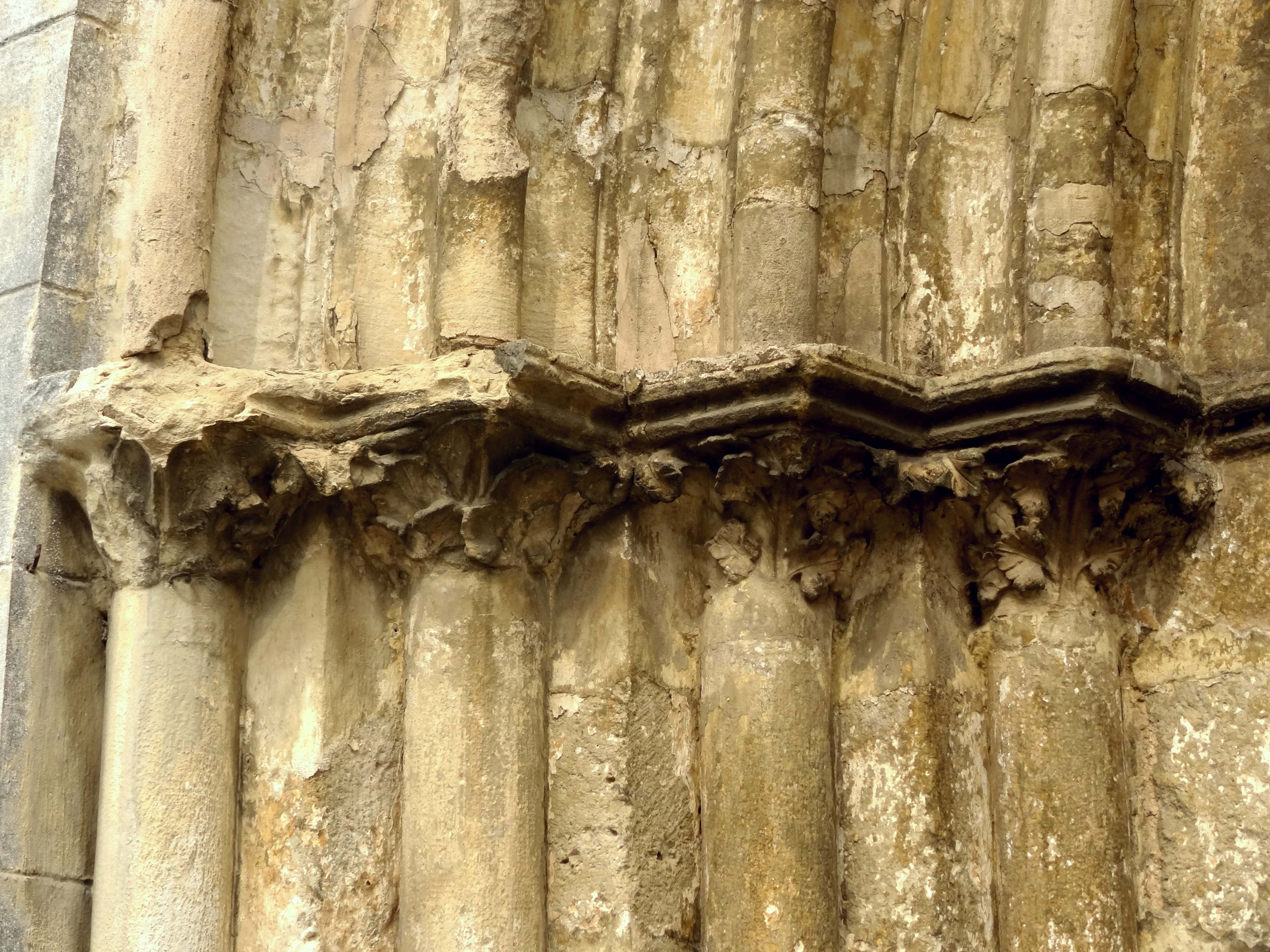
Chapiteaux à gauche du portail.

#### Clocher et parties orientales

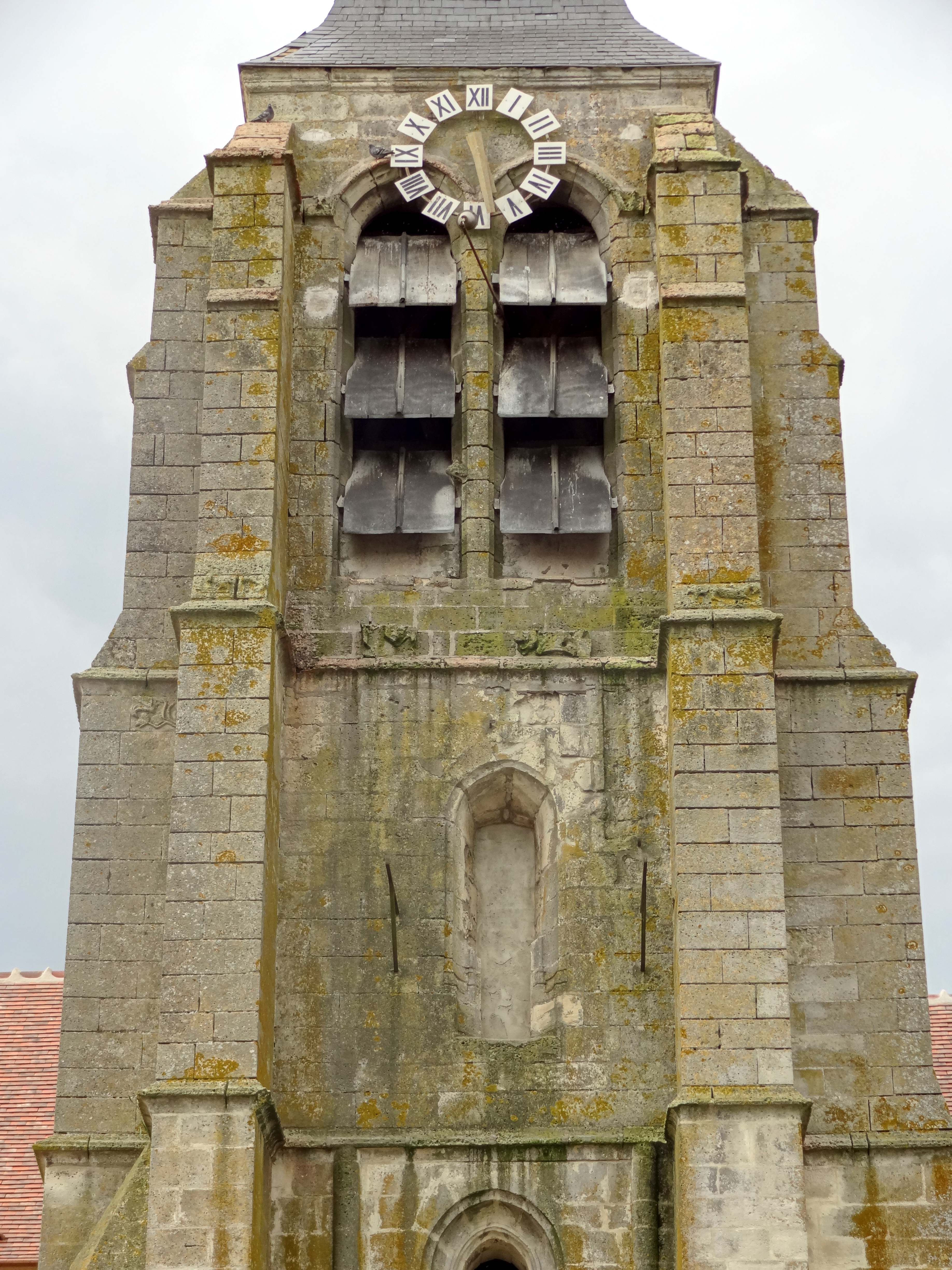
Clocher, parties hautes.

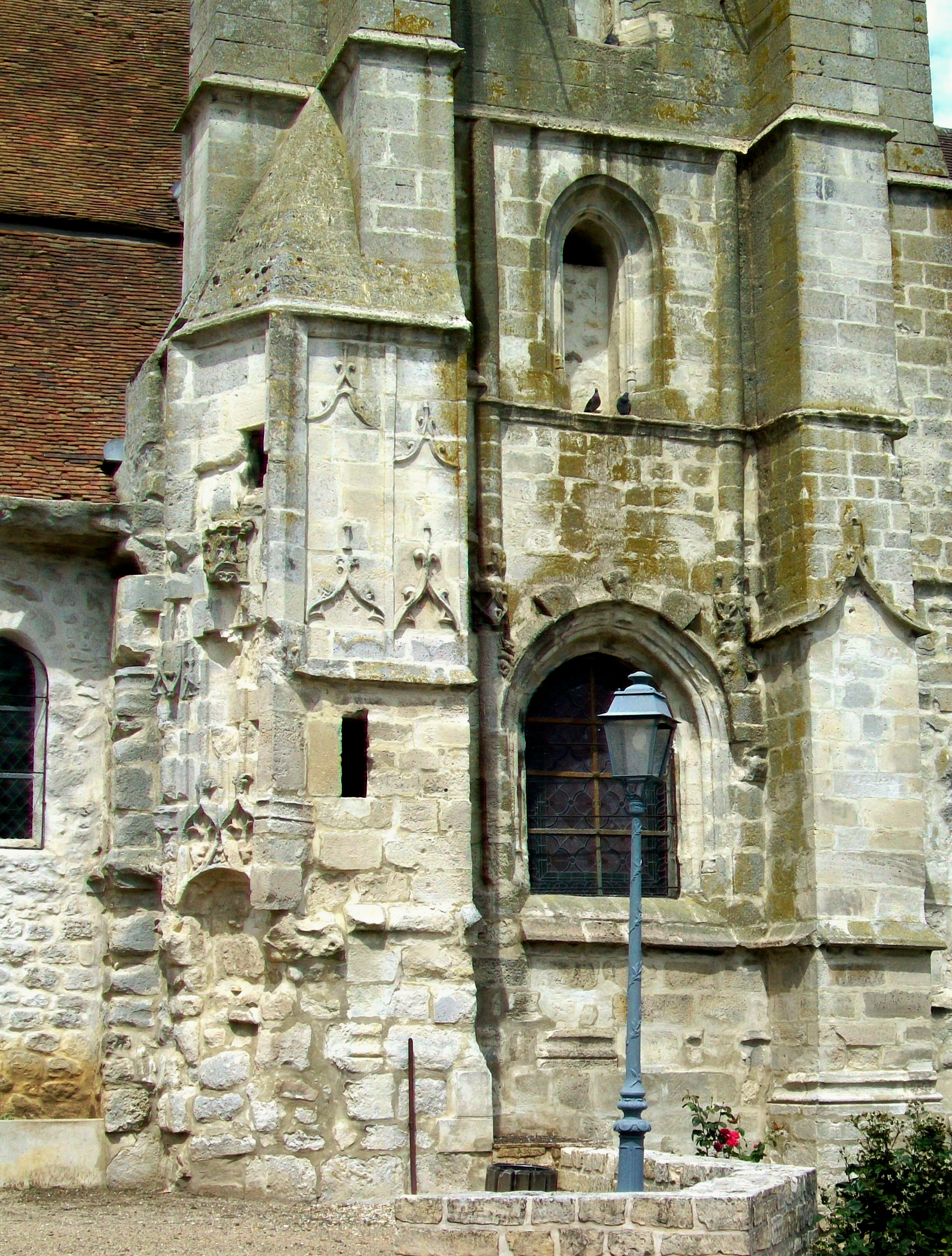
Clocher, partie inférieure.

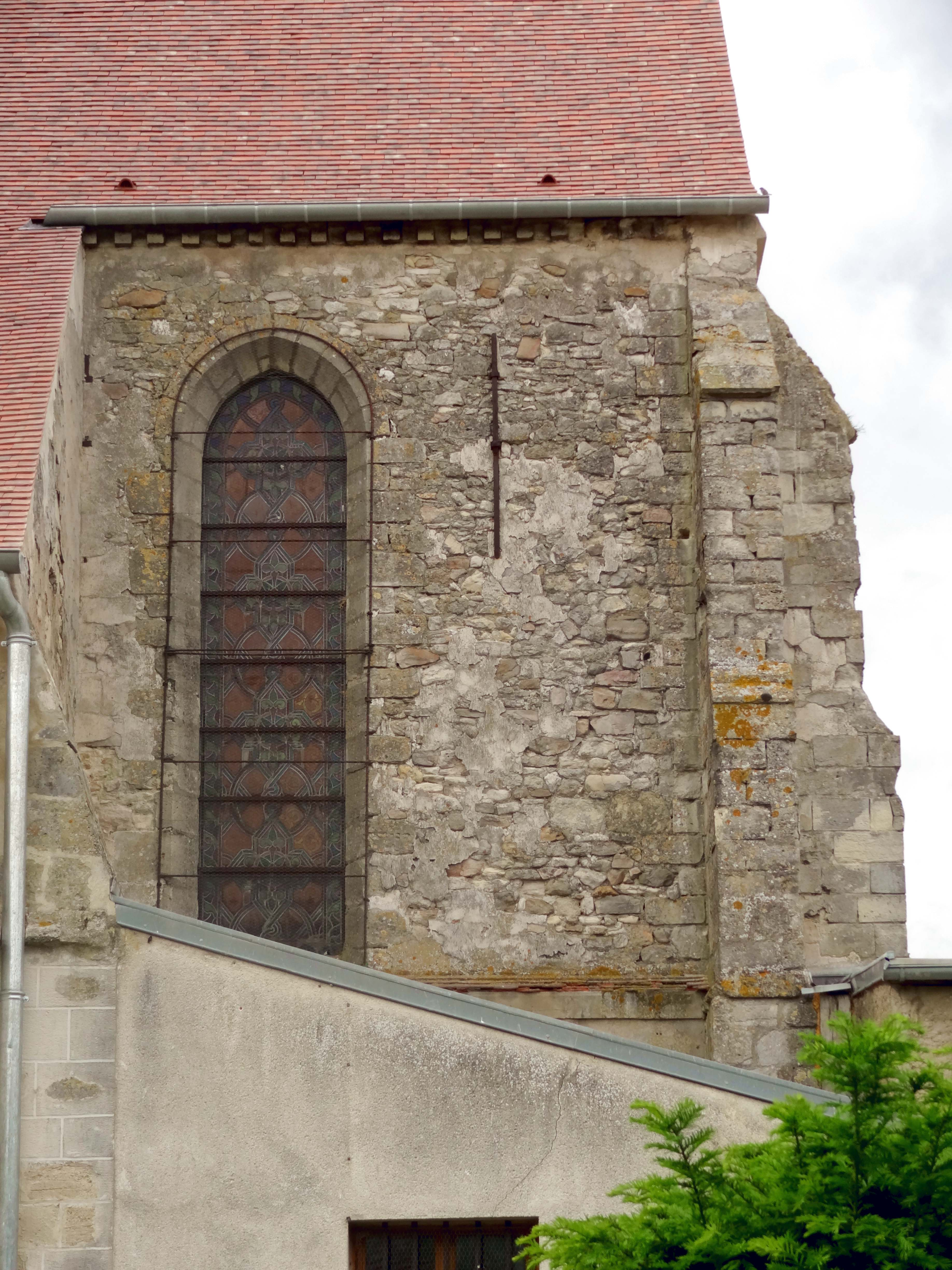
Chœur, 2e travée, côté sud.

La base du clocher date des années 1160 / 1170. À l'extérieur toutefois, le clocher apparaît comme une construction entièrement flamboyante, mais son homogénéité est toute relative, et il est classé par Eugène Lefèvre-Pontalis parmi les tours du XIIIe siècle. Il occupe une position latérale, ce qui est rare à la période romane et à la période gothique, même si des exceptions existent, dont Borest, Bruyères-sur-Oise, Ermenonville (ancien clocher), Fontenay-en-Parisis, Goussainville, Nesles-la-Vallée. L'on note encore la présence des églises de Borest et Ermenonville dans cette énumération, dont les chœurs présentent des analogies avec Ver-sur-Launette, et qui dépendaient toutes les trois du chapitre Notre-Dame de Senlis. L'on peut distinguer deux campagnes de construction. La première concerne le parement extérieur des deux premiers niveaux d'élévation, soit la base, y compris la chapelle Saint-Joseph à l'est ; le premier étage intermédiaire ; et la tourelle d'escalier à l'angle sud-ouest. Ces deux niveaux se caractérisent par un décor sculpté flamboyant très abondant, mais réalisé en pierre tendre de mauvaise qualité, et pratiquement effacé par les injures du temps. La deuxième campagne de construction porte sur le deuxième étage intermédiaire et l'étage de beffroi, et se caractérise par une grande austérité, ce qui n'exclut pas la présence incongrue de blocs sculptés à certains endroits, et par un appareil en pierre de taille très régulier qui a résisté au temps sans traces de dégradation notables. Une continuité entre les deux campagnes de construction est apportée par les deux massifs contreforts orthogonaux qui flanquent les angles. Ceux des angles sud-ouest et sud-est sont seuls à descendre jusqu'au sol, et plus saillants que les autres. Eux seuls se retraitent par un court glacis au début de l'étage de beffroi, et par un larmier plus haut. Tous sont scandés par un bandeau mouluré à la limite des quatre étages et sous le glacis sommital.
La tourelle d'escalier a fait l'objet d'un soin décoratif particulier. Elle est pentagonale, avec un pan oblique au sud-ouest. C'est ici que se situait la porte d'accès, transférée depuis à l'intérieur de l'église. Son ébrasement en anse de panier est surmonté d'un réseau plaqué de deux soufflets couronnés de fleurons, qui sont cantonnés de grêles clochetons plaqués, et inscrivent des motifs sculptés en bas-relief, dont l'un semble être la colombe du Saint-Esprit. Au-dessus de ce réseau, on devine encore l'arrachement d'une console, qui faisait partie d'une niche à statue totalement disparue, dont le dais architecturé finement ciselé en hauteur constitue l'unique vestige conservé en l'état. Le pan sud de la tourelle est scandé par deux niveaux de larmiers. Sa partie supérieure est également agrémentée de réseaux plaquées, qui sont ici constitués de deux registres de deux accolades festonnées et fleuronnées. Le pan ouest semble plus étroit, car son décor épargne le contrefort contigu. Ici, l'on note en hauteur une gargouille, presque accolée à la gouttière du bas-côté, et les restes d'un pilastre orné de médaillons aujourd'hui frustes. Ce détail évoque la Renaissance et détonne dans le contexte donné. Pour venir à la base du clocher proprement dite, son allège est soulignée par un larmier, qui passe autour du contrefort de droite, et elle est délimitée en haut par un bandeau aligné sur le même niveau que la moulure qui court à la base du toit de pierre de la cage d'escalier. Le contrefort de droite est sculpté d'une accolade. À gauche et à droite de la fenêtre, deux colonnettes engagées montent depuis le premier larmier, et butent plus haut contre le larmier à la fin du premier étage intermédiaire. Un socle destiné à recevoir une statue est engagé dans le mur à gauche de la colonnette de gauche, peu avant la fin du rez-de-chaussée. Un tore et plusieurs moulures prismatiques entourent la fenêtre qui éclaire l'intérieur. Trois sculptures, malheureusement abattues, émergeaient bandeau supérieur. Des petits diables sont placés dans les coins entre l'archivolte de la baie et les colonnettes engagées, qui sont elles-mêmes pourvues de très fins réseaux plaqués au niveau des sujets sculptés disparus. Dans le même contexte, l'on peut signaler la baie du premier étage intermédiaire, qui est entourée d'une fine arête munie de bases, d'une large gorge, et d'une fine moulure concave, et presque entièrement murée. La baie de la chapelle Saint-Joseph est analogue, mais son décor est complété par un bandeau supérieur en profil de doucine, qui était garni de feuilles frisées, et retombe à droite sur une petite chimère (dont le pendant à gauche a disparu).
Le deuxième étage intermédiaire du clocher était ajouré, du côté sud, d'une baie unique désaxée vers la droite. Elle est aujourd'hui bouchée. Son ébrasement est animé par de discrètes moulures, tandis que le montant d'un clocheton plaqué est visible en haut à droite, et à sa gauche, l'arrachement d'un décor sculpté. Dans l'angle entre les deux contreforts d'angle sud-ouest, l'on observe quatre blocs sculptés en bas-relief, qui affichent des coquilles, des cordelières, des feuillages, une étoile et des motifs méconnaissables. Sur la face occidentale du même étage, un larmier supplémentaire sépare les six premières assises du reste. Le compartiment défini par ce larmier, les deux contreforts et le larmier inférieur, contient deux meneaux verticaux, qui créent trois compartiments plus petits. Celui de gauche montre également l'arrachement d'un réseau plaqué. L'étage de beffroi est ajouré de deux baies en arc brisé par face, qui sont entourées d'une doucine et d'une fine moulure concave, et surmontées d'un bandeau mouluré, qui se continue latéralement au niveau des impostes. Au sud, ces sections verticales portent des feuilles frisées. Une feuille frisée se dégage également à gauche du trumeau central. Deux blocs sculptés qui semblent représenter des vestiges lapidaires provenant d'un autre endroit sont intégrés dans la première assise. Au nord, un bloc sculpté représentant une branche avec des feuilles est englobé dans la deuxième assise. La présence tout à fait aléatoire des divers éléments à vocation décorative à des emplacements parfois inhabituels est assez étonnante. L'étage se termine par une corniche moulurée. La flèche en charpente n'a rien de remarquable. Contrairement à la règle, elle n'est pas de plan octogonal, mais de plan carré, et donc pas cantonnée de clochetons. — La rupture de style entre ces parties flamboyantes et la deuxième travée du chœur est atténuée par la sobriété de cette construction du premier quart du XIIIe siècle. Comme à Borest et Ermenonville, les murs latéraux sont appareillés en moellons, et comme à Ermenonville, le mur du chevet l'est aussi. La corniche de modillons cubiques se trouve aussi à Ermenonville, tandis que l'architecte de Borest a opté pour des têtes de clous. Les fenêtres ne sont pas décorées, et contrairement à Borest et Ermenonville, les trois baies du triplet ne s'inscrivent pas sous un arc de décharge commun. Les contreforts à ressauts, caractéristiques de la première période gothique, sont en pierre de taille, et s'amortissent par un glacis formant larmier. On trouve les mêmes à Ermenonville, et avec de légères différences, à Borest.

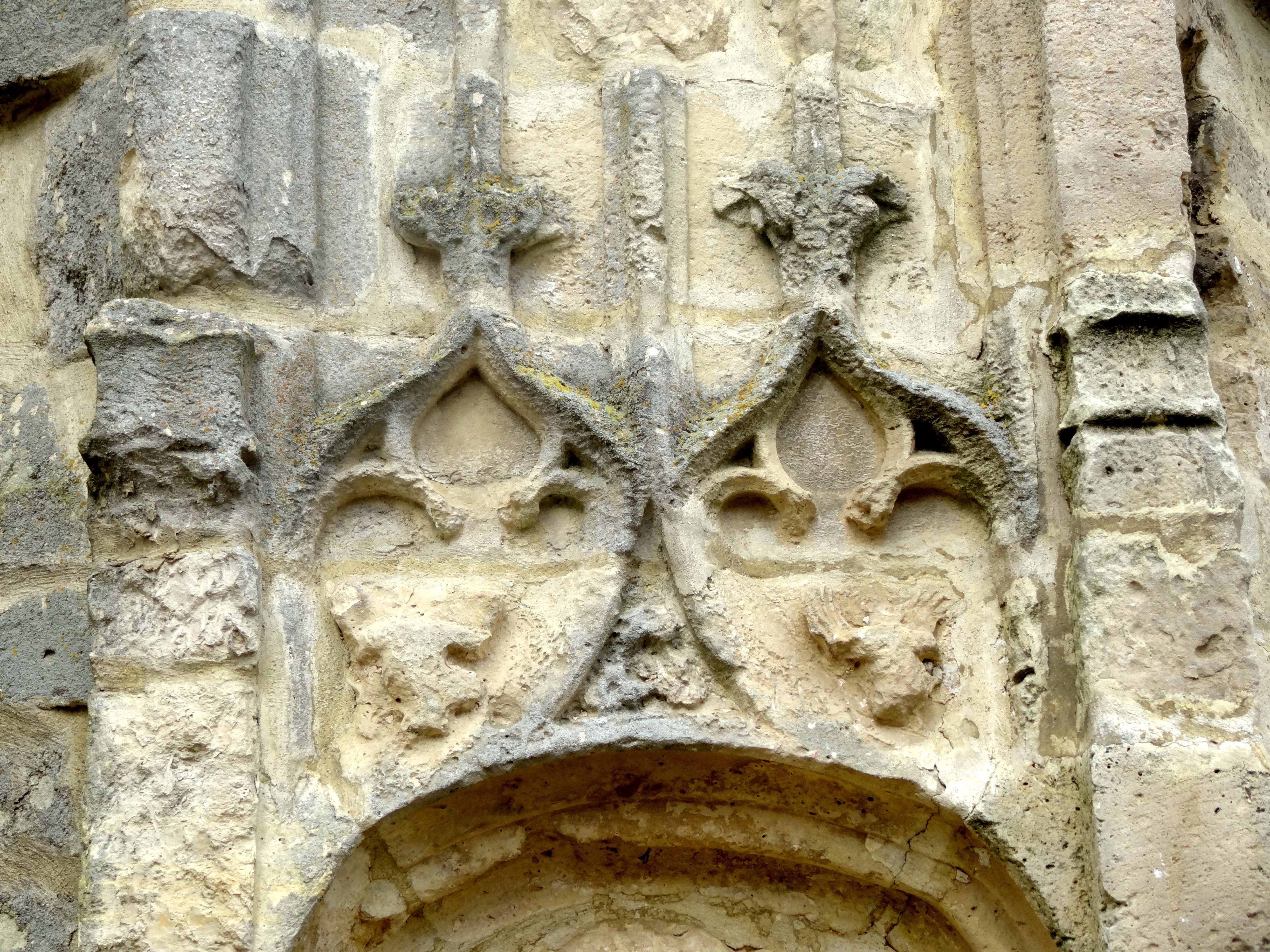
Tourelle d'escalier, réseau plaqué au-dessus de la porte bouchée.
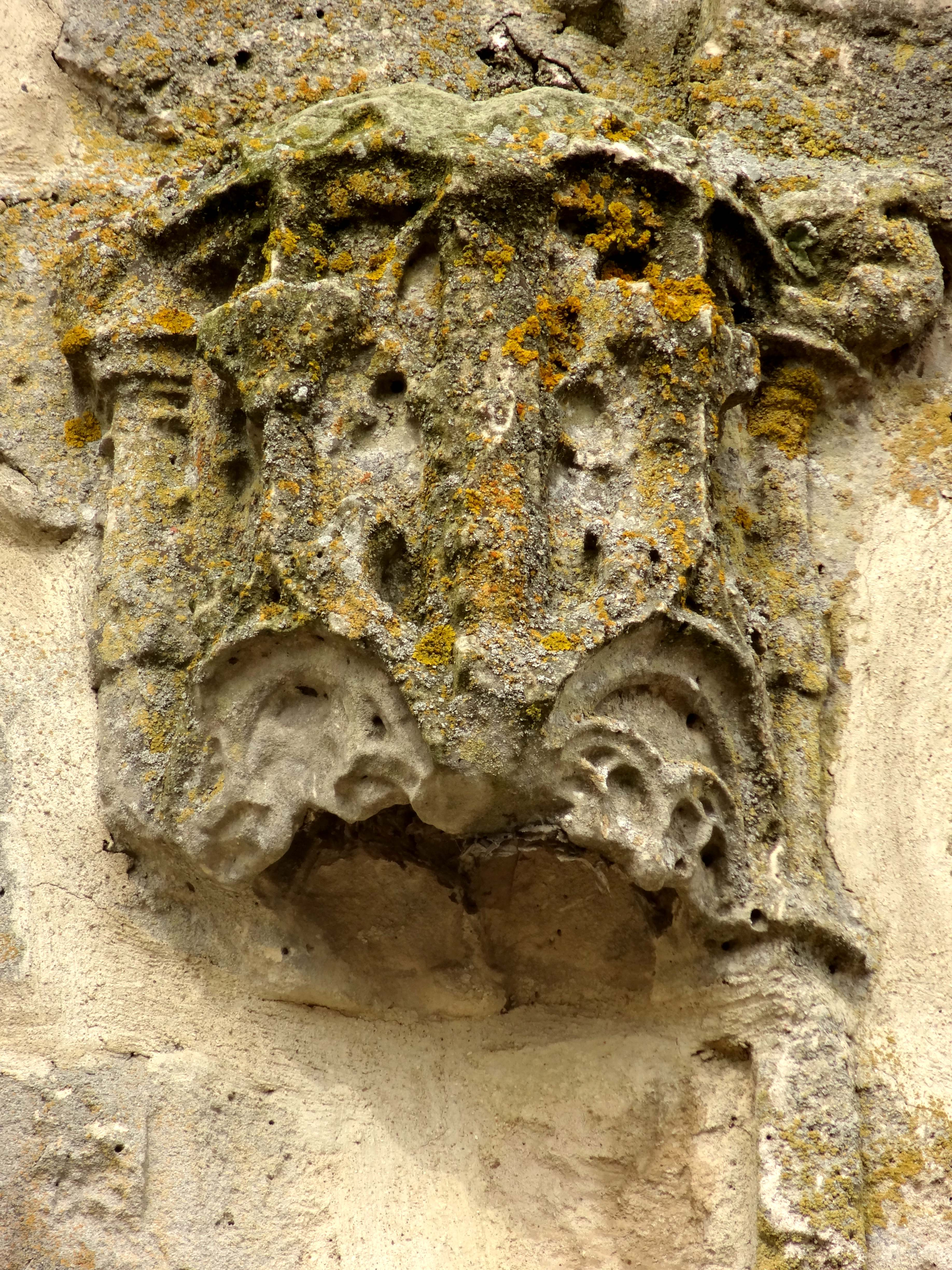
Tourelle d'escalier, dais de la niche à statue en haut du pan oblique.
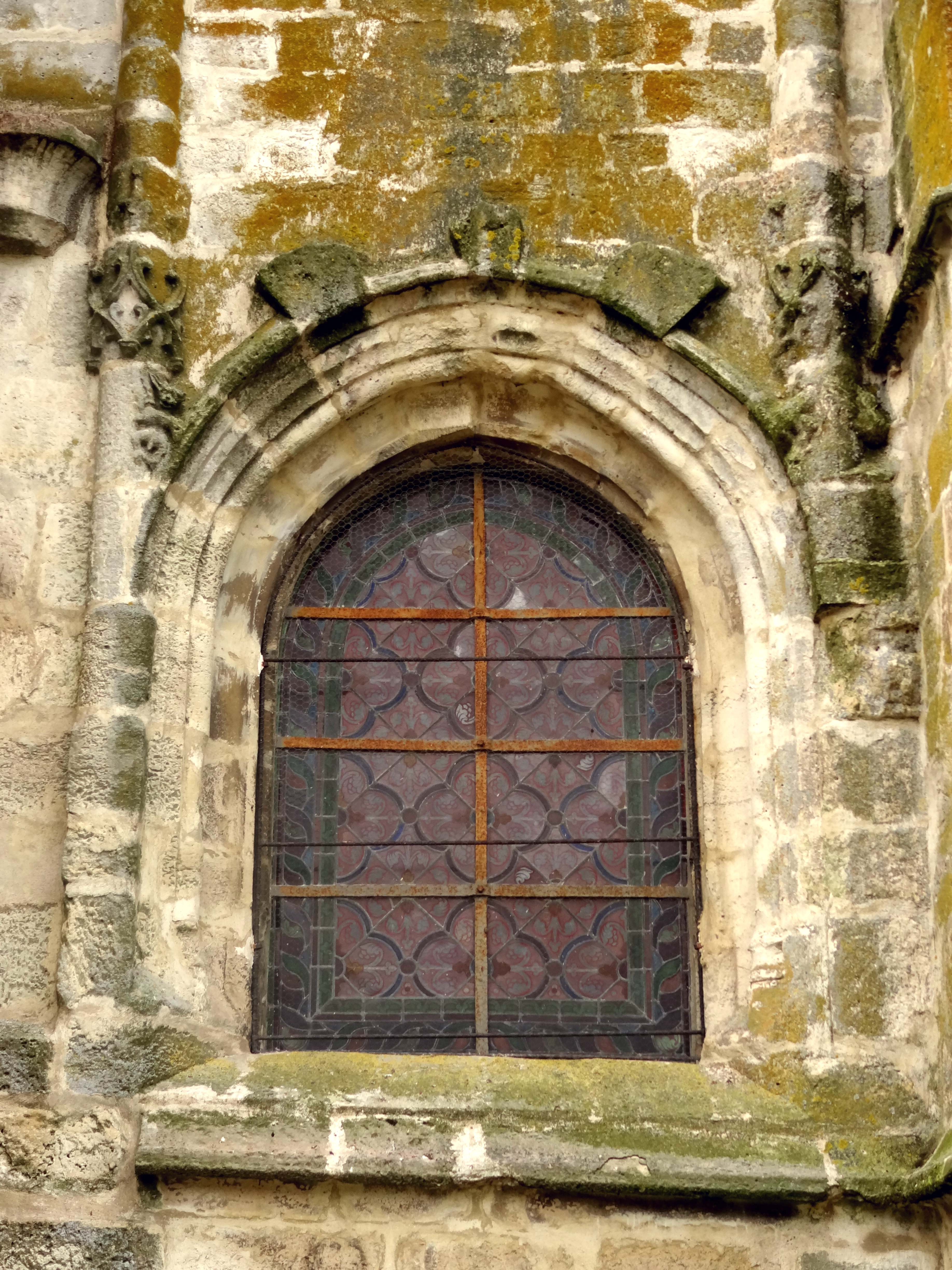
Clocher, baie flamboyante du rez-de-chaussée.
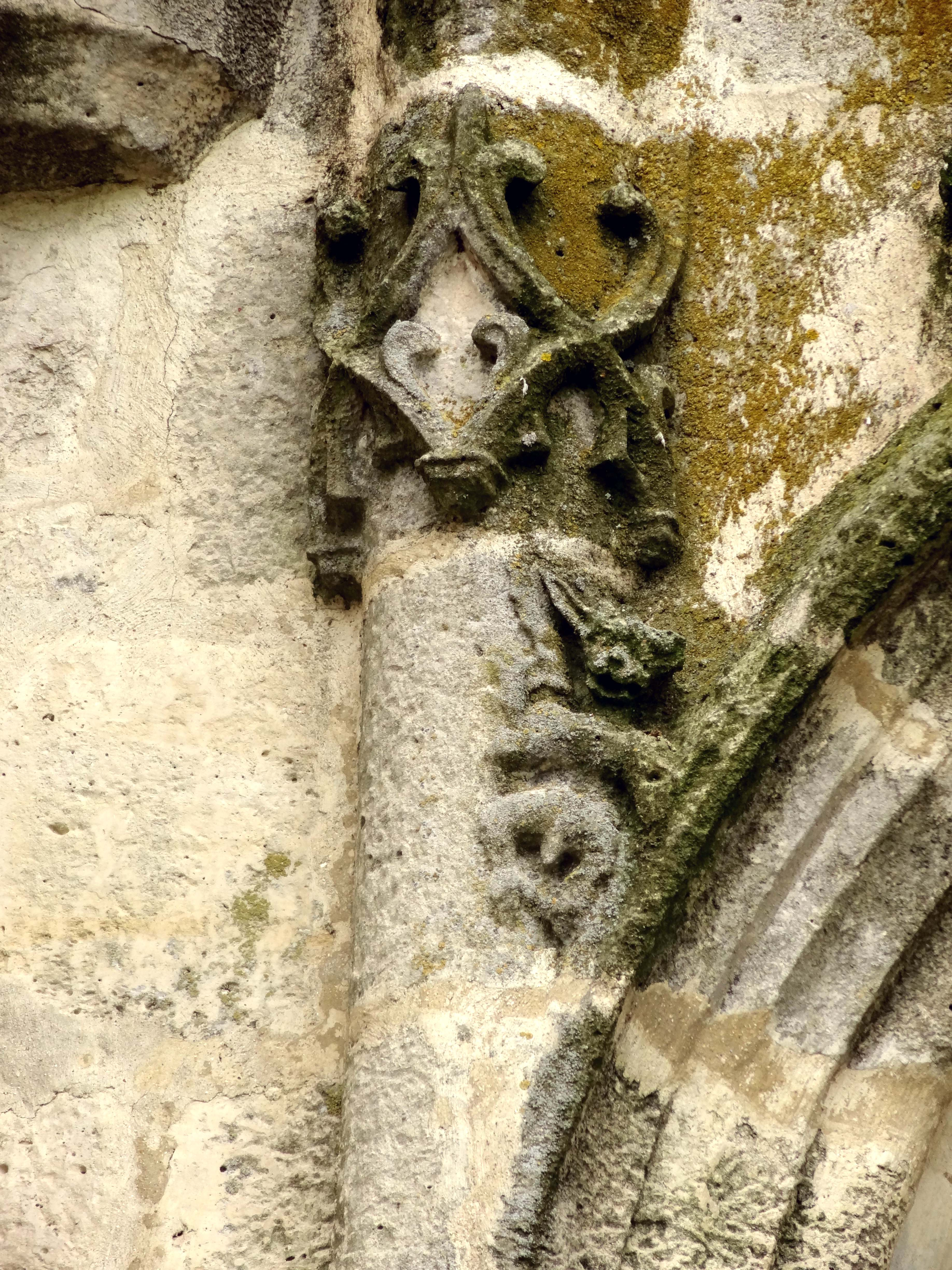
Réseaux plaqués et diable à gauche de la même baie.
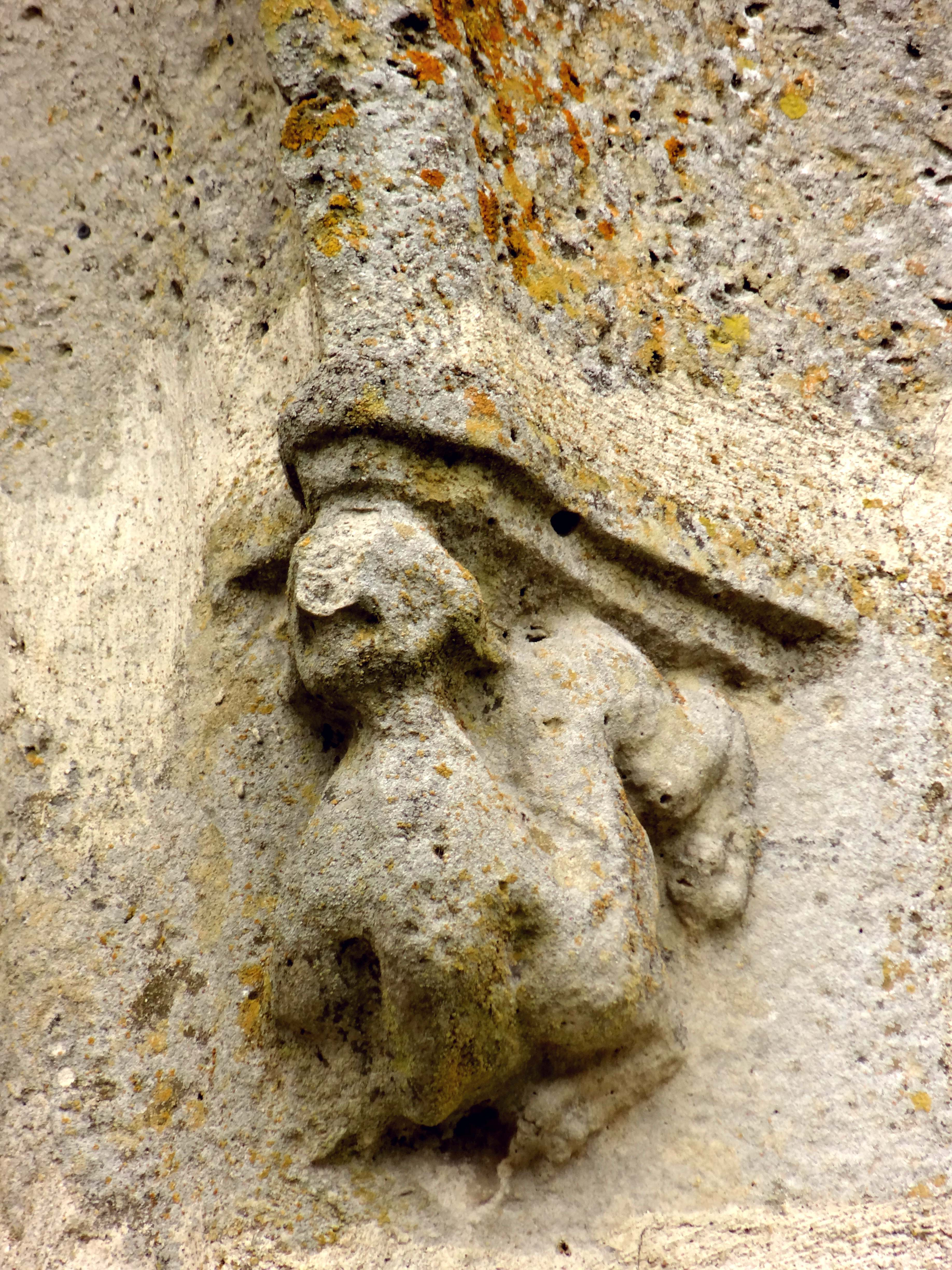
Chapelle Saint-Joseph, chimère comme cul-de-lampe de la fenêtre.
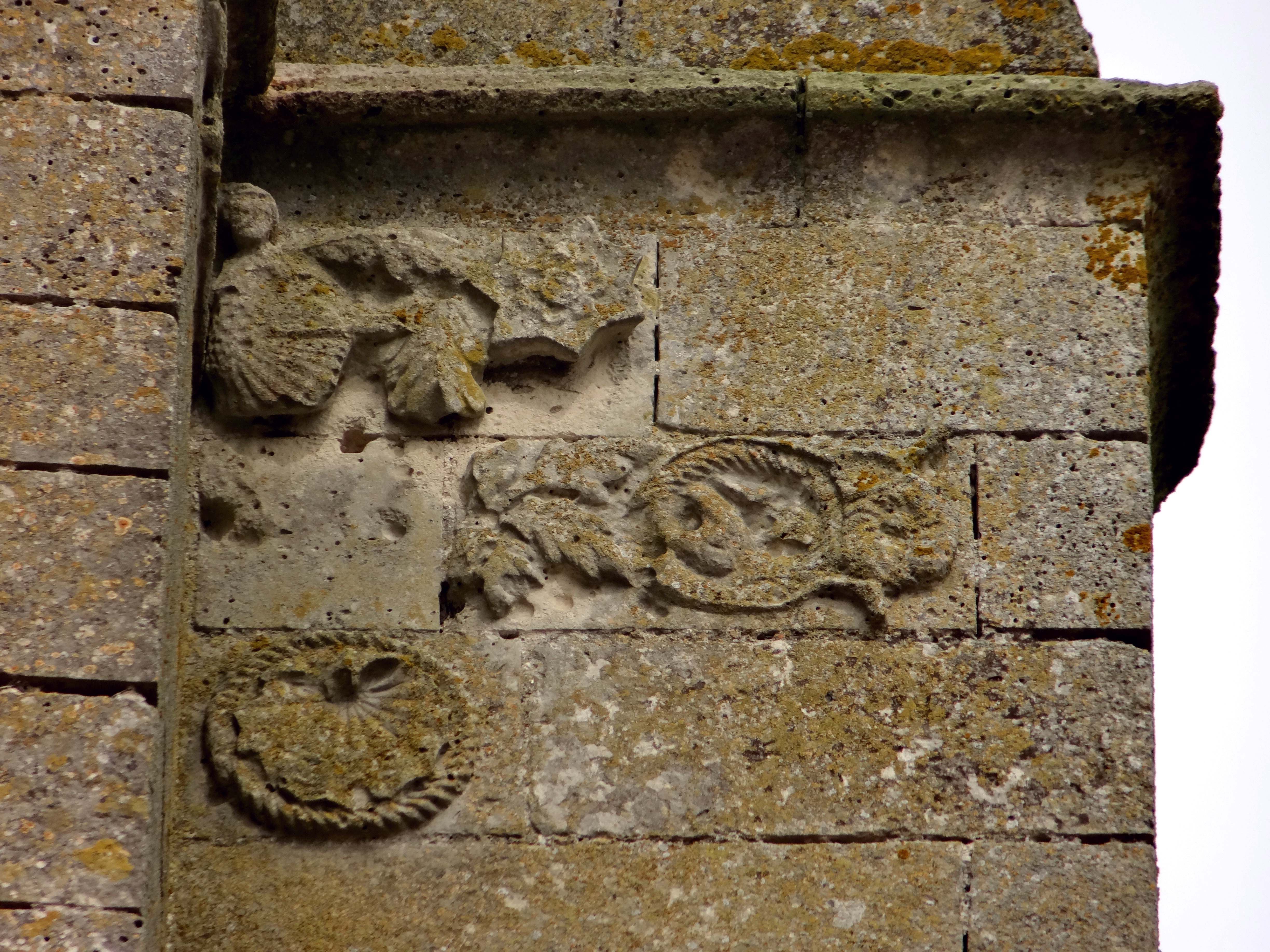
Clocher, 2e étage interméd., blocs sculptés dans l'angle sud-ouest.

## Mobilier

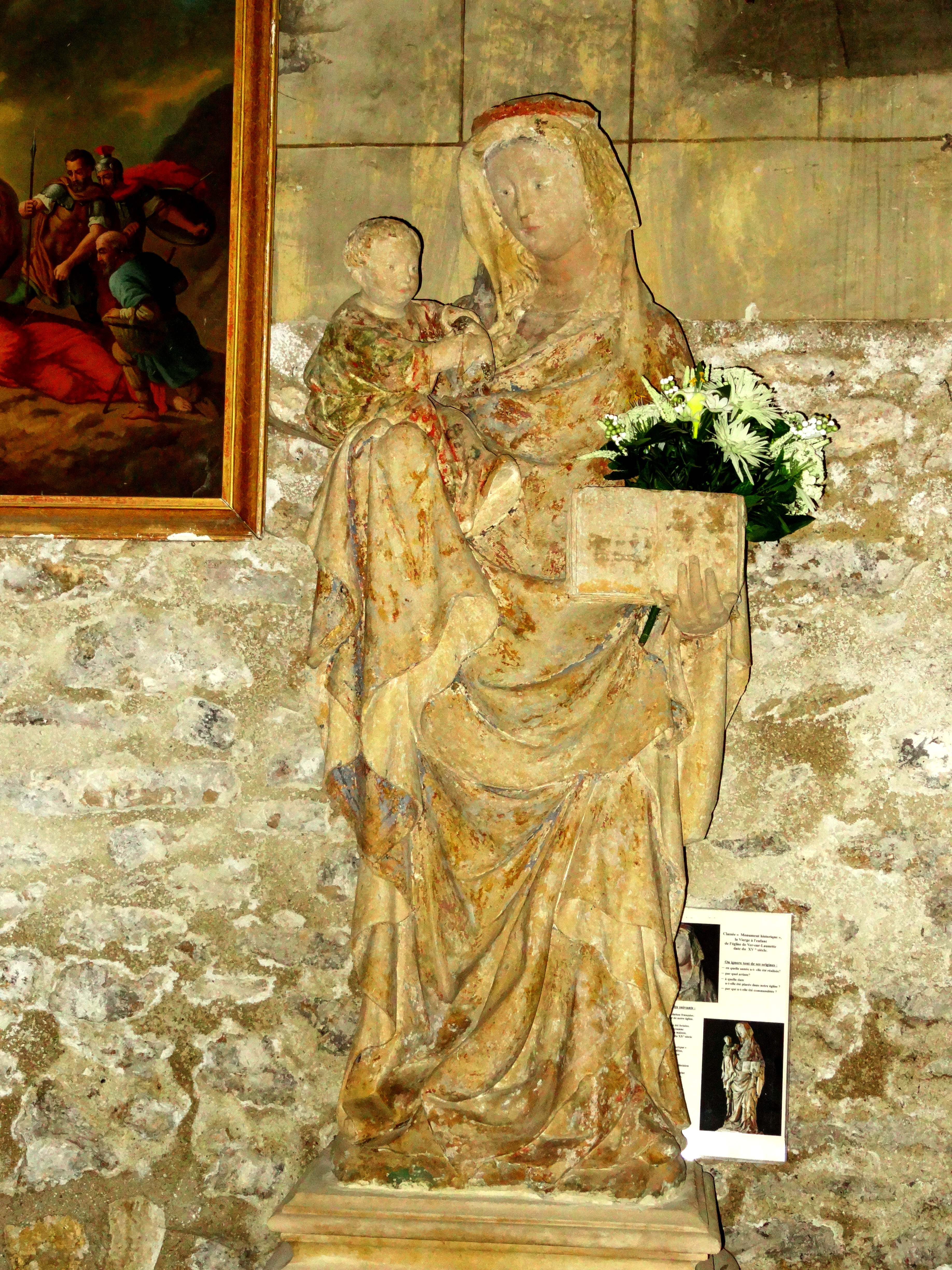
Vierge à l'Enfant.

Parmi le mobilier de l'église, un unique élément est classé monument historique au titre objet. Il s'agit d'une statue en pierre calcaire de la Vierge à l'Enfant, qui est sculptée en ronde-bosse et porte les traces d'une polychromie ancienne qui refait surface sur le badigeon moderne. Elle mesure 160 cm de hauteur, et date de la première moitié du XVe siècle. Cette statue représente la Vierge se tenant debout, dans une posture légèrement déhanchée. Son grand manteau formant voile lui couvre entièrement le corps, et le dissimule dans des plis épais. De sa main gauche, Marie présente un livre ouvert, et sur son bras droit, elle porte son l'Enfant Jésus qui joue avec un oiseau. L'on note des ragréages au plâtre sur les deux visages et l'oiseau. L'œuvre est classée au titre objet depuis novembre 1912.